# الإشراف والرقابة على الإنترنت حسب البلد

| رقابة مطلقة رقابة أساسية | رقابة إنتقائية لا رقابة |
  غير مصنفة/ لا توجد معلومات

الإشراف والرقابة على الإنترنت حسب البلد (2017)
رقابة مطلقة
رقابة أساسية
رقابة إنتقائية
لا رقابة
غير مصنفة/ لا توجد معلومات

توفر قائمة «الإشراف والرقابة علي الإنترنت» معلومات عن أنواع ومستويات الرقابة على الإنترنت والجاسوسية الرقمية التي تحدث في بلدان العالم.

## التصنيف
يتم تقديم معلومات مفصلة عن كل بلد حول الرقابة على الإنترنت في تقارير «الحرية على الإنترنت» بواسطة منظمة فريدم هاوس، ومبادرة إنترنت مفتوح، ومنظمة مراسلون بلا حدود، وأيضاً «التقارير الدولية حول ممارسات حقوق الإنسان» من وزارة الخارجية الأمريكية.

### تقارير الحرية على الإنترنت
تقدم تقارير «الحرية على الإنترنت» دراسات تحليلية وتصنيفات رقمية تتعلق بحالة حرية الإنترنت لدول العالم. تمثل عينة البلدان التي شملتها الدراسة مجموعة واسعة من التنوع الجغرافي ومستويات التنمية الاقتصادية، فضلاً عن مستويات مختلفة من الحرية السياسية والإعلامية. تطرح الدراسات الاستقصائية مجموعة من الأسئلة المصممة لقياس مستوى كل بلد من الإنترنت وحرية الوسائط الرقمية، وكذلك الوصول إلى وسائل رقمية أخرى وانفتاحها، لا سيما الهواتف المحمولة وخدمات الرسائل النصية. يتم تقديم النتائج لثلاثة مجالات:
- العقبات التي تعترض الوصول: العوائق البنيوية والاقتصادية التي تحول دون الوصول؛ الجهود الحكومية لمنع تطبيقات أو تقنيات محددة؛ السيطرة القانونية والملكية الفكرية على الإنترنت ومزودي الوصول إلى الهاتف المحمول.
- القيود على المحتوى: تصفية مواقع الويب وحظرها؛ أشكال أخرى من الرقابة الذاتية؛ التلاعب بالمحتوى وتنوع وسائل الإعلام على الإنترنت، واستخدام الوسائط الرقمية للنشاط الاجتماعي والسياسي.
- انتهاكات حقوق المستخدم: الحماية القانونية والقيود المفروضة على النشاط عبر الإنترنت؛ المراقبة والحدود على الخصوصية؛ وتداعيات النشاط عبر الإنترنت، مثل الملاحقة القانونية، أو السجن، أو الاعتداءات الجسدية، أو أشكال أخرى من المضايقة.

يتم دمج النتائج من العقبات الثلاث في للحصول علي مجموع نقاط البلد (من 0 للأفضل إلى 100 للأسوأ) ويتم تصنيف البلدان على أنها «حرة» (من 0 إلى 30)، أو «حرة جزئياً» (31 إلى 60)، أو «غير حرة» (من 61 إلى 100) استنادًا إلى الإجماليات.
اعتبارا من أكتوبر 2017، أنتجت فريدوم هاوس ثماني نسخ من التقرير، الأول كان في عام 2009 والذي شمل 15 دولة،  الثاني في عام 2011 شمل 37 دولة،  الثالث في عام 2012 شمل 47 دولة،  الرابع في عام 2013 شمل 60 دولة،  الخامس في عام 2014 وفي السنوات اللاحقة كل دراسة شملت 65 دولة.
لم يكن هناك تقرير في عام 2010. تغطي التقارير عمومًا الفترة من يونيو حتى مايو المقبل.
|                       | 2009[6] | 2011[7]  | 2012[8]  | 2013[9]  | 2014[10] | 2015[11] | 2016[12] | 2017[1]  |
| --------------------- | ------- | -------- | -------- | -------- | -------- | -------- | -------- | -------- |
| البلاد                | 15      | 37       | 47       | 60       | 65       | 65       | 65       | 65       |
| حرة (لا يوجد رقابية)  | 4 (27%) | 8 (22%)  | 14 (30%) | 17 (29%) | 19 (29%) | 18 (28%) | 17 (26%) | 16 (25%) |
| حرة جزئياً             | 7 (47%) | 18 (49%) | 20 (43%) | 29 (48%) | 31 (48%) | 28 (43%) | 28 (43%) | 28 (43%) |
| غير حرة (رقابة صارمة) | 4 (27%) | 11 (30%) | 13 (28%) | 14 (23%) | 15 (23%) | 19 (29%) | 20 (31%) | 21 (32%) |
| تحسن                  | غ/م     | 5 (33%)  | 11 (31%) | 12 (26%) | 12 (18%) | 15 (23%) | 34 (52%) | 32 (49%) |
| تراجع                 | غ/م     | 9 (60%)  | 17 (47%) | 28 (60%) | 36 (55%) | 32 (49%) | 14 (22%) | 13 (20%) |
| لا تغيير              | غ/م     | 1 (7%)   | 8 (22%)  | 7 (15%)  | 17 (26%) | 18 (28%) | 17 (26%) | 20 (31%) |
بالإضافة إلى ذلك، حدد تقرير 2012 سبعة بلدان كانت على وجه الخصوص معرضة لخطر الانتكاسات المتعلقة بحرية الإنترنت في أواخر عام 2012 وعام 2013: أذربيجان، وليبيا، وماليزيا، وباكستان، ورواندا، وروسيا، وسريلانكا. في ذلك الوقت، كانت حرية الإنترنت في معظم هذه البلدان مساحة مفتوحة نسبياً وغير محدودة للتعبير الحر، ولكن هذه الدول عادةً ما كانت تتميز ببيئة قمعية لوسائل الإعلام التقليدية، وقد سنت مؤخرًا تشريعات قد تؤثر سلبًا على حرية الإنترنت.

### مبادرة إنترنت مفتوح
في سلسلة من التقارير التي صدرت بين عامي 2007 و2013، صنفت مبادرة إنترنت مفتوح (ONI) حجم الرقابة الذي يحدث في بلد ما في أربعة مجالات من النشاط.
تم تصنيف حجم أو مستوى الرقابة على النحو التالي:
عامة أو منتشرة: يتم حظر جزء كبير من محتوى العديد من الفئات.
ضرورية: يخضع عدد من الفئات لمستوى متوسط من التصفية أو أن العديد من الفئات تخضع لمستوى منخفض من التصفية.
منتقاة: يتم حظر عدد صغير من المواقع المحددة أو تصفية عدد صغير من الفئات أو المشكلات.
مشتبه: يشتبه، ولكن لم يؤكد، أنه يتم حظر المواقع على شبكة الإنترنت.
لا يوجد دليل: لا يوجد دليل على وجود مواقع ويب محظورة، على الرغم من وجود أشكال أخرى من عناصر التحكم.
تم إجراء التصنيفات لمجالات النشاط التالية:
السياسة: وجهات النظر والمعلومات المعارضة لأراء الحكومة الحالية أو المتعلقة بحقوق الإنسان، وحرية التعبير، وحقوق الأقليات، والحركات الدينية.
الأمور الاجتماعية: آراء ومعلومات تعتبر مسيئة أو حساسة اجتماعيًا، وغالبًا ما ترتبط بالجنس أو القمار أو المخدرات غير المشروعة والكحول.
الصراع / الأمن: وجهات النظر والمعلومات المتعلقة بالصراعات المسلحة، والنزاعات الحدودية، والحركات الإنفصالية، والجماعات المسلحة.
أدوات الإنترنت: خدمات البريد الإلكتروني، والبحث، والترجمة، والخدمات الصوتية عبر الإنترنت (VoIP)، والرقابة.
بسبب المخاوف القانونية، لا تتحقق مبادرة إنترنت مفتوح من ترشيح وتصفية مواقع استغلال الأطفال إباحيا، ولأن تصنيفاتها تركز على التصفية الفنية، فإنها لا تشمل أنواعًا أخرى من الرقابة.
خلال 2010، قامت مبادرة إنترنت مفتوح بتوثيق تصفية مواقع الإنترنت من قبل الحكومات في أكثر من أربعين بلداً حول العالم. تم تصنيف مستوى التصفية في 26 دولة في عام 2007، وفي 25 دولة في عام 2009. من بين 41 دولة منفصلة صُنِّفَت في هذين العامين، عُثِر على سبعة دول لم تظهر أي دليل على أنها تقوم بتصفية أو حظر مواقع الإنترنت وهي مصر، وفرنسا، وألمانيا، والهند، وأوكرانيا، والمملكة المتحدة، والولايات المتحدة، في حين عُثِر على بلد وحيدة تقوم بعمل حظر علي جميع المجالات وهي الصين، عُثِر على 13 مشاركًا في عملية فلترة واسعة النطاق في منطقة واحدة أو أكثر، ووجد أن 34 منها تشارك في مستوى معين من الترشيح في منطقة واحدة أو أكثر. من بين البلدان العشرة المصنفة في كل من عامي 2007 و2009، قامت واحدة بخفض مستوى الترشيح (باكستان)، بينما زادت خمسة من مستوى الترشيح (أذربيجان، وروسيا البيضاء، وكازاخستان، وكوريا الجنوبية، وأوزبكستان)، وأربعة دول حافظن على نفس المستوى من التصفية (الصين، وإيران، وميانمار، وطاجيكستان).
في ديسمبر 2014، أعلنت المبادرة ما يلي:
بعد عقد من التعاون في دراسة وتوثيق آليات تصفية ومراقبة الإنترنت في جميع أنحاء العالم، لن يقوم شركاء مبادرة إنترنت مفتوح بإجراء بحث تحت شعار ONI بعد الآن. سيتم الاحتفاظ بموقع ONI الإلكتروني، بما في ذلك جميع التقارير والبيانات، إلى أجل غير مسمى للسماح باستمرار وصول الجمهور إلى أرشيفها بالكامل من البيانات.
آخر تحديث لبيانات التصفية العالمية للإنترنت الخاصة بـ ONI تم تحديثها في 20 سبتمبر 2013.

### مراسلون بلا حدود

تقييم الرقابة على الإنترنت. (مراسلون بلا حدود)
دول لاتراقب الإنترنت
دول بها رقابة خفيفة على الإنترنت
دول تراقب الإنترنت
دول تحجب مواقع على الإنترنت (رقابة مشددة)

#### قوائم مراسلون بلا حدودأعداء الإنترنتوالبلدان تحت المراقبة
في عام 2006، بدأت منظمة مراسلون بلا حدود (بالفرنسية: Reporters sans frontières)‏ وتعرف إختصارا بRSF وهي منظمة دولية مقرها باريس تناصر حرية الصحافة والنشر، بدأت بنشر قائمة "أعداء الإنترنت". وصنفت المنظمة الدول على أنها أعداء للإنترنت بناء على أن "كل هذه الدول وسمت نفسها وبرزت ليس لقدرتها على حجب الأخبار والمعلومات على الشبكة وحسب، ولكن أيضا لممارساتها القمعية التي ترقى لتكون منظمة ضد مستخدمي الإنترنت" في 2007، إضيفت قائمة بالدول التي تضع مواطنيها "تحت المراقبة".
| أعداء الإنترنت الحاليين: - البحرين: 2012–للآن - بيلاروسيا: 2006–8, 2012–للآن - الصين: 2008–للآن - كوبا: 2006–للآن - اثيوبيا: 2014–للآن - الهند: 2014–للآن - إيران: 2006–للآن - كوريا الشمالية: 2006–للآن - باكستان: 2014–للآن - روسيا: 2014–للآن - السعودية: 2006–للآن - السودان: 2014–للآن - سوريا: 2006–للآن - تركمانستان: 2006–للآن - الإمارات العربية المتحدة: 2014–للآن - المملكة المتحدة: 2014–للآن - الولايات المتحدة الأمريكية: 2014–للآن - أوزبكستان: 2006–للآن - فيتنام: 2006–للآن أعداء سابقون للإنترنت: - مصر: 2006–10 - ميانمار: 2006–13 - تونس: 2006–10 | دول "تحت المراقبة": - استراليا: 2009–للآن - مصر: 2011–للآن - إريتريا: 2008–9, 2011–للآن - فرنسا: 2011–للآن - كازاخستان: 2008–للآن - ماليزيا: 2008–9, 2011–للآن - كوريا الجنوبية: 2009–للآن - سريلانكا: 2008–9, 2011–للآن - تايلاند: 2008–للآن - تونس: 2011–للآن - تركيا: 2010–للآن دول تحت المراقبة سابقا: - البحرين: 2008–9 و 2011 - بيلاروسيا: 2009–11 - الهند: 2008–13 - الأردن: 2008 - ليبيا: 2008 و 2011 - روسيا: 2010–13 - طاجيكستان: 2008 - الإمارات العربية المتحدة: 2008–13 - فنزويلا: 2011 - اليمن: 2008–9 |

عندما نُشرت قائمة "أعداء الإنترنت" لأول مرة عام 2006، كانت تضم 13 دولة. بين عامي 2012 و2006 إنخفض الرقم ليصل إلى 10 ثم إرتفع ليصلإ إلى12. لم تحدث القائمة عام 2013. وفي عام 2014 كَبُرت القائمة لتضم 19 دولة بزيادة التركيز على المراقبة بالإضافة للحجب. ولم تحدث القائمة عام 2015
عندما نُشرت قائمة "قائمة الدول التي تضع مواطنيها تحت المراقبة" عام 2008، كانت تضم 10 دول. بين 2008 و2012 إزداد العدد إلى 16 وإنخفض إلى 11. لم تحدث الثائمة عام 2013، 2014 أو 2015

#### تقرير خاص من المنظمة عن مراقبة الإنترنت
في 12 مارس / آذار 2013، نشرت منظمة مراسلون بلا حدود «تقرير خاص عن مراقبة الإنترنت». يتضمن التقرير قائمتين جديدتين:
- قائمة بأسماء «الدول الأعداء الإنترنت»، وهي البلدان التي تشارك حكوماتها في المراقبة النشطة والتطفل لمقدمي الأخبار، مما يؤدي إلى انتهاكات جسيمة لحرية المعلومات وحقوق الإنسان؛ و
- قائمة بأسماء «الشركات الأعداء للإنترنت»، وهي الشركات التي تبيع المنتجات التي يمكن أن تستخدمها الحكومات لانتهاك حقوق الإنسان وحرية المعلومات.

«الدول الأعداء للإنترنت» هم خمسة دول تم تحديدهم في مارس 2013 وهم: البحرين، والصين، وإيران، وسوريا، وفيتنام.
«الشركات الأعداء للإنترنت» هم خمسة شركات أيضاً تم تحديدهم في مارس 2013 وهي: شركة بول (فرنسا)، ومجموعة بلو كوت سيستمز (الولايات المتحدة)، وجاما (المملكة المتحدة وألمانيا)، وفريق هاكنج (إيطاليا)، وتروفيكور (ألمانيا).

### التقارير الدولية حول ممارسات حقوق الإنسان
«تقارير الدول حول ممارسات حقوق الإنسان» هي سلسلة سنوية من التقارير حول أوضاع حقوق الإنسان في البلدان في جميع أنحاء العالم. ومن بين الموضوعات الأخرى، تتضمن التقارير معلومات عن حرية التعبير، والصحافة بما في ذلك الحقوق الرقمية وحرية الإنترنت؛ وحرية التجمع، وحرية تكوين الجمعيات؛ والتدخل التعسفي في الخصوصية أو الأسرة أو المنزل أو المراسلات.
يتم إعداد التقارير من قبل مكتب الديمقراطية وحقوق الإنسان والعمل داخل وزارة الخارجية الأمريكية. تغطي التقارير الحقوق الفردية، والمدنية، والسياسية، والعمالية المعترف بها دوليًا، كما هو منصوص عليه في الإعلان العالمي لحقوق الإنسان. صدر التقرير الأول في عام 1977 لتغطية عام 1976.

## تصنيفات الدول
يتم تصنيف مستوى الرقابة على الإنترنت في بلد ما في واحدة من الفئات الأربع: الرقابة العامة أو المراقبة المنتظمة، والرقابة الواسعة، والرقابة الانتقائية، والرقابة القليلة أو المنعدمة. تستند التصنيفات إلى تقارير «الحرية على الإنترنت» من قبل فريدوم هاوس المستكملة بمعلومات من مبادرة إنترنت مفتوح (ONI)، ومراسلون بلا حدود (RWB)، والتقارير الدولية عن ممارسات حقوق الإنسان من قبل وزارة الخارجية الأمريكية مكتب الديمقراطية وحقوق الإنسان.

### الرقابة العامة أو المطلقة
يصنف البلد على أنه يخضع للرقابة المطلقة عندما يقوم في كثير من الأحيان بمراقبة المحتوى السياسي والاجتماعي وغيره، وينخرط في مراقبة جماعية للإنترنت، ويتعسف ضد المواطنين الذين يتحايلون على الرقابة بالسجن أو بعقوبات أخرى. يتم تضمين البلد في الفئة «المطلقة» عندما:
- يتم تصنيفه على أنه «غير حر» بمجموع كلي من 71 إلى 100 في تقرير الحرية علي الإنترنت (FOTN) من فريدوم هاوس،
- يتم تصنيفه «غير حر» في FOTN أو لم يتم تصنيفه من الأساس في FOTN و
  - يكون مدرج في قائمة «أعداء الإنترنت» من «منظمة مراسلون بلا حدود»، [17] أو
  - عندما تصنف مبادرة إنترنت مفتوح مستوى تصفية الإنترنت فيه على أنها واسعة الانتشار في أي من المجالات الأربعة (السياسية، والاجتماعية، والأمنية، وأدوات الإنترنت) التي يختبرونها.

#### البحرين
- صُنِّفَت «غير حرة» من قبل فريدوم هاوس في تقارير «الحرية علي الإنترنت» حيث كان مجموع النقاط عام 2011 (62)، 2012 (71)، 2013 (72)، 2014 (74)، 2015 (72)، 2016 (71)، و2017 (72).[23][24][25][26][27][28][29]
- أدرجت تحت بند الرقابة المطلقة في المجالات السياسية والاجتماعية، والرقابة الواسعة في أدوات الإنترنت، والرقابة المنتقاة في المجال الأمني من قبل مبادرة إنترنت مفتوح في أغسطس 2009.[13]
- تم إدراجه كـ«دولة عدو الإنترنت» بواسطة مراسلون بلا حدود في عام 2012.[4]
- أدرجتها منظمة مراسلون بلا حدود في عام 2013 في قائمة «الدول عدوة الإنترنت» بسبب المراقبة النشطة والتطفل علي مقدمي الأخبار، مما أدى إلى انتهاكات جسيمة لحرية المعلومات وحقوق الإنسان.[20]

تفرض البحرين تعتيمًا فعالًا للأخبار باستخدام مجموعة من الإجراءات القمعية، بما في ذلك إبقاء الإعلام الدولي بعيدًا، ومضايقة نشطاء حقوق الإنسان، واعتقال المدونين ونشطاء آخرين على الإنترنت (توفي أحدهم قيد الاحتجاز)، ومقاضاة نشطاء حرية التعبير، وتعطيل الاتصالات، خاصة خلال المظاهرات الكبرى.
في 5 يناير 2009 أصدرت وزارة الثقافة والإعلام أمراً (القرار رقم 1 لسنة 2009) بموجب قانون الاتصالات وقانون الصحافة والمطبوعات في البحرين الذي ينظم حجب وإغلاق المواقع. يتطلب هذا القرار من جميع مزودي خدمات الإنترنت شراء وتثبيت حل لبرمجيات حجب موقع الويب الذي تختاره الوزارة. ساعدت هيئة تنظيم الاتصالات وزارة الثقافة والإعلام في تنفيذ القرار المذكور بتنسيق عملية شراء حلول برمجية لحجب المواقع. يتم تشغيل هذا البرنامج فقط من قبل وزارة الإعلام والثقافة، ولا تتحكم هيئة تنظيم الاتصالات أو مقدمي خدمات الإنترنت بأي شكل من الأشكال في المواقع المحظورة أو غير المحظورة.

#### روسيا البيضاء
- صُنِّفَت «غير حرة» من قبل فريدوم هاوس في تقارير «الحرية علي الإنترنت» حيث كان مجموع النقاط عام 2011 (69)، 2012 (69)، 2013 (67)، 2014 (62)، 2015 (64)، 2016 (62)، 2017 (64).[31][32][33][34][35][36][37]
- تم إدراجها تحت بند الرقابة الانتقائية في المجالات السياسية، والاجتماعية، والأمن، وأدوات الإنترنت من قبل مبادرة إنترنت مفتوح في نوفمبر 2010.[13]
- تم إدراجها كدولة عدوة للإنترنت بواسطة منظمة مراسلون بلا حدود في عام 2012.[4]

تم توجيه ضربة قاضية للإنترنت في بيلاروسيا، حيث زادت السلطات قائمة المواقع المحجوبة وأعاقت الإنترنت بشكل جزئي أثناء الاحتجاجات. وكوسيلة للحد من تغطية المظاهرات، تم اعتقال بعض مستخدمي الإنترنت والمدونين وتمت دعوة آخرين إلى «محادثات وقائية» مع الشرطة. القانون رقم 317-3، الذي بدأ سريانه في 6 يناير 2012، عزز إجراءات المراقبة والرقابة على الإنترنت.
انتقلت حكومة بيلاروسيا إلى ضوابط الجيل الثاني والثالث لإدارة مساحة المعلومات الوطنية الخاصة بها. تتمركز السيطرة على الإنترنت مع شركة Beltelecom المملوكة للحكومة التي تدير بوابة الإنترنت في البلاد. معظم المستخدمين الذين ينشرون وسائل الإعلام عبر الإنترنت يمارسون درجة من الرقابة الذاتية مدفوعة بمخاوف من المقاضاة التنظيمية. وضع الرئيس سياسة قوية ومعمقة لأمن المعلومات وأعلن عن نيته ممارسة رقابة صارمة على الإنترنت تحت ذريعة الأمن القومي. كان المناخ السياسي قمعي، وكثيراً ما يتم اعتقال ومحاكمة زعماء المعارضة والصحفيين المستقلين.

#### الصين
- صُنِّفَت «غير حرة» من قبل فريدوم هاوس في تقارير «الحرية علي الإنترنت» حيث كان مجموع النقاط عام 2009 (79)، 2011 (83)، 2012 (85)، 2013 (86)، 2014 (87)، 2015 (88)، 2016 (88)، 2017 (87).[39][40][41][42][43][44][45][46]
- تم إدراجها تحت بند الرقابة المطلقة، حيث كانت تتعمق في الرقابة علي المجالات السياسية والاجتماعية والأمنية من قبل مبادرة إنترنت مفتوح في يونيو 2009 وأغسطس 2012.[13]
- تم إدراجها كـ «عدو الإنترنت» من قبل مراسلون بلا حدود منذ عام 2008.[4]
- أدرجت في عام 2013 في قائمة «الدول الأعداء للإنترنت» بسبب المراقبة النشطة والتطفل علي مقدمي الأخبار، مما أدى إلى انتهاكات جسيمة لحرية المعلومات وحقوق الإنسان.[20]

تعتبر الرقابة على الإنترنت في الصين من بين أكثر القوانين صرامة في العالم. حجبت الحكومة المواقع الإلكترونية التي تناقش استقلال التبت، ودلاي لاما، واستقلال تايوان، وعنف الشرطة، واحتجاجات ميدان تيانانمن في عام 1989، وحرية التعبير، والإباحية، بالإضافة إلي بعض مصادر الأخبار الدولية ومنافذ الدعاية (مثل صوت أمريكا "VOA")، وبعض الحركات الدينية (مثل فالون غونغ) والعديد من مواقع المدونات. وفقاً لهيومن رايتس ووتش، تواصل الحكومة في الصين أيضاً انتهاك الضمانات القانونية المحلية والدولية لحرية الصحافة والتعبير من خلال تقييد المدونين والصحفيين، وما يقدر بنحو 500 مليون مستخدم للإنترنت. تطلب الحكومة من شركات البحث على الإنترنت ووسائل الإعلام الحكومية فرض رقابة على القضايا التي تعتبر «حساسة» بشكل رسمي، وتمنع الوصول إلى المواقع الأجنبية بما في ذلك فيسبوك، وتويتر، ويوتيوب. ومع ذلك، فإن ظهور الشبكات الاجتماعية الصينية على الإنترنت وعلى وجه الخصوص سينا ويبو، والتي لديها 200 مليون مستخدم، قد خلقت منبرًا جديدًا للمواطنين للتعبير عن الآراء وتحدي القيود الرسمية على حرية التعبير على الرغم من التدقيق الشديد من قبل الرقابة الصينية.

#### كوبا
- صُنِّفَت «غير حرة» من قبل فريدوم هاوس في تقارير «الحرية علي الإنترنت» حيث كان مجموع النقاط عام 2009 (88)، 2011 (87)، 2012 (86)، 2013 (86) 2014 (84)، 2015 (81)، 2016 (79)، 2017 (79).[50][51][52][53][54][55][56][57]
- تم إدراجها كعدو إنترنت بواسطة مراسلون بلا حدود في عام 2011.[4]
- غير مصنفة من قبل مبادرة إنترنت مفتوح بسبب نقص البيانات.

تملك كوبا أقل نسبة من أجهزة الكمبيوتر لكل فرد في أمريكا اللاتينية، وهي أقل نسبة وصول إلى الإنترنت في نصف الكرة الغربي. يجب على المواطنين استخدام «نقاط الوصول» التي تسيطر عليها الحكومة، حيث يتم مراقبة نشاطهم من خلال حظر عناوين الـIP، وتصفية الكلمات الرئيسية، والتحقق من تاريخ التصفح. وتشير الحكومة إلى أن وصول مواطنيها إلى خدمات الإنترنت محدودة بسبب التكاليف المرتفعة والحظر الأمريكي، لكن هناك تقارير تتعلق بإرادة الحكومة للتحكم في الوصول إلى المعلومات غير الخاضعة للرقابة من وإلى العالم الخارجي. تواصل الحكومة الكوبية سجن صحفيين مستقلين للإسهام في التقارير عبر الإنترنت إلى مواقع إلكترونية خارج كوبا.
حتى مع عدم وجود أرقام دقيقة بسبب الطبيعة السرية للنظام، فإن شهادات المدونين المستقلين والناشطين والمراقبين الدوليين تدعم الرأي القائل إنه من الصعب على معظم الناس الوصول إلى الإنترنت، وبالإضافة إلي وجود عقوبات قاسية على الأفراد الذين لا يتبعون سياسات الحكومة. أشارت لجنة حماية الصحفيين إلى كوبا كواحدة من البلدان العشرة الأكثر رقابة في جميع أنحاء العالم.

#### إثيوبيا
- صُنِّفَت «غير حرة» من قبل فريدوم هاوس في تقارير «الحرية علي الإنترنت» حيث كان مجموع النقاط عام 2011 (69)، و2012 (75)، و2013 (79)، و2014 (80)، و2015 (82)، و2016 (83)، و2017 (86)[64][65][66][67][68][69][70]
- تم إدراجها من قبل مبادرة إنترنت مفتوح في أكتوبر 2012 تحت بند الرقابة المطلقة في السياسة، والرقابة الانتقائية في مناطق الصراع / الأمن وأدوات الإنترنت، ولا يوجد دليل علي الرقابة في المجال الاجتماعي.[2]

لا تزال إثيوبيا بيئة مقيدة للغاية للتعبير عن المعارضة السياسية عبر الإنترنت. تصفي الحكومة الأثيوبية المحتوى السياسي النقدي والمعارضة. وكثيرا ما يستخدم تشريع مكافحة الإرهاب لاستهداف الخطابات على الإنترنت، بما في ذلك في الإدانة الأخيرة لعشرات الأفراد، والذين تمت محاكمة العديد منهم بناء على كتاباتهم على الإنترنت. وجد اختبار مبادرة الإنترنت المفتوح (ONI) الذي أجري في إثيوبيا في سبتمبر 2012 أن المحتوى السياسي والأخبار عبر الإنترنت لا تزال محظورة، بما في ذلك المدونات ومواقع الويب الخاصة بعدد من الأفراد المدانين حديثًا.
نفذت إثيوبيا نظام تصفية سياسي إلى حد كبير يمنع الوصول إلى المدونات الشعبية والمواقع الإلكترونية للعديد من المؤسسات الإخبارية، والأحزاب السياسية المعارضة، وجمعيات حقوق الإنسان. ومع ذلك، يمكن العثور على الكثير من المحتوى الإعلامي الذي تحاول الحكومة فرض الرقابة عليه في المواقع غير المحظورة. في العديد من الحالات، استمر مؤلفو المدونات المحظورة في الكتابة لصالح الجمهور الدولي، بدون عقاب على ما يبدو. ومع ذلك، فإن إثيوبيا تقوم بحبس الصحفيين بشكل متزايد، وقد أظهرت الحكومة نزعة متزايدة تجاه السلوك القمعي. من المرجح أن تصبح الرقابة أكثر انتشاراً مع توسع الوصول إلى الإنترنت عبر البلاد.

#### إيران
- صُنِّفَت «غير حرة» من قبل فريدوم هاوس في تقارير «الحرية علي الإنترنت» حيث كان مجموع النقاط عام 2009 (76)، و2011 (89)، و2012 (90)، و2013 (91)، و2014 (89)، و2015 (87)، و2016 (87)، و2017 (85).[73][74][75][76][77][78][79][80]
- تم إدراجها من قبل مبادرة إنترنت مفتوح في يونيو 2009 تحت بند الرقابة المطلقة في المجالات السايسة والاجتماعية وأدوات الإنترنت؛ ولا يوجد دليل علي التصفية في المجال الأمني.[13]
- تم إدراجه كـ «عدو الإنترنت» من قبل منظمة مراسلون بلا حدود في عام 2011.[4]
- أدرجتها منظمة مراسلون بلا حدود في عام 2013 في قائمة «الدول الأعداء للإنترنت» بسبب المراقبة النشطة والتطفل علي مقدمي الأخبار، مما أدى إلى انتهاكات جسيمة لحرية المعلومات وحقوق الإنسان.[20]

تواصل جمهورية إيران الإسلامية توسيع وتعزيز نظام التصفية التقنية، الذي يعد من أكثر الأنظمة شمولاً في العالم. تم تطبيق نظام مركزي لتصفية مواقع الإنترنت يزيد من التصفية التي تتم على مستوى مزود خدمة الإنترنت (ISP). تستهدف التصفية المحتوى الذي ينتقد الحكومة، والدين، ومواقع الويب الإباحية، والمدونات السياسية، ومواقع حقوق المرأة. تم سجن العديد من المدونين في إيران بسبب أنشطتهم على الإنترنت. منعت الحكومة الإيرانية الدخول مؤقتًا، في الفترة من 12 أيار (مايو) 2006 إلى كانون الثاني (يناير) 2009، إلى مواقع تحميل الفيديو، مثل اليوتيوب. تم فتح فليكر، الذي تم حظره لمدة طويلة في فبراير 2009. ولكن بعد احتجاجات الانتخابات الإيرانية 2009 تم حظر يوتيوب، وفليكر، وتويتر، وفيسبوك، والعديد من مواقع الويب إلى أجل غير مسمى.

#### الكويت
- تم إدراجها تحت بند الرقابة المطلقة في المجالات الاجتماعية وأدوات الإنترنت، والرقابة الانتقائية في المجالات السياسية والصراعات / الأمن من قبل مبادرة إنترنت مفتوح في يونيو 2009.[13]

الهدف الرئيسي لتصفية مواقع الإنترنت هو المواد الإباحية، والمثلية الجنسية. تتحكم وزارة الاتصالات الكويتية بخدمات الإنترنت، مما يجعلهم يحظرون المواقع الإباحية، والمناهضة للدين، والمناهضة للتقاليد، والمناهضة للأمن.
يقوم معهد الكويت للأبحاث العلمية (KISR) بتشغيل نظام اسم النطاق في الكويت، ولا يتم تسجل أسماء النطاقات التي «تضر بالنظام العام أو المشاعر العامة أو لا تلتزم بقوانين دولة الكويت». تعد الخدمات الصوتية عبر بروتوكول الإنترنت أمرًا قانونيًا في الكويت، وبدأت شركة زين، إحدى شركات تشغيل الهواتف المحمولة، في اختبار نظام (VoLTE) في الكويت.

#### كوريا الشمالية
- تم إدراجها كعدو إنترنت بواسطة منظمة مراسلون بلا حدود في عام 2011.[4]
- غير مصنفة بواسطة مبادرة إنترنت مفتوح بسبب نقص البيانات.[93]

تعتبر كوريا الشمالية معزولة عن الإنترنت، بقدر ما هي معزولة عن مجالات أخرى في العالم. فقط بضع مئات الآلاف من المواطنين في كوريا الشمالية، يمثلون حوالي 4 ٪ فقط من مجموع السكان، لديهم إمكانية الوصول إلى الإنترنت، والتي تخضع لرقابة شديدة من قبل الحكومة الوطنية. وفقا لمنظمة مراسلون بلا حدود، تعتبر كوريا الشمالية مثال رئيسي حيث يتم التحكم في جميع وسائل الاتصال من قبل الحكومة. وفقا للمنظمة، يتم استخدام الإنترنت من قبل حكومة كوريا الشمالية في المقام الأول لنشر الدعاية. جميع المواقع تحت سيطرة الحكومة، كما هو الحال في جميع وسائل الإعلام الأخرى في كوريا الشمالية.

#### عمان
- تم إدراجها من قبل مبادرة إنترنت مفتوح في أغسطس 2009 تحت بند الرقابة المطلقة في المجال الاجتماعي، والرقابة الواسعة في أدوات الإنترنت، والانتقائية في المجال السياسي، ولا يوجد دليل ماجي علي الرقابة في المجال الأمني.[13]

تشارك عمان في تصفية واسعة النطاق لمواقع ويب إباحية، ومحتوى مثلي، ومحتوى ينتقد الإسلام، ومحتوى عن المخدرات غير القانونية، ومواقع مجهولة تستخدم للتحايل على الحظر. لا يوجد دليل على التصفية الفنية للمحتوى السياسي، لكن القوانين واللوائح تقيد حرية التعبير على الإنترنت وتشجع الرقابة الذاتية.

#### باكستان
- تم تقييمها علي أنها «حرة جزئيًا» بواسطة فريدوم هاوس في تقارير «الحرية علي الإنترنت»، حيث كان مجموع النقاط عام 2011 (55)، و2012 (63)، و2013 (67)، و2014 (69)، و2015 (69)، و2016 (69)، و2017 (71).[97][98][99][100][101][102][103]
- تم إدراجها على تحت بند الرقابة المطلقة في النزاع / الأمن، والرقابة الانتقائية في المجالات السياسية والاجتماعية وأدوات الإنترنت من قبل مبادرة إنترنت مفتوح في عام 2011.[2][13]
- تم إدراجها كدولة عدوة للإنترنت من قبل منظمة مراسلون بلا حدود في عام 2014.[3]

يتمتع الباكستانيون حاليًا بحرية الوصول إلى مجموعة واسعة من محتوى الإنترنت، بما في ذلك معظم المواقع الجنسية، والسياسية، والاجتماعية، والدينية على الإنترنت. تظل تصفية الإنترنت غير متناسقة ومتقطعة. على الرغم من أن معظم عمليات الترشيح في باكستان متقطعة، إلا أن هيئة الاتصالات الباكستانية (PTA) تواصل حظر المواقع التي تحتوي على محتوى تعتبره ضد الإسلام، أو يهدد الأمن الداخلي. منعت باكستان الوصول إلى المواقع التي تنتقد الحكومة.

#### قطر
- تم إدراجها من قبل مبادرة إنترنت مفتوح تحت بند الرقابة المطلقة في مجالات النزاع / الأمن، والرقابة الانتقائية في المجالات السياسية والاجتماعية وأدوات الإنترنت من قبل مبادرة إنترنت مفتوح في عام 2009.[13]

قطر هي الدولة الثانية الأكثر اتصالاً في المنطقة العربية، لكن مستخدمي الإنترنت يخضعون لرقابة صارمة على الإنترنت. قطر ترشح المواد الإباحية، والنقد السياسي لدول الخليج، وموارد الصحة الجنسية، وأدوات الخصوصية. فالتصفية السياسية انتقائية للغاية، لكن الصحفيين يمارسون الرقابة الذاتية على القضايا الحساسة مثل السياسات الحكومية، والإسلام، والعائلة الحاكمة.

#### السعودية
- تم تقييمها علي أنها «غير حرة» بواسطة فريدوم هاوس في تقارير «الحرية علي الإنترنت»، حيث كان مجموع النقاط عام 2011 (70)، و2012 (71)، و2013 (70)، و2014 (72)، و2015 (73)، و2016 (72)، و2017 (72).[106][107][108][109][110][111][112]
- تم إدراجها من قبل مبادرة إنترنت مفتوح في أغسطس 2009 تحت بند الرقابة المطلقة في المجال الاجتماعي والسياسي وأدوات الإنترنت، والرقابة الانتقائية في مجال الصراع / الأمن.[13]
- تم إدراجها كعدو إنترنت بواسطة منظمة مراسلون بلا حدود في عام 2011.[4]

تدير المملكة العربية السعودية جميع حركات الإنترنت الدولية من خلال هيئة الاتصالات وتقنية المعلومات. يتم تنفيذ تصفية المحتوى هناك باستخدام الحوسبة الآمنة. بالإضافة إلى ذلك، يتم حظر عدد من المواقع وفقًا لقائمتين تحتفظ بها وحدة خدمات الإنترنت (ISU): واحد يحتوي على مواقع «غير أخلاقية» (معظمها إباحية)، والآخر يعتمد على توجيهات من لجنة أمنية تديرها وزارة الداخلية (بما في ذلك المواقع التي تنتقد الحكومة السعودية). يتم تشجيع المواطنين على الإبلاغ بنشاط عن المواقع «غير الأخلاقية» للحجب باستخدام نموذج الويب المقدم. الأساس القانوني لتصفية المحتوى هو القرار الصادر عن مجلس الوزراء بتاريخ 12 فبراير 2001. وفقاً لدراسة أجريت في عام 2004 من قبل مبادرة إنترنت مفتوح: «أكثر الرقابة عدوانية تركز على المواد الإباحية، والمخدرات، والقمار، والتحول الديني للمسلمين».

#### سوريا
- تم تقييمها علي أنها «غير حرة» بواسطة فريدوم هاوس في تقارير «الحرية علي الإنترنت»، حيث كان مجموع النقاط عام 2012 (83)، و2013 (85)، 2014 (88)، و2015 (87)، و2016 (87)، و2017 (86).[116][117][118][119][120][121]
- تم إدراجها من قبل مبادرة إنترنت مفتوح في أغسطس 2009 تحت بند الرقابة المطلقة في المجالات السياسية وأدوات الإنترنت، والانتقائية في المجالات الاجتماعية والصراع / الأمن.[13]
- تم إدراجها كـ«دولة عدوة الإنترنت» من قبل منظمة مراسلون بلا حدود في عام 2011.[4]
- أدرجها منظمة مراسلون بلا حدود في عام 2013 في قائمة «الدول الأعداء للإنترنت» من أجل المشاركة في المراقبة النشطة والتطفل علي مقدمي الأخبار، مما أدى إلى انتهاكات جسيمة لحرية المعلومات وحقوق الإنسان.[20]

لقد حظرت سوريا المواقع لأسباب سياسية واعتقلت الأشخاص الذين يدخلون إليها. بالإضافة إلى تصفية نطاق واسع من محتوى الويب. تراقب الحكومة السورية استخدام الإنترنت عن كثب وتحتجز المواطنين «للتعبير عن آرائهم أو الإبلاغ عن المعلومات عبر الإنترنت». فالقوانين الغامضة والقوية المصاغة تدعو إلى إساءة استخدام الحكومة، كما دفعت مستخدمي الإنترنت إلى ممارسة الرقابة الذاتية لتجنب الأسباب الغامضة للدولة للاعتقال.
خلال الحرب الأهلية السورية تم قطع اتصال الإنترنت بين سوريا والعالم الخارجي في أواخر نوفمبر 2011 ومرة أخرى في أوائل مايو 2013.

#### تركمنستان
- تم إدراجها من قبل مبادرة إنترنت مفتوح في ديسمبر 2010 تحت بند الرقابة المطلقة في المجال السياسي، والانتقائية في مجال أدوات التواصل الاجتماعي والصراعات / الأمن.[13]
- تم إدراجها كـ«دولة عدوة الإنترنت» من قبل منظمة مراسلون بلا حدود في عام 2011.[4]

يخضع استخدام الإنترنت في تركمانستان لسيطرة صارمة عمن الحكومة. كان التركمان يحصلون على أخبارهم من خلال القنوات الفضائية حتى عام 2008 عندما قررت الحكومة التخلص من الأقمار الصناعية، تاركة الإنترنت كوسيط وحيد يمكن جمع المعلومات منه. يتم مراقبة الإنترنت بدقة من قبل الحكومة والمواقع الإلكترونية التي تديرها منظمات حقوق الإنسان ووكالات الأنباء. يمكن أن تؤدي محاولات الالتفاف حول هذه الرقابة إلى عواقب وخيمة.

#### الإمارات العربية المتحدة
- تم تقييمها علي أنها «غير حرة» بواسطة فريدوم هاوس في تقارير «الحرية علي الإنترنت»، حيث كان مجموع النقاط عام 2013 (66)، و2014 (67)، و2015 (68)، و2016 (68)، و2017 (69).[126][127][128][129][130]
- تم إدراجها من قبل مبادرة إنترنت مفتوح في أغسطس 2009 تحت بند الرقابة المطلقة في المجال السياسي والاجتماعي، والانتقائية في المجال الأمني.[13]
- تم إدراجها كـ«دولة عدوة الإنترنت» من قبل منظمة مراسلون بلا حدود في عام 2011.[4]

تفرض الإمارات العربية المتحدة رقابة على الإنترنت باستخدام برامج الحوسبة الآمنة. يقوم مقدمو خدمات الإنترنت في مؤسسة الإمارات للاتصالات، وشركة دو) إلى حظر المواد الإباحية، والمواد الحساسة سياسياً، وجميع المجالات الإسرائيلية،  وأي شيء ضد القيم الأخلاقية المتصورة لدولة الإمارات العربية المتحدة. يتم حظر جميع الخدمات الصوتية عبر الإنترنت أو معظمها. خضع منتدى الحوار الإماراتي لسلطات رقابة متعددة من قبل السلطات الإماراتية.

#### أوزبكستان
- تم تقييمها علي أنها «غير حرة» بواسطة فريدوم هاوس في تقارير «الحرية علي الإنترنت»، حيث كان مجموع النقاط عام 2012 (77)، و2013 (78)، و2014 (79)، و2015 (78)، و2016 (79)، و2017 (77).[133][134][135][136][137][138]
- تم إدراجها كـ«دولة عدوة الإنترنت» من قبل منظمة مراسلون بلا حدود منذ بداية القائمة في 2006.[4]
- تم إدراجها من قبل مبادرة إنترنت مفتوح تحت بند الرقابة المطلقة في المجالات السياسية، والرقابة الانتقائية في المجالات الاجتماعية، والأمنية، وأدوات الإنترنت أثناء الاختبار الذي تم الإبلاغ عنه في عامي 2008 و2010.[2][13]

تحافظ أوزبكستان على نظام الترشيح الأكثر انتشاراً وتوسعاً بين رابطة الدول المستقلة. يمنع الوصول إلى مواقع الإنترنت المتعلقة بالحركات الإسلامية المحظورة، ووسائل الإعلام المستقلة، والمنظمات غير الحكومية، والمواد التي تنتقد انتهاكات الحكومة لحقوق الإنسان، ومناقشة الأحداث في مصر وتونس والبحرين، والأخبار عن المظاهرات والحركات الاحتجاجية. تم القبض على المساهمين في المناقشات عبر الإنترنت حول الأحداث في مصر وتونس والبحرين. نشرت بعض مقاهي الإنترنت في العاصمة تحذيرات بأنه سيتم تغريم المستخدمين لعرض مواقع إلكترونية تحتوي على مواد سياسية محظورة. كان يتم حظر بروتوكولات الخدمات الصوتية عبر الإنترنت للمستخدمين؛ ومع ذلك، اعتبارًا من يوليو 2010، تم فك الحظر. تم حظر موقع فيسبوك لعدة أيام في عام 2010.

#### فيتنام
- تم تقييمها علي أنها «غير حرة» بواسطة فريدوم هاوس في تقارير «الحرية علي الإنترنت»، حيث كان مجموع النقاط عام 2011 (73)، و2012 (73)، و2013 (75)، و2014 (76)، و2015 (76)، و2016 (76)، و2017 (76).[141][142][143][144][145][146][147]
- تم إدراجها من قبل مبادرة إنترنت مفتوح في 2011 تحت بند الرقابة المطلقة في السياسة، والرقابة الانتقائية في المجالات الاجتماعية والأمنية.[2][13]
- تم إدراجها كـ«دولة عدوة الإنترنت» من قبل منظمة مراسلون بلا حدود في عام 2011.[4]
- أدرجتها منظمة مراسلون بلا حدود في عام 2013 في قائمة «الدول الأعداء للإنترنت» من أجل المشاركة في المراقبة النشطة والتطفل علي مقدمي الأخبار، مما أدى إلى انتهاكات جسيمة لحرية المعلومات وحقوق الإنسان.[20]

تمنع الشبكات الرئيسية في فيتنام الوصول إلى مواقع الإنترنت التي تنتقد الحكومة الفيتنامية، والأحزاب السياسية المغتربة، ومنظمات حقوق الإنسان الدولية، وغيرها. ويقال إن شرطة الإنترنت تراقب مقاهي الإنترنت وتم سجن بعض الناشطين بسبب دعوتهم للديمقراطية.

#### اليمن
- تم إدراجها من قبل مبادرة إنترنت مفتوح في أكتوبر 2012 تحت بند الرقابة المطلقة في المجال الاجتماعي، والرقابة الواسعة في المجال السياسي وأدوات الإنترنت، والرقابة الانتقائية في مجال الصراع / الأمن.[2]
- تم إدراجها تحت المراقبة بواسطة منظمة مراسلون بلا حدود في عامي 2008 و2009، ولكن ليس في 2010 أو 2011.[4]

اليمن تمارس الرقابة على المواد الإباحية، والعري، ومثليي الجنس، ومواقع ويب التي تعرض مراجعات نقدية للإسلام، وأي محتوى متعلق بالكحول، والقمار، والمخدرات.
أعلنت وزارة الإعلام اليمنية في أبريل / نيسان 2008 أن قانون العقوبات سيُستخدم لمحاكمة الكتاب الذين ينشرون محتوى على الإنترنت «يحرض على الكراهية» أو «يضر بالمصالح الوطنية». تحظر الشركات اليمنية التي تقدم خدمات الإنترنت (وأشهرها شركة Y.Net) «إرسال أي رسالة مسيئة على أسس أخلاقية أو دينية أو مجتمعية أو سياسية» وسيبلغ عن «أي استخدام أو محاولة لاستخدام خدمة Y.Net التي تتعارض مع أي قانون معمول به في جمهورية اليمن». تحتفظ هذه الشركات بالحق في التحكم في الوصول إلى البيانات المخزنة في نظامها «بأي طريقة تعتبرها مناسبة».
في اليمن لا يسمح بغلق الغرف أو الستائر المغلقة التي قد تعيق رؤية المراقبين في مقاهي الإنترنت، ويجب أن تكون شاشات الكمبيوتر في مقاهي الإنترنت مرئية لمشرف الأرضيات، وأمرت الشرطة بإغلاق بعض مقاهي الإنترنت بعد منتصف الليل، وطالبت المستخدمين بإظهار بطاقات هوية لمشغل المقهى.

### الرقابة الواسعة أو الأساسية
الدول المدرجة في هذا التصنيف تقع تحت بند الرقابة الواسعة على الإنترنت. ويشمل ذلك البلدان التي تخضع فيها عدد من الفئات لمستوى متوسط من التصفية أو أن العديد من الفئات تخضع لمستوى منخفض من التصفية. يتم تضمين البلد في الفئة «الأساسية» عندما:
- غير مضمّنة في الفئة «المطلقة»، و
  - صُنِّفَت على أنه «غير حرة» في تقرير (الحرية علي شبكة الإنترنت) من قبل فريدم هاوس، أو
  - تم تصنيفه على أنه «حرة جزئيًا» أو لم يتم تصنيفه من الأساس في التقرير، و
    - تم إدراجها في قائمة «الدول أعداء الإنترنت» من منظمة «مراسلون بلا حدود».[17]

#### أرمينيا
- تم تقييمها علي أنها «حرة» بواسطة فريدوم هاوس في تقارير «الحرية علي الإنترنت»، حيث كان مجموع النقاط عام 2013 (29)، و2014 (28)، و2015 (28)، و2016 (30)، أما في 2017 فكانت«حرة جزئياً» (32).[152][153][154][155][156]
- تم ادراجها من قبل مبادرة إنترنت مفتوح في نوفمبر 2010 تحت بند الرقابة الأساسية الواسعة في المجالات السياسية، والرقابة الانتقائية في المجالات الاجتماعية، والأمنية، وأدوات الإنترنت.[13]

الوصول إلى الإنترنت في أرمينيا غير مقيد إلى حد كبير، على الرغم من تزايد الأدلة على تصفية الجيل الثاني والثالث من المواقع. المناخ السياسي في أرمينيا متقلب وغير قابل للتنبؤ به إلى حد كبير. في أوقات الاضطرابات السياسية، لم تتردد الحكومة في فرض قيود على الإنترنت كوسيلة للحد من الاحتجاجات العامة والاستياء.

#### بورما
- تم تقييمها علي أنها «غير حرة» بواسطة فريدوم هاوس في تقارير «الحرية علي الإنترنت»، حيث كان مجموع النقاط عام 2011 (88)، و2012 (75)، و2013 (62)، وفي 2014 كانت «حرة جزئياً» (60)، و«غير حرة» في 2015 (63)، و2016 (61)، و2017 (63).[158][159][160][161][162][163][164]
- تم ادراجها من قبل مبادرة إنترنت مفتوح في أغسطس 2012 تحت بند الرقابة الانتقائية في المجالات السياسية وأدوات الإنترنت؛ والرقابة الأساسية الواسعة في المجال الاجتماعي، وليس هناك دليل على التصفية في مجال الأمن.[2][165]
- تم إدراجها كـ«دولة عدوة الإنترنت» من قبل منظمة مراسلون بلا حدود من عام 2006 حتي 2013.[4]

اعتبارًا من سبتمبر 2012، بعد أن أمضت سنوات كواحدة من بيئات المعلومات الأكثر رقابة في العالم، بدأت حكومة بورما (ميانمار) في فتح إمكانية الوصول إلى المحتوى السابق المحظور عبر الإنترنت. أصبح من الممكن الوصول إلى المواقع الإخبارية المستقلة، والأجنبية والمحتوى السياسي المعارض والمواقع ذات المحتوى المتعلق بحقوق الإنسان والإصلاح السياسي، والتي كانت جميعها ممنوعة في السابق. في أغسطس 2012، أعلنت إدارة التدقيق والتسجيل في بورما أن جميع أنواع الرقابة المسبقة على النشر للصحافة قد توقفت، بحيث لم تعد المقالات التي تتناول الدين والسياسة بحاجة إلى مراجعة من قبل الحكومة قبل النشر.
تظل القيود المفروضة على المحتوى الذي يعتبر ضارًا بأمن الدولة كما هي. لا تزال المواد الإباحية محظورة على نطاق واسع، وكذلك المحتوى المتعلق بالمشروبات الكحولية، والمخدرات ومواقع المقامرة، ومواقع المواعدة عبر الإنترنت، والتثقيف الجنسي، والمثليين، وأدوات تحايل الرقابة على الويب. بحلول عام 2012، أصبح من الممكن الوصول إلى جميع المواقع المحظورة سابقًا للأحزاب السياسية المعارضة والمحتوى السياسي الناقد والمواقع الإخبارية المستقلة.

#### مصر
- تم تقييمها علي أنها «حرة جزئيًا» بواسطة فريدوم هاوس في تقارير «الحرية علي الإنترنت»، حيث كان مجموع النقاط عام 2009 (51)، و2011 (54)، و2012 (59)، و2013 (60)، و2014 (60): بينما كانت «غير حرة» في 2015 (61)، و2016 (63)، و2017 (68).[167][168][169][170][171][172][173][174]
- في أغسطس 2009، لم يُعثَر على أي دليل على تصفية الإنترنت في أي من المجالات الأربعة (السياسية، والاجتماعية، والصراعات / الأمن، وأدوات الإنترنت).[13]
- تم إدراجها كـ«دولة عدوة الإنترنت» من قبل منظمة مراسلون بلا حدود من عام 2006 حتي عام 2010.
- أدرجت تحت المراقبة من قبل مراسلون بلا حدود من عام 2011 حتى الوقت الحاضر.[4]

لم يخضع الإنترنت في مصر للرقابة المباشرة في عهد الرئيس حسني مبارك، لكن نظامه ظل يراقب أكثر المدونين نشاطاً، واعتقلهم بشكل منتظم. في ذروة الانتفاضة ضد الديكتاتورية، في أواخر يناير 2011، قامت السلطات أولاً بتصفية صور القمع، ثم قطعت الوصول إلى الإنترنت بالكامل في محاولة لوقف انتشار الثورة. إن نجاح الثورة المصرية عام 2011 يوفر فرصة لتأسيس حرية تعبير أكبر في مصر، خاصة عبر الإنترنت. استجابة لهذه الأحداث الدرامية، في مارس 2011، نقلت منظمة مراسلون بلا حدود مصر من قائمة «أعداء الإنترنت» إلى قائمة الدول «تحت المراقبة».
في مارس 2012، ذكرت منظمة مراسلون بلا حدود:

تم الاحتفال بالذكرى الأولى لثورة مصر في جو من عدم اليقين والتوتر بين القوة العسكرية المتنازع عليها، وحركات الاحتجاج التي تحاول البدء في انتفاضتها الثانية، والناشطين الإسلاميين. تعرض المدونون ومستخدمو الإنترنت المنتقدون للجيش للمضايقة والتهديد والقبض عليهم في بعض الأحيان.

المجلس الأعلى للقوات المسلحة (SCAF)، الذي كان يقود البلاد منذ فبراير 2011، لم يستمر في طرق حسني مبارك للسيطرة على المعلومات فحسب، بل قام بتعزيزها.

#### غامبيا
- تم تقييمها علي أنها «غير حرة» بواسطة فريدوم هاوس في تقارير «الحرية علي الإنترنت»، حيث كان مجموع النقاط عام 2014 (65)، و2015 (65)، و2016 (67)، و2017 (67).[177][178][179][180]
- لا تصنف بشكل منفرد من قبل مبادرة إنترنت مفتوح، [13] ولكن تصنف على أنها انتقائية على أساس الوصف المحدود في ملف تعريف مبادرة إنترنت مفتوح لمنطقة صحراء أفريقيا الجنوبية.[181]

لا توجد قيود حكومية على الوصول إلى الإنترنت أو تقارير موثوقة تفيد بأن الحكومة تراقب البريد الإلكتروني أو غرف الدردشة دون إشراف قضائي. يمكن للأفراد والمجموعات المشاركة عمومًا في التعبير السلمي عن وجهات النظر عبر الإنترنت، بما في ذلك عن طريق البريد الإلكتروني. ومع ذلك، أفاد مستخدمو الإنترنت أنهم لم يتمكنوا من الوصول إلى مواقع الويب الخاصة بالصحف الأجنبية على الإنترنت مثل Freedom، وThe Gambia Echo، وHellogambia، وJollofnews التي انتقدت الحكومة.
ينص الدستور والقانون على حرية التعبير والصحافة؛ ومع ذلك، فرضت الحكومة قيودًا على هذه الحقوق. وفقاً لمرصد حماية المدافعين عن حقوق الإنسان، "ظلت بيئة الإعلام المستقل والمعارضة تواجه بعدوانية، مع وجود العديد من العوائق أمام حرية التعبير، بما في ذلك العقبات الإدارية والاعتقال والاحتجاز التعسفي والترهيب والمضايقة القضائية ضد الصحفيين. وإغلاق وسائل الإعلام، مما يؤدي إلى انتشار الرقابة الذاتية. الأفراد الذين انتقدوا علناً أو سراً الحكومة أو الرئيس خاطروا بالتعرض للانتقام الحكومي. في مارس 2011، حذر الرئيس يحيى جامع الصحفيين المستقلين من أنه "لن يتنازل أو يضحّي بالسلام والأمن والاستقرار والكرامة ورفاهية الغامبيين من أجل حرية التعبير". فقد اتهم الصحفيون بأنهم "لسان حال أحزاب المعارضة"، وتعهد بمقاضاة أي صحفي أساء إليه، وقد تورطت وكالة الاستخبارات الوطنية في إغلاق وسائل الإعلام بشكل تعسفي واحتجاز الصحفيين خارج نطاق القضاء.
في عام 2007، أدينت صحفية غامبية مقيمة في الولايات المتحدة بتهمة الفتنة لمقال نشر على الإنترنت. تم تغريمها بمبلغ 12000 دولار أمريكي؛ وفي عام 2006 أمرت الشرطة الغامبية جميع المشتركين في صحيفة مستقلة عبر الإنترنت بإبلاغ الشرطة أو مواجهة الاعتقال.
يحظر الدستور والقانون التدخل التعسفي في الخصوصية أو الأسرة أو المنزل أو المراسلات، لكن الحكومة لا تحترم هذه المحظورات. يعتقد المراقبون أن الحكومة تراقب المواطنين المشاركين في الأنشطة التي تراها غير مقبولة.

#### إندونيسيا
- تم تقييمها علي أنها «حرة جزئيًا» بواسطة فريدوم هاوس في تقارير «الحرية علي الإنترنت»، حيث كان مجموع النقاط عام 2011 (46)، و2012 (42)، و2013 (41)، و2014 (42)، و2015 (42)، و2016 (44)، و2017 (47).[185][186][187][188][189][190][191]
- تم إدراجها تحت بند الرقابة الأساسية الواسعة في المجال الاجتماعي؛ والرقابة الانتقائية في المجالات السياسية وأدوات الإنترنت، ولا يوجد دليل على الرقابة والترشيح في مجال النزاع / الأمن من قبل مبادرة إنترنت مفتوح في 2011 استنادًا إلى الاختبار الذي تم إجراؤه خلال عامي 2009 و2010. أظهر الاختبار أيضًا أن تصفية الإنترنت في إندونيسيا غير منتظمة وغير متناسقة، موضحة بالاختلافات الموجودة في مستوى التصفية بين مزودي خدمات الإنترنت.[192]

على الرغم من أن حكومة إندونيسيا تتمتع برؤية إيجابية عن الإنترنت كوسيلة للتنمية الاقتصادية، إلا أنها أصبحت تشعر بقلق متزايد بشأن تأثير الوصول إلى المعلومات وأبدت اهتمامًا بزيادة سيطرتها على المحتوى الإلكتروني المسيء، لا سيما المحتوى الإباحي والمناهض للإسلام على الإنترنت. تنظم الحكومة هذا المحتوى من خلال الأطر القانونية والتنظيمية ومن خلال الشراكات مع مزودي خدمات الإنترنت ومقاهي الإنترنت.

#### السلطة الوطنية الفلسطينية
- تم ادراجها من قبل مبادرة إنترنت مفتوح في أغسطس 2009 تحت بند الرقابة الأساسية الواسعة في المجال الاجتماعي، ولا يوجد دليل علي الرقابة في السياسية، والأمن، وأدوات الإنترنت.[13]

لا يزال الوصول إلى الإنترنت في الأراضي الفلسطينية مفتوحاً نسبياً، رغم أن الترشيح الاجتماعي للمحتوى الجنسي الصريح قد تم تنفيذه في فلسطين. لا يزال الإنترنت في الضفة الغربية شبه مفلتراً بالكامل، باستثناء موقع ويب إخباري واحد تم حظره لمدة ستة أشهر تقريبًا اعتبارًا من أواخر عام 2008. إن حرية الإعلام مقيدة في فلسطين والضفة الغربية بسبب الاضطراب السياسي والصراع الداخلي، وكذلك بسبب القوات الإسرائيلية.

#### روسيا
- تم تقييمها علي أنها «حرة جزئياً» بواسطة فريدوم هاوس في تقارير «الحرية علي الإنترنت»، حيث كان مجموع النقاط عام 2009 (49)، و2011 (52)، و2012 (52)، و2013 (54)، و2014 (60)؛ بينما كانت «غير حرة» في 2015 (62)، و2016 (65)، و2017 (66).[194][195][196][197][198][199][200][201]
- تم ادراجها من قبل مبادرة إنترنت مفتوح في ديسمبر 2010 تحت بند الرقابة الانتقائية في المجالات السياسية والاجتماعية، ولا وجود لأدلة في الصراعات / الأمن وأدوات الإنترنت.[13]
- تم إدراجها تحت المراقبة من قبل منظمة مراسلون بلا حدود من 2010 إلى 2013.[4]4
- تم إدراجها كـ«دولة عدوة الإنترنت» من قبل منظمة مراسلون بلا حدود عام 2014.[3]

أدى عدم وجود تصفية صريحة للإنترنت في روسيا قبل 2012 إلى استنتاج بعض المراقبين أن الإنترنت الروسي يمثل مساحة مفتوحة وغير قابلة للنقاش. في الواقع، تتنافس الحكومة الروسية بنشاط في الفضاء السيبراني الروسي باستخدام استراتيجيات الجيل الثاني والثالث كوسيلة لتشكيل مساحة المعلومات الوطنية وتعزيز الرسائل السياسية والاستراتيجيات الموالية للحكومة. ويتسق هذا النهج مع نظرة الحكومة الاستراتيجية للمجال السيبراني التي يتم التعبير عنها في استراتيجيات مثل مبدأ أمن المعلومات. قد تكون هجمات DoS ضد إستونيا (مايو 2007) وجورجيا (أغسطس 2008) مؤشرا على اهتمام الحكومة النشط بتعبئة وتشكيل الأنشطة في المجال السيبراني الروسي.
في يوليو 2012، مرر مجلس الدوما الروسي قانون (Bill 89417-6) الذي أنشأ قائمة سوداء لمواقع الإنترنت التي تحتوي على مواد إباحية عن الأطفال، ومواد ذات صلة بالمخدرات، ومواد متطرفة، والمحتويات الأخرى الغير قانونية في روسيا. تم إطلاق القائمة السوداء للإنترنت الروسية رسميًا في نوفمبر 2012، على الرغم من الانتقادات التي وجهتها المواقع الإلكترونية الرئيسية والمنظمات غير الحكومية.

#### كوريا الجنوبية
- تم تقييمها علي أنها «حرة جزئياً» بواسطة فريدوم هاوس في تقارير «الحرية علي الإنترنت»، حيث كان مجموع النقاط عام 2011 (32)، و2012 (34)، و2013 (32)، و2014 (33)، و2015 (34)، و2016 (36)، و2017 (35).[206][207][208][209][210][211][212]
- تم إدراجها من قبل مبادرة إنترنت مفتوح تحت بند الرقابة المطلقة في المجالات الأمنية، وعلى أنها انتقائية في المجال الاجتماعي، ولا توجد أدلة في المجالات السياسية.[2][13]
- تم إدراجها تحت المراقبة من قبل منظمة مراسلون بلا حدود في عام 2011.[4]

تعتبر كوريا الجنوبية رائدة على مستوى العالم في الإنترنت، ولكن مواطنيها لا يستطيعون الوصول إلى الإنترنت المجاني وغير المفلتر. تتبنى حكومة كوريا الجنوبية مقاربة واسعة النطاق لتنظيم محتوى محدد عبر الإنترنت وتفرض مستوىً كبيرًا من الرقابة على الخطاب المرتبط بالانتخابات وعلى عدد كبير من مواقع الويب التي تعتبرها الحكومة مخربة أو ضارة اجتماعيًا.
في عام 2007، تعرض العديد من المدونين للرقابة وتم حذف مدوناتهم من قبل الشرطة بسبب تعبيرهم عن انتقاد أو دعم المرشحين الرئاسيين. وقد أدى ذلك إلى اعتقال بعض المدونين من قبل الشرطة.
كوريا الجنوبية تستخدم أرقام تعريفية لحجب مواقع ويب تعتبر متعاطفة مع كوريا الشمالية. كما يتم حظر المواقع الإلكترونية غير القانونية، مثل تلك التي تقدم ألعابًا غير مدمجة، ومشاركة الملفات والمواد الإباحية والمقامرة.

#### السودان
- تم تقييمها علي أنها «غير حرة» بواسطة فريدوم هاوس في تقارير «الحرية علي الإنترنت»، حيث كان مجموع النقاط عام 2013 (63)، و2014 (65)، و2015 (65)، و2016 (64)، و2017 (64).[216][217][218][219][220]
- تم ادراجها من قبل مبادرة إنترنت مفتوح في أغسطس 2009 تحت بند الرقابة الأساسية الواسعة في المجالات الاجتماعية وأدوات الإنترنت؛ وكانتقائية في السياسة، ولا يوجد دليل في المجال الأمني.[13]
- تم إدراجها كـ«دولة عدوة الإنترنت» من قبل منظمة مراسلون بلا حدود عام 2014.[3]

تقر حكومة السودان صراحة بتصفية المحتوى الذي يتعدى الأخلاق العامة أو يهدد النظام. أنشأت السلطة التنظيمية وحدة خاصة لمراقبة الترشيح وتنفيذها؛ هذا يستهدف في المقام الأول المواد الإباحية، وبدرجة أقل محتوى مثليي الجنس، ومواقع المواعدة، والعديد من مواقع الويب مجهول الهوية.

#### تايلاند

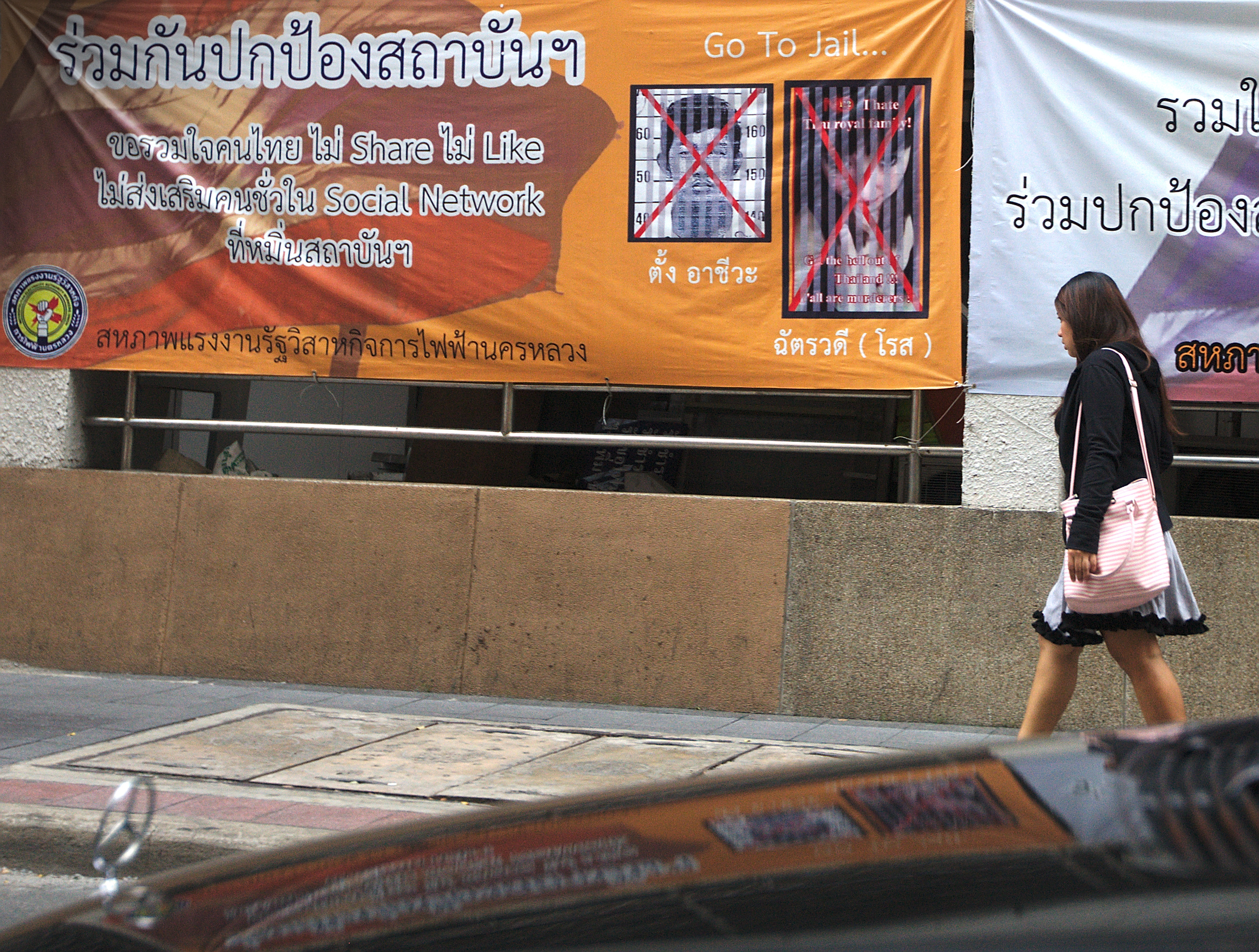
لافتة في بانكوك، تمت ملاحظتها في 30 حزيران 2014 أثناء انقلاب تايلاند 2014، لإبلاغ الجمهور التايلندي بأن الضغط علي زر «أعجبني» أو «المشاركة» على الشبكات الاجتماعية يمكن أن يعاقبوا عليها بالسجن.

- تم تقييمها علي أنها «غير حرة» بواسطة فريدوم هاوس في تقارير «الحرية علي الإنترنت»، حيث كان مجموع النقاط عام 2011–2012 (61)، و2014–2017 (62، 63، 66، 67).[222][223][224][225][226][227] وتم تقييمها علي أنها «حرة جزئياً» في 2013 (60)، ويرجع ذلك إلي التحسن الجزئي في الوصول إلى الإنترنت.[228]
- تم ادراجها من قبل مبادرة إنترنت مفتوح في 2011 تحت بند الرقابة الانتقائية في المجالات السياسية والاجتماعية وأدوات الإنترنت؛ ولا وجود لأدلة في مجال النزاعات / الأمن.[2][13]
- أدرجت تحت المراقبة من قبل منظمة مراسلون بلا حدود في عام 2011.[4]

قبل انقلاب تايلاند العسكري في سبتمبر 2006، كانت معظم الرقابة على الإنترنت تركز على حجب المواقع الإباحية. شهدت السنوات التالية سلسلة ثابتة من الاحتجاجات الساياسية العنيفة والاضطرابات الإقليمية،  وتطبيق قوانين الطوارئ،  وقوانين جديدة للجرائم الإلكترونية. وتزايدت الرقابة على الإنترنت سنة بعد سنة، مع تحول تركيزها إلى الأمن القومي، والقضايا السياسية. تشير التقديرات إلى أن عدد مواقع الويب المحظورة تجاوز 110,000 وتزايد في عام 2010.
أسباب الحجب:
| قبل 2006[234] | 2010[235] | السبب |
| 11%           | 77%       | أي محتوى يشوه سمعة الملك أو يهينه أو يهدده أو ينكره، ويشمل الأمن القومي وبعض القضايا السياسية             |
| 60%           | 22%       | محتوي إباحي                                                                                               |
| 2%            | <1%       | محتوي له علاقة بالقمار                                                                                    |
| 27%           | <1%       | انتهاك حقوق النشر، والمنتجات والخدمات غير القانونية، والمخدرات غير المشروعة، وبيع معدات الجنس، والبغاء، … |
وفقًا لوكالة أسوشيتد برس، ساهم قانون جرائم الكمبيوتر في زيادة حادة في عدد القضايا التي صدرت في تايلاند كل عام. بينما بين عامي 1990 و2005، تمت محاكمة خمس حالات تقريبًا في المحاكم التايلندية كل عام، إلا أنه منذ ذلك الوقت تم تقديم حوالي 400 قضية.

#### فنزويلا
- تم تقييمها علي أنها «حرة جزئياً» بواسطة فريدوم هاوس في تقارير «الحرية علي الإنترنت»، حيث كان مجموع النقاط عام 2011 (46)، و2012 (48)، و2013 (53)، و2014 (56)، و2015 (57)؛ بينما كانت «غير حرة» في 2016 (60)، و2017 (63).[237][238][239][240][241][242][243]
- صُنفت بواسطة مبادرة إنترنت مفتوح احت بند عد وجود دليل على تصفية وترشيح الإنترنت في المجالات السياسية، والاجتماعية، والصراعات / الأمن، وأدوات الإنترنت في أكتوبر 2012.[2]

لا يزال الوصول إلى الإنترنت في فنزويلا غير مقيد إلى حد كبير. من الصعب تقييم مستوى الرقابة الذاتية، لكن اعتماد تشريع يمكن أن يحد من حرية الإنترنت لم يكن له بعد أي تأثير ضار في الممارسة. نتيجة لذلك، حذفت منظمة مراسلون بلا حدود فنزويلا من قائمتها للبلدان تحت المراقبة.
في ديسمبر 2010، وافقت حكومة فنزويلا على قانون يحمل اسم «المسؤولية الاجتماعية في الإذاعة والتلفزيون والإعلام الإلكتروني» ("Ley de Responsabilidad Social en Radio، Televisión y Medios Electrónicos"). يهدف القانون إلى التحكم في المحتوى الذي يمكن أن يؤدي إلي «زيادة الجنايات» أو «خلق ضائقة اجتماعية» أو «التشكيك في السلطة الشرعية المشكّلة». يشير القانون إلى أن مالكي موقع الويب سيكونون مسؤولين عن أي معلومات ومحتويات منشورة، وأنه سيتعين عليهم إنشاء آليات يمكن أن تقيد المحتوي دون تأخير توزيعه والذي يمكن أن يتعارض مع القيود المذكورة أعلاه. الغرامات للأفراد الذين يخالفون القانون ستكون حوالي 10 ٪ من دخل الشخص في العام الماضي. وقد تلقى القانون انتقادات من المعارضة على أساس أنها انتهاك لحرية التعبير المنصوص عليها في الدستور الفنزويلي، كما أنه يشجع على الرقابة الذاتية.
في نوفمبر 2013، بدأ منظم الاتصالات الفنزويلي، (CONATEL)، طلب مزودي خدمات الإنترنت لمنع المواقع التي توفر سعر الصرف في السوق السوداء. يجب على مقدمي خدمات الإنترنت الامتثال في غضون 24 ساعة أو مواجهة عقوبات، والتي يمكن أن تشمل فقدان تنازلاتهم. خلال شهر واحد، كان موفرو خدمة الإنترنت قد فرضوا قيودًا على الوصول إلى أكثر من 100 عنوان URL. يرتكز الأمر على قانون الإعلام في فنزويلا عام 2004 والذي يجعل من غير القانوني نشر المعلومات التي يمكن أن تثير الذعر بين عامة الناس.
ابتداءً من 12 فبراير 2014، منعت الحكومة الفنزويلية صور المستخدمين عبر الإنترنت على تويتر. ويبدو أن هذه الخطوة محاولة للحد من صور الاحتجاجات ضد الفقر ووصول أعلى معدل تضخم في العالم. أدت الاشتباكات بين الطلاب المنتمين إلى المعارضة والجمعيات الاشتراكية المسلحة الموالية للحكومة إلى مقتل ثلاثة أشخاص على الأقل، وإصابة 66 آخرين، و118 قيد الاحتجاز. ذكر أن حجب الصور قد انتهى في صباح يوم 15 شباط / فبراير.

### الرقابة الانتقائية
البلدان المدرجة في هذا التصنيف تمارس الرقابة على الإنترنت بطريقة انتقائية. ويشمل هذا البلدان التي يستهدف فيها عدد صغير من المواقع يتم حظرها، وتكون الرقابة هلي عدد صغير من الفئات أو القضايا. يتم تضمين البلد في الفئة «الانتقائية» عندماتكون :
- غير مضمّنة في الفئات «المطلقة» أو «الأساسية»، و
  - مصنفة كـ«حرة جزئيًا» في تقرير الحرية علي الإنترنت (FOTN) من فريدم هاوس، أو
  - مدرجة في قائمة «أعداء الإنترنت» من «مراسلون بلا حدود»، [17] أو
  - غير مصنفة في التقرير وتم تصنيف مستوي الرقابة علي الإنترنت لديها من قبل مبادرة الإنترنت المفتوح على أنه انتقائي في أي من المجالات الأربعة (السياسية، والاجتماعية، والصراع / الأمن، وأدوات الإنترنت) التي يتم اختبارها.

#### أنغولا
- تم تقييمها علي أنها «حرة جزئياً» بواسطة فريدوم هاوس في تقارير «الحرية علي الإنترنت»، حيث كان مجموع النقاط عام 2013 (34)، و2014 (38)، و2015 (39).[248][249][250]
- لا تصنف بشكل منفرد من قبل مبادرة إنترنت مفتوح، [2] ولا في تقرير فريدوم هاوس «الحرية علي شبكة الإنترنت 2013»،[2] ولا تظهر في قوائم مراسلون بلا حدود.[4]

لا توجد قيود حكومية على الوصول إلى الإنترنت أو تقارير موثوقة تفيد بأن الحكومة تراقب البريد الإلكتروني أو غرف الدردشة دون إشراف قضائي. وبغض النظر عن المواد الإباحية المتعلقة بالأطفال، وحقوق النشر، لا تمنع الحكومة محتوى الإنترنت أو ترشحه، ولا توجد قيود على نوع المعلومات التي يمكن تبادلها. وسائل التواصل الاجتماعي وتطبيقات الاتصالات مثل يوتيوب، وفيسبوك، وتويتر كلها متاحة بحرية.
الرقابة علي مصادر الأخبار والمعلومات أمر شائع في أنغولا، مما يؤدي إلى مخاوف من أن الجهود المماثلة للسيطرة على المعلومات عبر الإنترنت ستظهر في نهاية المطاف. التشهير، وإهانة البلد أو الرئيس في «الاجتماعات العامة أو نشر الكلمات، والصور، والكتابات، أو الصوت» هي جرائم يعاقب عليها بالسجن. قدمت الجمعية الوطنية في مارس / آذار 2011 «قانوناً لمكافحة الجريمة في مجال تكنولوجيا المعلومات والاتصال». وغالباً ما يشار إليها باسم قانون الجريمة السيبرانية، وتم سحب القانون في نهاية المطاف في مايو 2011 نتيجة لضغوط دولية واعتراضات من المجتمع المدني. ومع ذلك، صرحت الحكومة علناً بأن بنودًا مشابهة تتعلق بالجرائم السيبرانية سيتم دمجها في مراجعة مستمرة لقانون العقوبات، تاركة الإمكانية مفتوحة لأن تصبح القيود الخاصة بالإنترنت قانونًا في المستقبل.
زعم تقرير إخباري في أبريل 2013 أن أجهزة أمن الدولة كانت تخطط لتنفيذ مراقبة إلكترونية يمكنها تتبع البريد الإلكتروني والاتصالات الرقمية الأخرى. في مارس 2014، عُثِر على معلومات مؤكدة من مصادر عسكرية، مؤكدة أن شركة ألمانية ساعدت الاستخبارات العسكرية الأنغولية في تركيب نظام مراقبة في قاعدة باتو في سبتمبر 2013. وكان هناك أيضًا دليل على وجود مزود خدمة إنترنت رئيسي يستضيف نظامًا للتجسس.

#### أذربيجان
- تم تقييمها علي أنها «حرة جزئياً» بواسطة فريدوم هاوس في تقارير «الحرية علي الإنترنت»، حيث كان مجموع النقاط عام 2011 (48)، و2012 (50)، و2013 (52)، و2014 (55)، و2015 (56).[253][254][255][256][257]
- تم ادراجها من قبل مبادرة إنترنت مفتوح في نوفمبر 2009 تحت بند الرقابة الانتقائية في المجالات السياسية والاجتماعية، ولا يوجد دليل في مجال النزاعات / الأمن وأدوات الإنترنت.[13]

لا يزال الإنترنت في أذربيجان خاليًا إلى حد كبير من الرقابة المباشرة، على الرغم من وجود أدلة على وجود ضوابط للجيل الثاني والثالث.

#### بنغلاديش
- تم تقييمها علي أنها «حرة جزئياً» بواسطة فريدوم هاوس في تقارير «الحرية علي الإنترنت»، حيث كان مجموع النقاط عام 2013 (49)، و2014 (49)، و2015 (51)، و2016 (56)، و2017 (54).[259][260][261][262][263]
- لم تجد مبادرة إنترنت مفتوح في عام 2011 دليل على تصفية الإنترنت.[2][13]

على الرغم من أن الوصول إلى الإنترنت في بنغلاديش غير مقيد بنظام ترشيح على المستوى الوطني، فقد تدخلت الدولة لمنع مواقع الويب من استضافتها أي محتوى معاد للإسلام أو يعتبر مخربًا. يتم تنظيم محتوى الإنترنت بواسطة الأطر القانونية القائمة التي تقيد المواد التي تعتبر مسيئة للدولة أو الدين، وكذلك المحتوى الذي قد يتحدى القانون والنظام.
تم الإبلاغ عن عدم القدرة علي الوصول إلى منصة التدوين (Sachalayatan) في 15 يوليو 2008، وتم ترحيلها إلى عنوان IP جديد. على الرغم من عدم تأكيد الحظر بشكل رسمي، إلا أنه من المحتمل أن تكون حجب هذه المنصة هو بداية أحداث الترشيح والتصفية في بنجلاديش. تم حظر موقع يوتيوب لبضعة أيام في مارس 2009 من أجل حماية «المصلحة الوطنية». غطى الفيديو المتنازع عليه تسجيلًا صوتيًا جزئيًا لاجتماع بين رئيس الوزراء والمسؤولين العسكريين، الذين كانوا غاضبين من تعامل الحكومة مع التمرد من قبل حرس الحدود في دكا، والذي خلف أكثر من سبعين قتيلاً.
تم حظر فيسبوك من قبل هيئة تنظيم الاتصالات في بنجلاديش لمدة 7 أيام اعتبارًا من 29 مايو 2010 بسبب «الصور البغيضة»، بما في ذلك صور مسيئة للنبي محمد وعدد من المسئولين السياسيين في البلاد وكذلك روابط لمواقع إباحية. رُفِع الحظر بعد أن وافق موقع فيسبوك على إزالة المحتوى المسيء. وخلال نفس الفترة، تم اعتقال رجل يبلغ من العمر 30 عامًا في العاصمة البنغلاديشية بتهمة تحميل صور ساخرة لبعض القادة السياسيين على موقع الفيسبوك.
حظر هيئة تنظيم الاتصالات في بنجلاديش مرة أخرى الوصول إلى موقع يوتيوب في أيلول 2012 بعد أن تجاهلت شركة جوجل طلبات إزالة الفيلم المثير للجدل، براءة المسلمين من الموقع.
في 16 مايو 2013، طلبت هيئة تنظيم الاتصالات من مشغلي بوابات الإنترنت الدولية تقليل عرض نطاق التحميل لمزودي خدمة الإنترنت بنسبة 75٪ في محاولة لمنع نقل الصوت عبر الإنترنت بطريقة غير مشروعة. هناك تكهنات بأن تقليل عرض النطاق الترددي هو في الواقع محاولة لجعل الأشخاص يصعب عليهم تحميل مقاطع الفيديو والصور والمشاهد الصوتية للتلفزيون وغيرها في وسائل الإعلام الاجتماعية.

#### بوتان
يسمح للأفراد والجماعات عمومًا بالتعبير السلمي عن وجهات النظر عبر الإنترنت. يقول المسؤولون الحكوميون أن الحكومة لا تمنع الوصول، أو تقيد المحتوى، أو تفرض رقابة على مواقع الويب. إلا أن فريدوم هاوس تشير إلى أن الحكومة تمنع في بعض الأحيان الوصول إلى مواقع الويب التي تحتوي على إباحية أو معلومات تعتبر مسيئة للدولة؛ لكن هذه المعلومات المحظورة عادة لا تمتد إلى المحتوى السياسي. في تقرير حرية الصحافة لعام 2012، سجلت فريدم هاوس مستويات عالية من الرقابة الذاتية بين ممارسي الإعلام، على الرغم من التقارير القليلة عن الترهيب الرسمي أو التهديدات.
ينص الدستور على حرية التعبير بما في ذلك لأعضاء الصحافة، وتحترم الحكومة عمومًا هذه الحقوق في الممارسة. يمكن للمواطنين انتقاد الحكومة علنًا وسرًا دون ردع. ينص الدستور على أنه «لا يجوز تعريض الأشخاص لتدخل تعسفي أو غير قانوني في خصوصياتهم أو أسرهم أو مساكنهم أو مراسلاتهم، ولا لأي هجمات غير قانونية على شرف الشخص وسمعته»، وتحترم الحكومة عمومًا هذه المحظورات.

#### البرازيل
- تم تقييمها علي أنها «حرة جزئياً» بواسطة فريدوم هاوس في تقارير «الحرية علي الإنترنت»، حيث كان مجموع النقاط عام 2017 (33)، و2016 (32)؛ بينكا كانت «حرة» في 2015 (29)، و2014 (30)؛ و«حرة جزئياً» في 2013 (32).[273][274][275][276][277][278][279][280]
- لم يتم تصنيفها بشكل منفرد بواسطة مبادرة الإنترنت المفتوح، ولكن تم تضمينها في النظرة العامة الإقليمية لأمريكا اللاتينية.[281]

لا توجد قيود حكومية على الوصول إلى الإنترنت أو تقارير موثوقة تفيد بأن الحكومة تراقب البريد الإلكتروني أو غرف الدردشة دون إشراف قضائي. يمكن للأفراد والمجموعات المشاركة في التعبير عن وجهات النظر عبر الإنترنت، بما في ذلك عن طريق البريد الإلكتروني. هناك اتجاه مستمر هو أن يقوم الأفراد والهيئات الرسمية باتخاذ إجراءات قانونية ضد مقدمي خدمات الإنترنت وموفري منصات التواصل الاجتماعي عبر الإنترنت، مثل Google وFacebook وOrkut، مما يجعلهم مسؤولين عن المحتوى المنشور أو المقدم من مستخدمي النظام الأساسي. غالبًا ما تؤدي الأحكام القضائية إلى الإزالة القسرية للمحتوى من الإنترنت.
يقيد التشريع البرازيلي حرية التعبير (قانون باولو بيم)، الموجه خصوصًا إلى المنشورات التي تعتبر عنصرية (مثل المواقع النازية الجديدة). كما يحظر الدستور البرازيلي إخفاء هوية الصحفيين.
في سبتمبر 2012، أمرت محكمة الانتخابات في البرازيل باعتقال أكبر مسؤول تنفيذي في شركة جوجل في البلاد، بعد أن فشلت الشركة في إزالة مقاطع فيديو علي موقع يوتيوب والتي تهاجم مرشحًا محليًا لمنصب العمدة. يحظر قانون الانتخاب الصارم لعام 1965 إعلانات الحملات التي «تسيء إلى كرامة» المرشح. أدي هذا إلي استجابة جوجل للأمر، والذي أتي بعد قرار مماثل من قاضي انتخابات برازيلي آخر. في هذه الحالة، وجد القاضي مسؤولًا تنفيذيًا كبيرًا آخر مسؤولًا عن انتهاك قانون الانتخابات المحلي بعد رفض الشركة إزالة مقطع فيديو على يوتيوب يستهزئ بمرشح لرئاسة البلدية. تم إلغاء هذا القرار من قِبل قاضي آخر كتب أن «شركة جوجل ليست مؤلفًا فكريًا للفيديو، ولم تنشر الملف، ولهذا السبب لا يمكن معاقبتها بسبب نشر الفيديو».

#### كمبوديا
- تم تقييمها علي أنها «حرة جزئياً» بواسطة فريدوم هاوس في تقارير «الحرية علي الإنترنت»، حيث كان مجموع النقاط عام 2013 (47)، و2014 (47)، و2015 (48).[285][286][287]

مقارنة بوسائل الإعلام التقليدية في كمبوديا، فإن وسائل الإعلام الجديدة، بما في ذلك الأخبار عبر الإنترنت، والشبكات الاجتماعية والمدونات الشخصية، تتمتع بالمزيد من الحرية والاستقلالية عن الرقابة والقيود الحكومية. ومع ذلك، تقوم الحكومة بمنع المدونات ومواقع الويب على نحو استباقي، إما لأسباب أخلاقية، أو لاستضافة محتوى تعتبره الحكومة انتقاداً لها. تقيد الحكومة الوصول إلى المحتوى الجنسي الصريح، ولكنها لا تفرض رقابة منهجية على الخطاب السياسي عبر الإنترنت. منذ عام 2011، تم حظر ثلاث مدونات بسبب محتوى مناهض للحكومة. في عام 2012، هددت الوزارات الحكومية بغلق مقاهي الإنترنت بالقرب من المدارس - مشيرة إلى مخاوف أخلاقية - ووضعت رقابة على المقاهي والهواتف المحمولة كإجراء أمني.
لا توجد قيود حكومية على الوصول إلى الإنترنت أو تقارير موثوقة تفيد بأن الحكومة تراقب البريد الإلكتروني أو غرف الدردشة دون إشراف قضائي. خلال عام 2012، أعربت المنظمات غير الحكومية عن قلقها بشأن القيود المحتملة على الإنترنت. في فبراير ونوفمبر، نشرت الحكومة تعميمين، إذا ما تم تنفيذهما بالكامل، سوف يتطلبان من مقاهي الإنترنت تركيب كاميرات مراقبة وتقييد العمليات داخل المراكز الحضرية الرئيسية. كما أبلغ النشطاء عن القلق بشأن مشروع قانون «جرائم الإنترنت»، مشيرين إلى أنه يمكن استخدامه لتقييد الحريات عبر الإنترنت.

#### كولومبيا
- تم تقييمها علي أنها «حرة» عام 2014 (30) بواسطة فريدوم هاوس في تقارير «الحرية علي الإنترنت»، بينما تم تقييمها علي أنها «حرة جزئياً» في 2015، و2016، و2017 (32، 32، 32).[290][291][292][293]
- صُنِّفَت على أنها مشاركة في تصفية الإنترنت الانتقائية في المجال الاجتماعي مع وجود أدلة قليلة أو منعدمة على التصفية في المجالات السياسية أو النزاعات أو الأمن أو أدوات الإنترنت بواسطة مبادرة إنترنت مفتوح في عام 2011.[294]

بسبب تهديدات من عصابات المخدرات المحلية، يمارس العديد من الصحفيين الرقابة الذاتية، بما في ذلك الكثيرين في كولومبيا الذين يتفادون الإبلاغ عن الفساد، أو الاتجار بالمخدرات، أو العنف من قبل الجماعات المسلحة بسبب مثل هذه التهديدات.
يتطلب القانون الكولومبي من مقدمي خدمات الإنترنت مراقبة محتواهم والإبلاغ عن أي نشاط غير قانوني للحكومة. وتدعو حملة «إنترنت سانو» (الإنترنت الصحي) في كولومبيا إلى التثقيف العام بشأن الطرق «اللائقة» لاستخدام الإنترنت وكذلك العقوبات المفروضة على الاستخدام غير السليم. يتم حظر بعض مواقع الويب كجزء من برنامج الإنترنت الصحي. إباحية عن الأطفال غير قانوني في كولومبيا.
كشف اختبار المبادرة على اثنين من مقدمي خدمات الإنترنت في كولومبيا أدلة على موقع واحد محظور؛ اتخذت الحكومة أيضًا تدابير تهدف إلى الحد من تعرض الأطفال للمواد الإباحية على الإنترنت. لقد سنت الحكومة قوانين تعالج الخصوصية على الإنترنت، والمراقبة الإلكترونية، والجرائم الإلكترونية، على الرغم من أن جهاز الاستخبارات الوطنية في كولومبيا قد شارك في مراقبة خارج نطاق القانون. هناك قانونًا جديداً يحكم حقوق النشر الرقمية، والذي تم اقتراحه كمقياس للامتثال لاتفاقية التجارة الحرة مع كولومبيا في الولايات المتحدة، يخضع حاليًا للطعن في المحكمة العليا من قبل المدافعين الذين يؤكدون أن القانون ينتهك دستور البلاد من خلال الحد من حقوق المواطنين في معلومات الدخول إلب الإنترنت.

#### الإكوادور
- تم تقييمها علي أنها «حرة جزئياً» بواسطة فريدوم هاوس في تقارير «الحرية علي الإنترنت»، حيث كان مجموع النقاط عام 2013 (37)، و2014 (37)، و2015 (37).[296][297][298]
- الإكوادور لا تصنف بشكل منفرد من قبل مبادرة إنترنت مفتوح، [2] ولا في تقرير فريدوم هاوس «الحرية علي شبكة الإنترنت 2013»،[2] ولا تظهر في قوائم مراسلون بلا حدود.[4]

لا يوجد حظر على نطاق واسع أو تصفية مواقع الويب في الإكوادور، كما أن الوصول إلى المدونات ومنصات الشبكات الاجتماعية مثل فيسبوك، وتويتر، ويوتيوب مجانية ومفتوحة عمومًا. لم تكن هناك قيود حكومية على الوصول إلى الإنترنت أو تقارير موثوقة بأن الحكومة تراقب البريد الإلكتروني أو غرف الدردشة على الإنترنت. ومع ذلك، أصدرت الحكومة في 11 يوليو 2012 لائحة جديدة للاتصالات، تتطلب من مقدمي خدمات الإنترنت الوفاء بجميع طلبات المعلومات من المشرف على الاتصالات، مما يسمح بالوصول إلى عناوين العملاء والمعلومات دون أمر قضائي.
تسري قوانين التشهير القياسية على المحتوى المنشور عبر الإنترنت. تم الإبلاغ عن محاولات فرض الرقابة على البيانات التي صدرت في أوقات الحساسية السياسية المتزايدة، كما تم الإبلاغ عن حالات الرقابة المزعومة عبر التطبيق الواسع بشكل مفرط لـحقوق النشر على المحتوى الذي ينتقد الحكومة.
يتم تشجيع الرقابة الذاتية على التعليقات المنتقدة للحكومة. في يناير 2013، على سبيل المثال، دعا الرئيس رفاييل كوريا وزير الاستخبارات الوطني للتحقيق مع اثنين من مستخدمي تويتر الذين نشروا تعليقات مسيئة بشأنه، وهو إعلان أرسل تحذيراً للآخرين بعدم نشر تعليقات تنتقد الرئيس. بناء على طلب الرئيس، قام موقعان إخباريان (La Hora) و(El Comercio) بنشر أقسام تعليقات القراء في مواقعهم الإلكترونية. في الوقت الذي لا توجد فيه قيود رسمية على تنظيم الاحتجاجات عبر الإنترنت، فإن التحذيرات من الرئيس التي تفيد بأن فعل الاحتجاج سيُفسر على أنه «محاولة لزعزعة استقرار الحكومة» قد أرهبت بلا شك الكثير وردعتهم عن التنظيم والمشاركة في الاحتجاجات.
تم إصدار «قانون الاتصالات العضوية» الجديد في إكوادور في يونيو 2013. يعترف القانون بالحق في الاتصال. يطلب من شركات الوسائط جمع معلومات المستخدم وتخزينها. يحظر «الإعدام خارج نطاق وسائل الإعلام»، والذي يبدو أنه يشمل أي اتهام بالفساد أو التحقيق مع مسؤول عام - حتى أولئك المدعومين بالأدلة. تتحمل مواقع الويب «المسؤولية النهائية» عن كل المحتوى الذي تستضيفه، بما في ذلك المحتوى الذي تألفه أطراف ثالثة. يخلق القانون هيئة تنظيمية جديدة لوسائل الإعلام تحظر نشر المعلومات «غير المتوازنة»، وتحظر الصحفيين غير المؤهلين من النشر، وتحظر بشكل فعال الكثير من تقارير التحقيق وصحافة المواطنين.

#### إريتريا
- تم إدراجه تحت المراقبة بواسطة منظمة مراسلون بلا حدود في عام 2008، و2009، ومرة أخرى من عام 2011 حتى الوقت الحاضر.[4]

لم تضع إريتريا نظامًا آليًا لتصفية الإنترنت على نطاق واسع، ولكنها لا تتردد في الأمر بحظر العديد من مواقع الدردشة المنتقدة للنظام. يتم حظر الوصول إلى هذه المواقع من قبل اثنين من مقدمي خدمات الإنترنت، إيرسون وإيوان، وكذلك المواقع الإباحية وموقع يوتيوب. ويقال إن هناك رقابة ذاتية على نطاق واسع.

#### جورجيا
- تم تقييمها علي أنها «حرة جزئياً» بواسطة فريدوم هاوس في تقارير «الحرية علي الإنترنت»، حيث كان مجموع النقاط عام 2009 (43)، و2011 (35)؛ وقيمت «حرة» في 2012 (30)، و2013 (26)، و2014 (26)، و2015 (24).[302][303][304][305][306][307]
- تم ادراجها من قبل مبادرة إنترنت مفتوح في نوفمبر 2010 تحت بند الرقابة الانتقائية في المجالات السياسية والأمنية؛ وعدم وجود دليل في المجالات الاجتماعية من قبل مبادرة إنترنت مفتوح في نوفمير 2011.[13]

إن الوصول إلى محتوى الإنترنت في جورجيا غير مقيد إلى حد كبير حيث أن الإطار الدستوري القانوني، الذي تم تطويره بعد ثورة 2003، وضع سلسلة من الأحكام التي من شأنها، من الناحية النظرية، الحد من أي محاولات من جانب الدولة لفرض رقابة على الإنترنت. وفي الوقت نفسه، لم تكن هذه الصكوك القانونية كافية لمنع الترشيح المحدود على الشبكات المؤسسية والتعليمية.
حظرت جورجيا جميع مواقع الويب التي بها عناوين تنتهي بـ (.ru)، وهو نطاق المستوى الأعلى للاتحاد الروسي خلال الحرب الروسية الجورجية في عام 2008.

#### الهند
- تم تقييمها علي أنها «حرة جزئياً» بواسطة فريدوم هاوس في تقارير «الحرية علي الإنترنت»، حيث كان مجموع النقاط عام 2009 (34)، و2011 (36)، و2012 (39)، و2013 (47)، و2014 (42)، و2015 (40).[310][311][312][313][314][315]
- تم ادراجها من قبل مبادرة إنترنت مفتوح في 2011 تحت بند الرقابة الانتقائية في جميع المجالات.[5][316]
- وضعت تحت رقابة منظمة مراسلون بلا حدود عامي 2012 و2103، وتم إدراجها كـ«دولة عدوة الإنترنت» عام 2014.[3][4]

منذ تفجيرات مومباي عام 2008، زادت السلطات الهندية من مراقبة الإنترنت والضغط على مقدمي الخدمات الفنية، بينما رفضت علانية الاعتراف بالرقابة.
مبادرة الإنترنت المفتوح تصف الهند على النحو التالي:
ديمقراطية مستقرة ذات تقاليد قوية في حرية الصحافة، وبالرغم مع ذلك تواصل نظام تصفية الإنترنت. بالرغم من أن رقابة الهند الانتقائية على المدونات والمحتويات الأخرى، تقع تحت غطاء أمني، إلا أنها تواجه معارضة كبيرة.
يستمر مزودي خدمات الإنترنت الهنديون في تصفية مواقع الويب التي تحددها السلطات بشكل انتقائي. ومع ذلك، لم تكن محاولات الحكومة في التصفية فعالة تمامًا لأن المحتوى المحظور قد تم ترحيله بسرعة إلى مواقع ويب أخرى، كما وجد المستخدمون طرقًا للتحايل على التصفية. كما تعرضت الحكومة لإنتقادات بسبب الفهم الضعيف للجدوى الفنية للرقابة ولاختيار مواقع الويب التي يتم حظرها بشكل عشوائي.

#### الأردن
- تم تقييمها علي أنها «حرة جزئياً» بواسطة فريدوم هاوس في تقارير «الحرية علي الإنترنت»، حيث كان مجموع النقاط عام 2011 (42)، و2012 (45)، و2013 (46)، و2014 (48)، و2015 (50).[317][318][319][320][321]
- تم ادراجها من قبل مبادرة إنترنت مفتوح في أغسطس 2009 تحت بند الرقابة الانتقائية في المجالات السياسية؛ وعدم وجود دليل في باقي المجالات بواسطة مبادرة إنترنت مفتوح في أغسطس 2009.[13]

الرقابة في الأردن خفيفة نسبياً، مع تطبيق الترشيح بشكل انتقائي على عدد قليل من المواقع. ومع ذلك، تشجع قوانين ولوائح وسائل الإعلام بعض معايير الرقابة الذاتية في المجال السيبراني، ويقال إن المواطنين قد يتم استجوابهم واعتقالهم بسبب محتوى الويب الذي قاموا بتأليفه. تركز الرقابة في الأردن بشكل أساسي على القضايا السياسية التي يمكن اعتبارها تهديدًا للأمن القومي بسبب قرب البلاد من النقاط الساخنة الإقليمية مثل إسرائيل، والعراق، ولبنان، والاراضي الفلسطينية.
في عام 2013، أصدرت إدارة المطبوعات والنشر حظراً على المواقع الإخبارية الأردنية التي لم تكن مسجلة ومرخصة من قبل هيئة حكومية. يحتوي الأمر الصادر إلى لجنة تنظيم الاتصالات على قائمة بأكثر من 300 موقع إلكتروني يتم حظرها. القانون الجديد، الذي فرض تسجيل مواقع الويب، سيعرض أيضًا مواقع الأخبار على الإنترنت للمساءلة عن التعليقات التي تركها قرائها. كما سيطلب منهم أرشفة جميع التعليقات لمدة ستة أشهر على الأقل.
في عام 2016، تم حظر أرشيف الإنترنت، إلا أنه تم إلغاء حظره في وقت لاحق.

#### كازاخستان
- تم تقييمها علي أنها «حرة جزئياً» بواسطة فريدوم هاوس في تقارير «الحرية علي الإنترنت»، حيث كان مجموع النقاط عام 2011 (55)، و2012 (58)، و2013 (59)، و2014 (48)، و2015 (61).[326][327][328][329][330]
- تم ادراجها من قبل مبادرة إنترنت مفتوح في ديسمبر 2010 تحت بند الرقابة الانتقائية في المجالات الساياسة والاجتماعية بواسطة مبادرة إنترنت مفتوح في ديسمبر 2010.[13]
- أدرجت تحت المراقبة من قبل منظمة مراسلون بلا حدود في عام 2012.[4]

في عام 2011، استجابت الحكومة لإضراب عمال النفط (أعمال الشغب في مانجيستو 2011)، وموجة التفجيرات، وصحة الرئيس المتعثرة بفرض أنظمة إنترنت قمعية جديدة، ومراقبة أكبر للمعلومات، وخاصة المعلومات على الإنترنت، وحجب المواقع الإخبارية، وقطع الاتصالات عن مدينة جاناوزن خلال أعمال الشغب.
تستخدم كازاخستان سلطتها التنظيمية الهامة لضمان مرور جميع أسلاك الإنترنت عبر البنية التحتية التي يسيطر عليها مزود الاتصالات المسيطر (KazTelecom). ويستخدم على نطاق واسع تصفية المحتوى الانتقائي، واستراتيجيات الرقابة من الجيل الثاني والثالث واضحة. ويقال إن وسائل الإعلام المستقلة والمدونين يمارسون الرقابة الذاتية خوفاً من الانتقام الحكومي. التطور التقني لبيئة الإنترنت في كازاخستان يتطور، وتتجه الحكومة نحو ضوابط أكثر صرامة على الإنترنت يتطلب فحصًا ومراقبة دقيقة.

#### قيرغيزستان
- تم تقييمها علي أنها «حرة جزئياً» بواسطة فريدوم هاوس في تقارير «الحرية علي الإنترنت»، حيث كان مجموع النقاط عام 2012 (35)، و2013 (35)، و2014 (34)، و2015 (35).[332][333][334][335]
- تم ادراجها من قبل مبادرة إنترنت مفتوح في ديسمبر 2010 تحت بند الرقابة الانتقائية في المجالات السياسية والاجتماعية، وليس هناك دليلًا في النزاعات / الأمن وأدوات الإنترنت.[13]

لقد تدهورت إمكانية الوصول إلى الإنترنت في قيرغيزستان حيث أدت التوترات السياسية المتصاعدة إلى حالات أكثر تواتراً للرقابة من الجيل الثاني والثالث. أصبحت الحكومة أكثر حساسية لتأثير الإنترنت على السياسة الداخلية وسنت قوانين تزيد من سلطتها لتنظيم هذا القطاع.
وقد جعل تحرير سوق الاتصالات في قيرغيزستان الإنترنت في متناول غالبية السكان. ومع ذلك، فإن قيرغيزستان بلد يعتمد بشكل فعلي على عرض النطاق الترددي للشراء من كازاخستان وروسيا. يتحول النظام الاستبدادي المتزايد في كازاخستان نحو ضوابط أكثر تقييداً للإنترنت، الأمر الذي يؤدي إلى حدوث حالات «تصفية للمصادر» تؤثر على مقدمي خدمات الإنترنت في قرغيزستان.

#### لبنان
- تم تقييمها علي أنها «حرة جزئياً» بواسطة فريدوم هاوس في تقارير «الحرية علي الإنترنت»، حيث كان مجموع النقاط عام 2013 (45)، و2014 (47)، و2015 (45)، و2016 (45)، و2017 (46).[337][338][339][340][341]
- لم يتم إدراج أي دليل في جميع المجالات الأربعة (السياسية، والاجتماعية، والصراعات / الأمن، وأدوات الإنترنت) من قبل مبادرة إنترنت مفتوح في أغسطس 2009.[13]

الإنترنت في لبنان بالكاد يتم السيطرة عليه، حيث لا توجد مراقبة، ولكن تم حجب عدد قليل من المواقع. تتعلق المواقع المحظورة بالمقامرة، والمواد الإباحية للأطفال، والبغاء، وعدد قليل من المواقع الإسرائيلية. ومع ذلك، فإن الحظر يكون في الأمور الأساسية فقط بشكل لا يصدق، حيث يتم تغطية عدد قليل جدًا من مواقع الويب ذات الصلة، ويتم ذلك أحيانًا عن طريق الخطأ، ويمكن تجاوزه بسهولة دون الحاجة إلى شبكة ظاهرية خاصة لمواقع الويب المحظورة فعليًا.

#### ليبيا
- تم تقييمها علي أنها «حرة جزئياً» بواسطة فريدوم هاوس في تقارير «الحرية علي الإنترنت»، حيث كان مجموع النقاط عام 2012 (43)، و2013 (45)، و2014 (48)، و2015 (54).[342][343][344][345]
- تم ادراجها من قبل مبادرة إنترنت مفتوح في أغسطس 2009 تحت بند الرقابة الانتقائية في المجالات السياسية، ولا وجود لدليل في المجال الاجتماعي، والصراع / الأمن، وأدوات الإنترنت.[13]
- تم تحديدها من قبل مؤسسة فريدوم هاوس باعتبارها واحدة من سبع دول تعتبر عرضة خصوصًا للتدهور في حرياتها على الإنترنت خلال 2012 و2013.[346]

أنهت الإطاحة بنظام القذافي في أغسطس 2011 عصراً من الرقابة. ينص الإعلان الدستوري في ظل الحكومات المؤقتة على حرية الرأي والتعبير والصحافة. لا توجد قيود حكومية على الوصول إلى الإنترنت، ولكن هناك تقارير موثوقة تفيد بأن الحكومة تراقب البريد الإلكتروني أو الاتصال عبر الإنترنت. كانت تطبيقات وسائل التواصل الاجتماعي متاحة مجانًا. لا يتم تصفية محتوى الإنترنت، لكن الخدمة غالبًا ما تكون غير موثوقة أو غير موجودة خارج المدن الرئيسية.
قبل الإطاحة به وموته، حاول العقيد القذافي فرض تعتيم على الأخبار من خلال قطع الاتصال بالإنترنت. قبل ذلك، أصبحت تصفية الإنترنت في ظل نظام القذافي أكثر انتقائية، مع التركيز على عدد قليل من المواقع السياسية المعارضة على الإنترنت. تزامنت سياسة الترشيح المتساهلة نسبيًا مع ما يمكن القول بأنه اتجاه نحو مزيد من الانفتاح وزيادة حرية الصحافة. ومع ذلك، استمر المناخ القانوني والسياسي لتشجيع الرقابة الذاتية في وسائل الإعلام عبر الإنترنت.
في عام 2006 قامت منظمة مراسلون بلا حدود بنزع ليبيا من قائمتها الخاصة بأعداء الإنترنت بعد أن وجدت زيارة لتقصي الحقائق عدم وجود أي دليل على الرقابة على الإنترنت. وقد تناقضت نتائج الاختبار التقني لعامي 2007-2008 مع ذلك الاستنتاج. وفي عام 2012، قامت منظمة مراسلون بلا حدود بإزالة ليبيا من قائمتها للبلدان الخاضعة للمراقبة.

#### مالاوي
- تم تقييمها علي أنها «حرة جزئياً» بواسطة فريدوم هاوس في تقارير «الحرية علي الإنترنت»، حيث كان مجموع النقاط عام 2013 (42)، و2014 (42)، و2015 (40).[349][350][351]
- لم يتم تصنيفها بشكل منفرد من قبل مبادرة الYنترنت المفتوح، ولكن تم تضمينه في النظرة العامة الإقليمية لأفريقيا جنوب الصحراء الكبرى.[181]

تحظر ملاوي نشر أو نقل أي شيء «يمكن أن يكون مفيدًا للعدو»، بالإضافة إلى المواد المسيئة والفاحشة دينياً؛ تشارك ملاوي في الجهود الإقليمية لمكافحة الجريمة السيبرانية: جماعة شرق أفريقيا (التي تتكون من كينيا وتنزانيا وأوغندا) ومجموعة تنمية جنوب أفريقيا (التي تتكون من ملاوي وموزمبيق وجنوب أفريقيا وزامبيا وزيمبابوي) وضعتا خططاً لتوحيد قوانين الجرائم الإلكترونية في جميع أنحاء البلاد.

#### مالي
لا توجد قيود حكومية على الوصول إلى الإنترنت باستثناء المواد الإباحية أو المواد التي تعتبر مثيرة للاعتراض على القيم الإسلامية. لم تكن هناك تقارير موثوقة تفيد بأن الحكومة تراقب البريد الإلكتروني أو غرف الدردشة دون إشراف قضائي. يشارك الأفراد والمجموعات في التعبير عن وجهات النظر عبر الإنترنت، بما في ذلك عن طريق البريد الإلكتروني.
تواصل وزارة الشؤون الإسلامية حجب المواقع الإلكترونية التي تعتبر معادية للإسلام أو تدعو للإباحية. في نوفمبر 2011 منعت هيئة الاتصالات وحظرت مدونة محلية، Hilath.com، بناء على طلب من وزارة الشئون الإسلامية بسبب محتواه المناهض للإسلام. كانت المدونة معروفة بتشجيع التسامح الديني، فضلاً عن مناقشة الشذوذ الجنسي للمدون. وذكرت مصادر المنظمات غير الحكومية أن وسائل الإعلام تمارس الرقابة الذاتية عمومًا على القضايا المتعلقة بالإسلام بسبب المخاوف من وصفها بأنها «معادية للإسلام». هذه الرقابة الذاتية تنطبق أيضا على الإبلاغ عن انتقادات السلطة القضائية.

#### موريتانيا
- صنفت من قبل مبادرة الإنترنت المفتوح في عام 2009 بأنها انتقائية في الترشيح في المجال السياسي، ولا يوجد دليل في المجالات الاجتماعية والأمنية / الصراعية وأدوات الإنترنت.[2] لا يوجد ملف شخصي فردي تابع للمبادرة في موريتانيا، ولكنه مدرج في النظرة العامة الإقليمية للمبادرة لمنطقة الشرق الأوسط وشمال أفريقيا.[353]

لا توجد قيود حكومية على الوصول إلى الإنترنت أو تقارير موثوقة تفيد بأن الحكومة تراقب البريد الإلكتروني أو غرف الدردشة دون إشراف قضائي في 2010. يمكن للأفراد والمجموعات المشاركة في التعبير السلمي عن وجهات النظر عبر الإنترنت، بما في ذلك عن طريق البريد الإلكتروني. هناك قانون يحظر استغلال الأطفال في المواد الإباحية مع توقيع عقوبات تتراوح بين شهرين إلى سنة واحدة وغرامة تتراوح بين 160000 و300000 أوقية (550 دولار إلى 1034 دولار).
بين 16 مارس و19 مارس 2009 ومرة أخرى في 25 يونيو 2009 تم حجب أكبر موقع أخبار في موريتانيا. في 26 فبراير 2010، حصل حانيفي أولد الدهاة، مدير الموقع، على عفو رئاسي بعد احتجازه منذ ديسمبر / كانون الأول 2009 رغم أنه قضى مدة عقوبته بتهمة ارتكاب جرائم ضد الإسلام ودفع جميع الغرامات المفروضة والرسوم القانونية.حانيفي، الذي ألقي القبض عليه أصلاً في يونيو / حزيران 2009 بتهمة تشويه سمعة المرشح الرئاسي إبراهيما سار لنشره مقالاً يفيد بأن سار اشترى منزلاً بأموال حملة الترشح التي حصل عيها من الجنرال عزيز. وقد حكم على حانيفي في أغسطس / آب 2009 بالسجن لمدة ستة أشهر وغرامة قدرها 30000 أوقية (111 دولارًا) لارتكابه أعمالًا مخالفة للإسلام. واتهمه القاضي الذي أصدر الحكم بخلق مجال يسمح للأفراد بالتعبير عن وجهات نظر معادية للإسلام وغير محتشمة، استناداً إلى تعليقات أحد القراء علي الموقع والتي تدعو إلى زيادة الحرية الجنسية.

#### ماليزيا
- تم تقييمها علي أنها «حرة جزئياً» بواسطة فريدوم هاوس في تقارير «الحرية علي الإنترنت»، حيث كان مجموع النقاط عام 2009 (41)، و2011 (41)، و2012 (43)، و2013 (44)، و2014 (42)، و2015 (43).[356][357][358][359][360][361]
- لم يتم إدراج أي دليل في المجالات السياسية، والاجتماعية، والصراعات / الأمن، وأدوات الإنترنت من قبل مبادرة إنترنت مفتوح في مايو 2007.[13]
- تم إدراجها تحت المراقبة من قبل منظمة مراسلون بلا حدود في 2008 و2009، ومن 2011 حتى الوقت الحاضر.[4]

كانت هناك رسائل مختلطة وارتباك بشأن الرقابة على الإنترنت في ماليزيا. فمحتوى الإنترنت غير خاضع للرقابة رسميًا، وتأكدت الحريات المدنية من ذلك، على الرغم من اتهام الحكومة في العديد من المناسبات بتصفية المواقع الحساسة سياسياً. إن أي تصرف يحد من حرية الإنترنت يتعارض نظريًا مع قانون الوسائط المتعددة الذي وقعته حكومة ماليزيا في التسعينيات. ومع ذلك، فإن مواقع الويب التي تحتوي على محتوى يعتبر غير قانوني بموجب القانون، مثل انتهاك حقوق الطبع والنشر والمقامرة عبر الإنترنت والمواد الإباحية، تخضع للقيود التي تتم من خلال ادخال صفحات للاختراق بواسطة هيئة مزودي خدمات الأنترنت الماليزية.
في أبريل 2011، أعطي رئيس الوزراء نجيب رزاق الوعود المتكررة بأن ماليزيا لن تفرض رقابة على الإنترنت.
ولكن في 11 يونيو، طلبت لجنة الاتصالات والوسائط المتعددة الماليزية (MCMC) من مقدمي خدمات الإنترنت حظر 10 مواقع على الويب لانتهاك قانون حقوق الطبع والنشر. أدى ذلك إلى إنشاء صفحة جديدة على فيسبوك، "1M Malaysians Don't Want SKMM Block File Sharing Website".
في مايو 2013، في الفترة التي سبقت الانتخابات العامة الماليزية الثالثة عشرة، كانت هناك تقارير عن الوصول إلى مقاطع فيديو يوتيوب تنتقد حكومة باريزان الوطنية، وصفحات للقادة السياسيين في باكاتان راكيات علي فيسبوك تم حظرها. أظهر تحليل هذه الأمور أن مزودي خدمات الإنترنت كانوا يقومون بمسح رؤوس الرسائل ومنع طلبات مقاطع الفيديو وصفحات الفيسبوك بشكل فعال.
في تموز / يوليو 2018، أعلنت الشرطة الماليزية إنشاء وحدة التحقيقات الماليزية ضد جرائم الأطفال (Micac)، والتي تم تجهيزها ببرمجيات مراقبة واسعة النطاق في الوقت الفعلي تم تطويرها في الولايات المتحدة، وهي مكلفة بمراقبة جميع مستخدمي الإنترنت الماليزيين، مع التركيز على المواد الإباحية واستغلال الأطفال اباحياً. ينشئ النظام «مكتبة بيانات» للمستخدمين تتضمن تفاصيل مثل عناوين الـIP والمواقع والمدة ومعدل تكرار الاستخدام والملفات التي تم تحميلها.

#### المكسيك
- تم تقييمها علي أنها «حرة جزئياً» بواسطة فريدوم هاوس في تقارير «الحرية علي الإنترنت»، حيث كان مجموع النقاط عام 2011 (32)، و2012 (37)، و2013 (38)، و2014 (39)، و2015 (39).[371][372][373][374][375]
- صُنِّفَت بواسطة مبادرة الإنترنت المفتوح بأنه لا يوجد دليل على الترشيح في عام 2011.[2]

ينص القانون المكسيكي على حرية التعبير والصحافة، وتحترم الحكومة عمومًا هذه الحقوق من الناحية العملية. لم تكن هناك قيود حكومية على الوصول إلى الإنترنت أو تقارير موثوقة بأن الحكومة تراقب البريد الإلكتروني أو غرف الدردشة عبر الإنترنت. يمكن للأفراد والمجموعات المشاركة في التعبير عن وجهات النظر عبر الإنترنت، بما في ذلك عن طريق البريد الإلكتروني.
تمارس المنظمات الإجرامية الدولية (TCOs) تأثيراً متزايداً على وسائل الإعلام والمراسلين، مما يهدد في بعض الأحيان بشكل مباشر الأفراد الذين نشروا آراء انتقادية لهم. مع تزايد استخدام المواطنين لمواقع التواصل الاجتماعي على الويب مثل تويتر وفيسبوك للحصول على الأخبار المتعلقة بالمخدرات ومشاركتها، فإن العنف ضد مستخدمي هذه المواقع يرتفع كثيرًا. التهديدات والعنف يؤدي إلى الرقابة الذاتية في كثير من الحالات.
في مايو 2009، طلب المعهد الانتخابي الفيدرالي المكسيكي (IFE)، من يوتيوب إزالة محاكاة ساخرة لفيدل هيريرا، حاكم ولاية فيراكروز. يحظر القانون الحالي الإعلان السلبي في الحملات السياسية، على الرغم من أن الفيديو يظهره على أنه مواطن عادي مما يجعله قانونيًا. كانت هذه هي المرة الأولى التي تتدخل فيها مؤسسة مكسيكية مباشرة مع الإنترنت.

#### مولدوفا
- تم ادراجها من قبل مبادرة إنترنت مفتوح في ديسمبر 2010 تحت بند الرقابة الانتقائية في المجالات السياسية، ولا وجود لدليل في المجال الاجتماعي، والصراع / الأمن، وأدوات الإنترنت.[13]

في الوقت الذي تدخلت فيه سلطات الدولة في الاتصالات المتنقلة والإنترنت في محاولة لإسكات المتظاهرين والتأثير في نتائج الانتخابات، فإن مستخدمي الإنترنت في مولدوفا يتمتعون بوصول غير مقيد إلى حد كبير على الرغم من توجهات الحكومة التقييدية والتسلطية على نحو متزايد. الأدلة على ضوابط الجيل الثاني والثالث في تصاعد مستمر. على الرغم من أن الترشيح لا يحدث على مستوى كبير، إلا أن غالبية الترشيح والمراقبة تتم في المواقع التي يصل فيها معظم سكان مولدوفا إلي الإنترنت: مقاهي الإنترنت وأماكن العمل. طورت قوات الأمن المولدوفية القدرة على مراقبة الإنترنت، وأصبحت التشريعات الوطنية المتعلقة «بالأنشطة غير القانونية» صارمة.

#### المغرب
- تم تقييمها علي أنها «حرة جزئياً» بواسطة فريدوم هاوس في تقارير «الحرية علي الإنترنت»، حيث كان مجموع النقاط عام 2013 (42)، و2014 (44)، و2015 (43).[380][381][382]
- تم ادراجها من قبل مبادرة إنترنت مفتوح في أغسطس 2009 تحت بند الرقابة الانتقائية في المجالات الاجتماعية، والصراع / الأمن، وأدوات الإنترنت؛ ولا يوجد دليل علي الترشيح في السياسة.[13]

الوصول إلى الإنترنت في المغرب، في معظم الأحيان، مفتوح وغير مقيد. نظام تصفية الإنترنت في المغرب خفيف نسبياً ويركز على عدد قليل من مواقع المدونات، ولفترة وجيزة في مايو 2007، موقع اليوتيوب. كشف اختبار مبادرة إنترنت مفتوح أن المغرب لم يعد يرشح أغلبية المواقع لصالح استقلال الصحراء الغربية، والتي تم حجبها في السابق. نظام الترشيح ليس شاملاً، بمعنى أنه يمكن العثور على محتوى مشابه على مواقع ويب أخرى غير محظورة. من ناحية أخرى، بدأ المغرب بمقاضاة مستخدمي الإنترنت والمدونين لأنشطتهم وكتاباتهم على الإنترنت.

#### نيجيريا
- تم تقييمها علي أنها «حرة جزئياً» بواسطة فريدوم هاوس في تقارير «الحرية علي الإنترنت»، حيث كان مجموع النقاط عام 2011 (35)، و2012 (33)، و2013 (31)، و2014 (33)، و2015 (33).[385][386][387][388][389]
- لم يتم إدراج أي دليل في جميع المجالات الأربعة (السياسية، والاجتماعية، والصراعات / الأمن، وأدوات الإنترنت) من قبل مباردة الإنترنت المفتوح في أكتوبر 2009.[13]

لا توجد قيود حكومية على الوصول إلى الإنترنت أو تقارير موثوقة تفيد بأن الحكومة تراقب البريد الإلكتروني أو غرف الدردشة دون إشراف قضائي. على الرغم من أن الدستور والقانون ينصان على حرية التعبير، بما في ذلك لأعضاء الصحافة، إلا أن الحكومة تقيد في بعض الأحيان هذه الحقوق في الممارسة. التشهير يعتبر جريمة مدنية وتتطلب من المدعى عليهم إثبات حقيقة الرأي أو تقدير القيمة الواردة في التقارير الإخبارية أو التعليقات. الجماعات المسلحة مثل بوكو حرام تهدد وتهاجم وتقتل الصحفيين الذين يبلغون عن أنشطة الطائفة.
في 24 أكتوبر 2012، استدعت الشرطة في ولاية بوتشي عامل الخدمة المدنية عباس أحمد فاجو أمام المحكمة بتهمة التشهير بسمعة الحاكم عيسى يوجودا بعد أن نشر رسائل على حسابه فيسبوك يتهم الحاكم بإنفاق الأموال العامة على حفل زفاف ابنه. وفي 4 نوفمبر، قامت المحكمة بإطلاق سراح فاجو، لكن وسائل الإعلام أفادت أن حكومة الولاية أطلقت سراحه في وقت لاحق من ذلك الشهر.
خلال عام 2012، شهدت العديد من المواقع الإخبارية على الإنترنت التي تنتقد الحكومة حدوث مشكلات في الخوادم، والتي يعزى إليها مالكو المواقع لتدخل الحكومة. هذه الاضطرابات عادة ما تستغرق بضع ساعات.

#### رواندا
- تم تقييمها علي أنها «حرة جزئياً» بواسطة فريدوم هاوس في تقارير «الحرية علي الإنترنت»، حيث كان مجموع النقاط عام 2011 (50)، 2012 (51)، و2013 (48)، و2014 (50)، و2015 (50).[391][392][393][394][395]
- لا تصنف بشكل منفرد من قبل مبادرة إنترنت مفتوح، [2] ولا في تقرير فريدوم هاوس «الحرية علي شبكة الإنترنت 2013».
- تم تحديدها في تقرير الحرية علي شبكة الإنترنت عام 2010 كواحدة من سبعة بلدان كانت معرضة خصوصًا لخطر المعاناة من النكسات ذات الصلة بالحقوق الرقمية وحرية الإنترنت في أواخر عام 2012 وفي عام 2013. تم وصف الإنترنت رواندا في هذا الوقت باعتباره حيزًا مفتوحًا وغير مقيد تمامًا للتعبير الحر، ولكن الحكومة أيضًا عادةً ما تتميز ببيئة قمعية للإعلام التقليدي، وقد نظرت مؤخرًا في التشريعات التي قد تؤثر سلبًا على حرية الإنترنت.[8]

لا ينص القانون على القيود الحكومية المفروضة على الوصول إلى الإنترنت، ولكن هناك تقارير تفيد بأن الحكومة تمنع الوصول إلى مواقع الويب التي تنتقد الحكومة. في عامي 2012 و2013، كانت بعض المنافذ الإخبارية المستقلة على الإنترنت والمدونات المعارضة لا يمكن الوصول إليها بشكل متقطع. يستمر حجب بعض مواقع المعارضة على بعض مزودي خدمات الإنترنت في أوائل عام 2013، بما في ذلك Umusingi وInyenyeri News، والتي تم حظرها لأول مرة في عام 2011.
ينص الدستور على حرية التعبير والصحافة «في الشروط التي ينص عليها القانون». تقوم الحكومة في بعض الأحيان بتقييد هذه الحقوق. تحظر القوانين الترويج للتفرقة، وأيديولوجية الإبادة الجماعية، و«نشر شائعات تهدف إلى تحريض السكان على الانتفاضة ضد النظام»، وازدراء رئيس الدولة، أو المسئولين الحكوميين رفيعي المستوى، أو أي سلطات إدارية أو غير ذلك من موظفي الخدمة العامة، والتشهير بالمسؤولين والشخصيات الأجنبية والدولية. هذه الأفعال أو التعبير عن وجهات النظر هذه تؤدي أحيانًا إلى الاعتقال أو المضايقة أو الترهيب. العديد من الصحفيين يمارسون الرقابة الذاتية.
يحظر الدستور والقانون التدخل التعسفي في الخصوصية أو الأسرة أو المنزل أو المراسلات؛ ومع ذلك، هناك تقارير عديدة تشير إلى أن الحكومة تراقب المنازل، والمكالمات الهاتفية، والبريد الإلكتروني، وغرف الدردشة، والاتصالات الخاصة الأخرى، والبيانات الشخصية والمؤسسية. في بعض الحالات، أدى الرصد إلى الاحتجاز والاستجواب من قبل قوات أمن الدولة (SSF).

#### سنغافورة
- تم تقييمها علي أنها «حرة جزئياً» بواسطة فريدوم هاوس في تقارير «الحرية علي الإنترنت»، حيث كان مجموع النقاط عام 2014 (40)، و2015 (41).[397][398]
- تم ادراجها من قبل مبادرة إنترنت مفتوح في مايو 2007 تحت بند الرقابة الانتقائية في المجالات الاجتماعية، ولا يوجد دليل في السياسة، والصراع / الأمن، وأدوات الإنترنت.[13]

تشارك جمهورية سنغافورة في تصفية الإنترنت، حيث تحظر حوالي 100 موقع إلكتروني. ومع ذلك، تستخدم الدولة مجموعة من ضوابط الترخيص والضغوط القانونية لتنظيم الوصول إلى الإنترنت والحد من وجود محتوى غير مرغوب فيه علي الإنترنت.
في عامي 2005 و2006 تم إلقاء القبض على ثلاثة أشخاص واتهموا بإشعال الفتنة بنشر تعليقات عنصرية على الإنترنت، وحكم على اثنين منهم بالسجن.
تحتفظ هيئة تطوير الإعلام بقائمة سرية للمواقع المحجوبة التي يتعذر الوصول إليها داخل البلد. تمارس الهيئة السيطرة على جميع مزودي خدمة الإنترنت لضمان عدم إمكانية الوصول إليها ما لم يكن هناك ملحق يسمى "Go Away MDA".
في 8 أكتوبر 2012، تم فصل المدير التنفيذي لهيئة NTUC، آمي تشونغ، بعد أن نشر تعليقات عنصرية على الإنترنت.
في يوليو 2014، وضعت الحكومة خططًا لمنع موقع خليج القراصنة و45 موقعًا آخر لمشاركة الملفات، بعد تعديل قانون حقوق الطبع والنشر لعام 2014.

#### سريلانكا
- تم تقييمها علي أنها «حرة جزئياً» بواسطة فريدوم هاوس في تقارير «الحرية علي الإنترنت»، حيث كان مجموع النقاط عام 2012 (55)، 2013 (58)، 2014 (58)، 2015 (47).[405][406][407][408]
- صنف بواسطة مبادرة إنترنت مفتوح تحت بند عدم وجود دليل على الترشيح في عام 2009.[2] لا يوجد ملف شخصي فردي تابع لـمبادرة إنترنت مفتوح في سريلانكا، ولكنه مدرج في النظرة العامة الإقليمية لآسيا.[265]
- تم إدراجها تحت المراقبة بواسطة منظمة مراسلون بلا حدود في عام 2008 و2009، ومن عام 2011 حتى الوقت الحاضر.[4]

تم حظر العديد من المواقع السياسية والأخبارية، بما في ذلك tamilnet.com وlankanewsweb.com داخل البلاد. أمرت محاكم سريلانكا بحظر مئات من المواقع المخصصة للبالغين «لحماية النساء والأطفال».
في أكتوبر ونوفمبر 2011، حجبت لجنة تنظيم الاتصالات السريلانكية المواقع الإلكترونية الخمسة، www.lankaenews.com، وsrilankamirror.com، وsrilankaguardian.com، وpaparacigossip9.com، وwww.lankawaynews.com، لما تزعم الحكومة أنها نشرت تقارير تم وصفها بأنها «اغتيال للشخصية وانتهاك الخصوصية الفردية» وإلحاق أضرار بشخصية الرئيس ماهيندا راجاباكسا، والعديد من الوزراء وكبار المسؤولين الحكوميين. ونشرت المواقع الخمسة مواد تنتقد الحكومة وتزعم الفساد وسوء التصرف من جانب السياسيين.

#### طاجيكستان
- تم ادراجها من قبل مبادرة إنترنت مفتوح في ديسمبر 2011 تحت بند الرقابة الانتقائية في المجالات السياسية K ولا يوجد دليل في المجالات الاجتماعية والصراعات / الأمن وأدوات الإنترنت.[13]

لا يزال انتشار الإنترنت منخفضًا في طاجيكستان بسبب انتشار الفقر والتكلفة المرتفعة نسبياً للدخول إلى الإنترنت. ويبقى الوصول إلى الإنترنت غير مقيد إلى حد كبير، لكن الضوابط الناشئة من الجيل الثاني تهدد بتآكل هذه الحريات، مثلما بدأ تغلغل الإنترنت يؤثر على الحياة السياسية في البلاد. في الفترة التي سبقت الانتخابات الرئاسية لعام 2006، طلب من مقدمي خدمات الإنترنت فرض رقابة على موقع المعارضة على شبكة الإنترنت، وبدأت ضوابط الجيل الثاني الأخرى في الظهور.

#### تونس
- تم تقييمها علي أنها «غير حرة» بواسطة فريدوم هاوس في تقارير «الحرية علي الإنترنت»، حيث كان مجموع النقاط عام 2009 (76) و2011 (81)؛ بينكا كانت «حرة جزئياً» في 2012 (46)، و2013 (41)، و2014 (39)، و2015 (38).[414][415][416][417][418][419]
- لم يتم إدراج أي دليل علي الرقابة في المجالات السياسية والاجتماعية والصراعات / الأمن وأدوات الإنترنت من قبل مبادرة الإنترنت المفتوح في عام 2012.[2]
- ادرجت تحت المراقبة من قبل منظمة مراسلون بلا حدود من عام 2011 حتى الوقت الحاضر.[4]

انخفضت الرقابة على الإنترنت في تونس كثيرًا في يناير 2011، بعد الإطاحة بـالرئيس زين العابدين بن علي، حيث أن فؤاد مبزا، القائم بأعمال الحكومة:
- أعلن الحرية الكاملة للمعلومات والتعبير كمبدأ أساسي،
- ألغ وزارة الإعلام،
- ألغي الحظر المفروض علي مواقع الشبكات الاجتماعية مثل فيسبوك ويوتيوب.

ظهرت بعض الرقابة على الإنترنت مرة أخرى في مايو 2011:
- أمرت المحكمة العسكرية الدائمة في تونس بحجب أربعة صفحات على الفيسبوك لمحاولة «الإضرار بسمعة المؤسسة العسكرية وقادتها، بنشر مقاطع الفيديو وتداول التعليقات والمقالات التي تهدف إلى زعزعة الاستقرار وثقة المواطنين في الجيش الوطني، ونشر الفوضى في البلاد .»، [422][423] و
- أمرت محكمة الوكالة التونسية للانترنت (ATI) بمنع المواقع الإباحية على أساس أنها تشكل تهديداً للقصر والقيم الإسلامية.[424]

قبل يناير 2011، قام نظام بن علي بمنع آلاف المواقع (مثل مواقع الصور الإباحية والبريد وصفحات التخزين المؤقت لمحرك البحث، وتحويل المستندات عبر الإنترنت وخدمات الترجمة)، وتم سجن المنشقين السيبرانيين بمن فيهم المحامي المؤيد للديمقراطية محمد عبو من قبل الحكومة التونسية بسبب أنشطتهم على الإنترنت.

#### تركيا

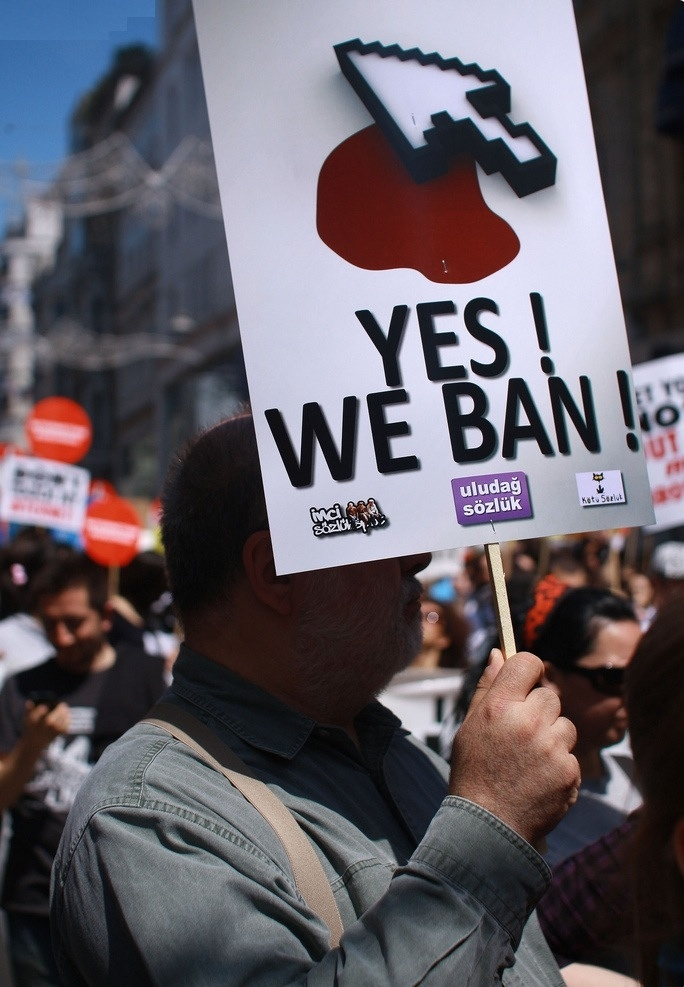
احتجاجات 2011 ضد الرقابة على الإنترنت في تركيا

- تم تقييمها علي أنها «حرة جزئياً» بواسطة فريدوم هاوس في تقارير «الحرية علي الإنترنت»، حيث كان مجموع النقاط عام 2009، ومن 2011–2015 (42، 45، 46، 49، 55، 58).[426][427][428][429][430][431]
- تم ادراجها من قبل مبادرة إنترنت مفتوح في ديسمبر 2100 تحت بند الرقابة الانتقائية في المجالات السياسية والاجتماعية، وأدوات الإنترنت، وعدم وجود دليل على التصفية في منطقة الصراع / الأمن.[13]
- أدرجت تحت المراقبة من قبل منظمة مراسلون بلا حدود منذ عام 2010.[4]

نفذت الحكومة التركية إصلاحات قانونية ومؤسسية مدفوعة بطموح البلاد لتصبح دولة عضو في الاتحاد الأوروبي، في الوقت الذي أظهرت فيه حساسيتها العالية للتشهير وغيره من المحتوى «غير الملائم» عبر الإنترنت، والذي نتج عنه إغلاق عدد من مواقع الويب المحلية والدولية. في أكتوبر 2010، رُفِع حظر يوتيوب، ولكن تم حجب مجموعة من عناوين IP المستخدمة من قبل جوجل، وبالتالي الوصول إلى تطبيقات جوجل. تمر جميع ألياف الإنترنت عبر البنية التحتية (Turk Telecom)، مما يسمح بالتحكم المركزي في المحتوى عبر الإنترنت وتسهيل تنفيذ قرارات الإغلاق.
العديد من المواقع الثانوية والرئيسية في تركيا تخضع للرقابة. يتم حظر المواقع على شبكة الإنترنت لانتهاك الملكية الفكرية، ولا سيما مشاركة الملفات ووسائل التدفق؛ التي توفر إمكانية الوصول إلى المواد التي توضح أو تشجع الاستغلال الجنسي التجاري للأطفال وإساءة معاملة الأطفال، والفحش، والدعارة، والقمار؛ كما يتم الحظر أيضاً لإهانة مصطفى كمال أتاتورك، الأب المؤسس لتركيا الحديثة؛ وللإبلاغ عن الأخبار عن النزاع الكردي - التركي. بالإضافة إلى التصفية الواسعة الانتشار، تكون سلطات الولايات سباقة في طلب حذف المحتوى أو إزالته عبر الإنترنت. اعتباراً من يونيو 2010، تم حظر أكثر من 8000 موقع من المواقع الرئيسية والثانوية، ومعظمهم من المواقع الاباحية. بحلول عام 2013، زاد عدد المواقع المحجوبة إلى حوالي 30,000 موقع. ومع ذلك، غالبًا ما تكون المواقع المحجوبة متاحة باستخدام وكيل الخادم أو عن طريق تغيير خوادم DNS. نجت قاعدة بيانات الأفلام على الإنترنت من حجبها بسبب الخطأ الإملائي في اسم نطاقها، مما أدى إلى فرض حظر غير مجدي على www.imbd.com[وصلة مكسورة].
بموجب اللوائح الجديدة المعلنة في 22 فبراير 2011 والتي من المقرر أن تدخل حيز التنفيذ في 22 أغسطس 2011، سيتطلب مجلس تكنولوجيا المعلومات (BTK)، وهو فرع من مكتب رئيس الوزراء، أن جميع أجهزة الكمبيوتر تختار واحدا من أربعة مستويات لتصفية المحتوى (الأسرة أو الأطفال أو المنازل أو المعايير) للوصول إلى الإنترنت.
في تقرير «حرية الإنترنت على الإنترنت» لعام 2013، تقول فريدوم هاوس:
- الرقابة الحكومية على الإنترنت شائعة نسبياً وزادت بثبات خلال السنوات الأخيرة؛
- أضافت السلطات عدة آلاف من المواقع إلى قائمة المنع، مما زاد العدد الإجمالي إلى ما يقرب من 30000.
- المحكمة الأوروبية لحقوق الإنسان وجدت تركيا تنتهك المادة 10 من الاتفاقية الأوروبية لحقوق الإنسان لعرقلة الوصول إلى موقع جوجل؛ و
- تلقى العديد من المستخدمين الغرامات أو مواجهة السجن أو الحبس مع وقف التنفيذ لتعليقاتهم على مواقع التواصل الاجتماعي.

في عام 2013 تم حظر مواقع التواصل الاجتماعي في تركيا بعد تقسيم احتجاجات منتزه غيزي. تم إغلاق كل من تويتر ويوتيوب بموجب قرار من المحكمة التركية. هناك قانون جديد، مرره البرلمان التركي، منح حصانة لموظفي مديرية الاتصالات التركية (TİB)، كما تم منحهم السلطة لمنع الوصول إلى مواقع محددة دون الحاجة إلى أمر من المحكمة.
في 20 مارس 2014، تم حظر الوصول إلى تويتر عندما أمرت المحكمة بتطبيق «إجراءات الحماية» على الخدمة. جاء ذلك في أعقاب تصريحات رئيس الوزراء رجب طيب أردوغان التي تعهدت بـ «القضاء على تويتر» إثر اتهامات مزعومة بفضيحة فساد في دائرته الداخلية عام 2013.
في 10 أكتوبر 2015، بعد أول تفجير من تفجيرا أنقرة 2015، أكدت هيئة تنظيم الرقابة تقارير أن تركيا تقيد عمداً الوصول إلى تويتر في محاولة واضحة للسيطرة على تدفق المعلومات المتعلقة بالهجوم.
في أكتوبر 2016، منعت السلطات التركية بشكل متقطع الوصول إلى الإنترنت في شرق وجنوب شرق البلاد بعد احتجاز رؤساء البلدية المنتخبين لمدينة ديار بكر.
في 4 نوفمبر 2016، منعت السلطات التركية الوصول إلى فيسبوك، وتويتر، ويوتيوب، وواتس آب في البلاد، بعد اعتقال 11 من أعضاء من الحزب الديمقراطي الحر. يتم استخدام قيود الإنترنت على نحو متزايد لقمع تغطية الأحداث السياسية، وهو شكل من أشكال الرقابة المنتشرة في وقت قصير لمنع الاضطرابات المدنية.
في 29 أبريل 2017، بدأت السلطات في منع الوصول إلى جميع مواقع ويكيبيديا، دون ذكر أساس قانوني معين. يزعم أن الحكومة التركية تطالب بأن تتماشى قوانين ويكيميديا مع القوانين الدولية، وأن تمتنع عن الدعاية السلبية ضد تركيا، وأن تضع فصلًا محليًا وأن تمتثل لأوامر المحكمة المحلية.

#### أوغندا
- تم تقييمها علي أنها «حرة جزئياً» بواسطة فريدوم هاوس في تقارير «الحرية علي الإنترنت»، حيث كان مجموع النقاط عام 2012 (34)، 2013 (34)، 2014 (34)، 2015 (36).[444][445][446][447]
- لم يتم إدراج أي دليل علي التصفية في جميع المجالات الأربعة (السياسية، والاجتماعية، والصراعات / الأمن، وأدوات الإنترنت) من قبل مبادرة إنترنت مفتوح في سبتمبر 2009.[13]

على الرغم من أن أوغندا خطت خطوات تكنولوجية كبيرة في السنوات الخمس الماضية، إلا أن البلاد لا تزال تواجه عددًا من التحديات في الحصول على عرض نطاق إنترنت موثوق به وبأسعار معقولة. هذا، وليس نظام الترشيح الرسمي الذي ترعاه الحكومة، هو العقبة الرئيسية أمام الوصول إلى الإنترنت. قبيل الانتخابات الرئاسية في فبراير 2006، أغلقت لجنة الاتصالات الأوغندية (UCC) الموقع الإلكتروني المناهض للحكومة (RadioKatwe)، وهي الحالة الوحيدة التي تم الإبلاغ عنها دوليًا لتصفية الإنترنت في أوغندا حتى الآن.

#### أوكرانيا

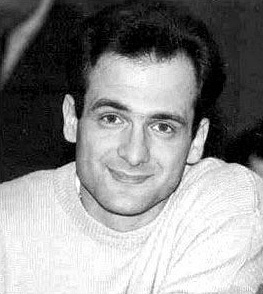
جورجي غونغادزي، صحفي أوكراني، مؤسس إحدى صحف الإنترنت الشهيرة (Ukrayinska Pravda)، والذي اختطف وقتل في عام 2000.

- تم تقييمها علي أنها «حرة» بواسطة فريدوم هاوس في تقارير «الحرية علي الإنترنت»، حيث كان مجموع النقاط عام 2012 (27،) و2013 (28)؛ ثم تراجعت وأصبحت «حرة جزئياً» في 2014 (33)، و2015 (37)، و2016 (38)، و2017 (45).[449][450][451][452][453][454]
- لم يتم إدراج أي دليل علي التصفية في جميع المجالات الأربعة (السياسية، والاجتماعية، والصراعات / الأمن، وأدوات الإنترنت) من قبل مبادرة الإنترنت المفتوح في ديسمبر 2010.[455]

وجد تقرير «الحرية علي الإنترنت عام 2013» أن الإنترنت في أوكرانيا «غير مقيد إلى حد كبير» مع «عدم ممارسة الحظر أو الترشيح المؤسسي، أو إطار تنظيمي للرقابة على المحتوى عبر الإنترنت»، ولكن «هناك محاولات لوضع تشريع يمكن أن يقيّد المحتوى أو يحده» و«يفرض تهديدات غير مباشرة لحرية المعلومات عبر الإنترنت.»
تمتلك أوكرانيا تشريعات ليبرالية نسبيًا تحكم الإنترنت والوصول إلى المعلومات. يحظر قانون حماية الآداب العامة الصادر في 20 نوفمبر 2003 إنتاج المواد الإباحية وتداولها؛ ونشر المعلومات التي تدعو للحرب أو تنشر التعصب الوطني والديني؛ والإهانة لفرد على أساس الجنسية أو الدين أو الجهل؛ والدعاية «لإدمان لمخدرات، وإدمان الكحول، والتدخين والعادات السيئة الأخرى.»
ينص الدستور والقوانين على حرية التعبير والصحافة. ومع ذلك، لا تحترم الحكومة دائمًا هذه الحقوق في الممارسة. يعرب مراقبو وسائل الإعلام المحلية عن قلقهم إزاء الأضرار المالية العالية التي طلبت في بعض الأحيان بسبب إدعاءات التشهير المزعومة.
يحظر الدستور التدخل التعسفي في الخصوصية أو الأسرة أو المنزل أو المراسلات، ولكن من الناحية العملية لا تحترم السلطات عمومًا هذه المحظورات. من المعروف أن هيئات تنفيذ القانون تراقب الإنترنت في بعض الأحيان دون سلطة قانونية مناسبة. كانت هناك مضايقات من حين لآخر للتدخل من قبل وكالات تنفيذ القانون للمدونين البارزين علي الإنترنت.

#### المملكة المتحدة
- تم تقييمها علي أنها «حرة» بواسطة فريدوم هاوس في تقارير «الحرية علي الإنترنت»، حيث كان مجموع النقاط عام 2009 (23)، 2011 (24)، 2012 (23)، 2013 (23)، 2014 (24)، 2015 (24)، 2016 (23)، 2017 (24).[457][458][459][460][461][462][463][464]
- تم إدراجها كـ«دولة عدوة الإنترنت» من قبل منظمة مراسلون بلا حدود عام 2014.[3]
- لم يتم إدراج أي دليل علي التصفية في جميع المجالات الأربعة (السياسية، والاجتماعية، والصراعات / الأمن، وأدوات الإنترنت) من قبل مبادرة الإنترنت المفتوح في ديسمبر 2010.[13]

تتمتع المملكة المتحدة بتقاليد تحررية بارزة، يتجلى فيها، ضمن أمور أخرى، ضمانات صلبة لحرية التعبير وحرية المعلومات وحماية الخصوصية. يضمن القانون حرية التعبير وحماية الخصوصية عبر الإنترنت. ومع ذلك، خلال السنوات القليلة الماضية، حدث تحول نحو زيادة تدابير المراقبة. تم استخدام مكافحة الإرهاب ومنع إساءة معاملة الأطفال على نطاق واسع كمبرر من قبل وكالات الدولة والجهات الفاعلة التجارية الخاصة (على سبيل المثال، مزودي خدمة الإنترنت) لتنفيذ إجراءات الاعتراض والتصفية المباشرة. ومع ذلك، في عام 2010، لم تجد مبادرة إنترنت مفتوح أي دليل على وجود تصفية تقنية في المجالات السياسية، أو الاجتماعية، أو النزاعات، أو الأمن، أو أدوات الإنترنت. ومع ذلك، فإن المملكة المتحدة تمنع بشكل علني المواقع الإباحية للأطفال على الويب.
يقوم مزودي خدمات الإنترنت في هيئة الاتصالات بالمملكة المتحدة بتمرير الإنترنت من خلال خدمة تسمى (Cleanfeed)، والتي تستخدم البيانات التي توفرها هيئة مراقبة الإنترنت لتحديد الصفحات التي يعتقد أنها تحتوي على صور غير لائقة للأطفال. عند العثور على هذه الصفحة، يقوم النظام بإنشاء خطأ «عنوان URL غير موجود» بدلاً من فتح الصفحة الفعلية أو صفحة التحذير. يستخدم مزودي خدمات الإنترنت الآخرين أنظمة مختلفة مثل (WebMinder).
في يوليو ومرة أخرى في أكتوبر 2011، حكمت المحكمة العليا في المملكة المتحدة بأنه يجب على شركة الاتصالات البريطانية منع الوصول إلى موقع ويب (newzbin.com) الذي «يوفر روابط لأفلام مقرصنة». في سبتمبر 2011، رداً على حكم المحكمة وبتشجيع من الحكومة، ورد أن كبار مزودي خدمة الإنترنت في المملكة المتحدة قد وافقوا خصوصًا من حيث المبدأ على تقييد الوصول إلى مواقع الويب بسرعة عند تقديمها مع أوامر من المحكمة. في مايو 2012، أمرت المحكمة العليا موفري خدمات الإنترنت في المملكة المتحدة بمنع (The Pirate Bay) لمنع المزيد من انتهاكات حقوق الطبع والنشر.
في 22 يوليو 2013، أعلن رئيس الوزراء ديفيد كاميرون أن المواد الإباحية والمحتويات الأخرى المسيئة (مثل الانتحار والكحول والمحتوى المرتبط بالعنف) لمعظم الأسر في المملكة المتحدة سيتم تصفيتها من الإنترنت بنهاية من 2013 ما لم يختار الأفراد أن يستقبلوها.
كما أعلنت المملكة المتحدة عن خطط تتطلب مواقع إباحية في جميع أنحاء العالم لإضافة التحقق من السن لمنع الأطفال من مشاهدتها. وسيتم تغريم المواقع الإلكترونية في المملكة المتحدة التي لا تلتزم، في حين سيتم حظر المواقع في الخارج.

#### الولايات المتحدة
- تم تقييمها علي أنها «حرة» بواسطة فريدوم هاوس في تقارير «الحرية علي الإنترنت»، حيث كان مجموع النقاط عام 2011 (13)، 2012 (12)، 2013 (17)، 2014 (19)، 2015 (19)، 2016 (18)، 2017 (21).[476][477][478][479][480][481][482]
- تم إدراجها كـ«دولة عدوة الإنترنت» من قبل منظمة مراسلون بلا حدود عام 2014.[3]
- صنف بواسطة مبادرة إنترنت مفتوح تحت بند عدم وجود أي دليل على الترشيح في عام 2009.[2] لا يوجد ملف شخصي فردي تابع لـمبادرة إنترنت مفتوح بخصوص الولايات المتحدة، ولكنها مدرجة في النظرة العامة الإقليمية للولايات المتحدة وكندا.[483]

معظم تعبيرات الإنترنت محمية بـالتعديل الأول للدستور، لكن القوانين المتعلقة بالقذف والتشهير، والملكية الفكرية، وإباحية الأطفال لا تزال تحدد ما إذا كان يمكن نشر المحتوى بشكل قانوني عبر الإنترنت أم لا. يخضع الإنترنت في الولايات المتحدة إلى درجة عالية من التنظيم، مدعومًا بمجموعة معقدة من الآليات الملزمة قانونًا والوسائط الخاصة. الوصول إلى الإنترنت من قبل الأفراد في الولايات المتحدة لا يخضع للرقابة التقنية، ولكن يمكن أن يعاقب عليه القانون لانتهاك حقوق الآخرين. وكما هو الحال في بلدان أخرى، فإن إمكانية تحمل المسؤولية القانونية عن الانتهاكات المدنية، بما في ذلك التشهير وحقوق الطبع والنشر، تقيد ناشري محتوى الإنترنت في الولايات المتحدة. يمكن أن يكون لهذا تأثير سلبي ويؤدي إلى الرقابة الذاتية علي المحتوى عبر الإنترنت. أحيانًا يتم استخدام برامج التحكم في المحتوى بواسطة الشركات والمكتبات والمدارس والمكاتب الحكومية للحد من الوصول إلى أنواع معينة من المحتوى.
لقد أنتج الحوار العام، والنقاش التشريعي، والمراجعة القضائية استراتيجيات تصفية في الولايات المتحدة تختلف عن تلك الموجودة في معظم أنحاء العالم. تم منع العديد من المحاولات التي فرضتها الحكومة لتنظيم المحتوى على أسس التعديل الأول للدستور، غالبًا بعد معارك قانونية مطولة. ومع ذلك، فقد تمكنت الحكومة من ممارسة الضغط بشكل غير مباشر حيث لا يمكن فرض الرقابة بشكل مباشر. باستثناء استخدام المواد الإباحية المتعلقة بالأطفال، تميل قيود المحتوى إلى الاعتماد بشكل أكبر على إزالة المحتوى بدلاً من الحظر؛ تعتمد هذه الضوابط في الغالب على مشاركة أطراف خاصة، مدعومة بتشجيع من الدولة أو تهديد باتخاذ إجراء قانوني. على النقيض من الكثير من بلدان العالم، حيث يخضع مقدمو خدمات الإنترنت لقوانين البلد، فإن معظم تنظيم المحتوى في الولايات المتحدة يحدث على المستوى الخاص أو التطوعي.
في عام 2014، أضيفت الولايات المتحدة إلى قائمة مراسلون بلا حدود كأحد الدول "أعداء الإنترنت"، وهي فئة من البلدان التي لديها أعلى مستوى من الرقابة على الإنترنت والمراقبة. وذكرت المنظمة أن الولايات المتحدة "... قد قوضت الثقة في الإنترنت ومعاييره الأمنية الخاصة" وأن "المراقبة الجماعية في الولايات المتحدة وأنشطة فك التشفير" تشكل تهديدًا مباشرًا للصحفيين الاستقصائيين، وخاصة الذين يعملون مع مصادر حساسة تتطلب الثقة كأهمية قصوى والذين يتعرضون بالفعل لضغوط ".

#### الصحراء الغربية
تدعي المغرب أن الصحراء الغربية هي إقليم تابع لها يديره القانون المغربي من خلال المؤسسات المغربية. الجبهة الشعبية لتحرير الساقية الحمراء وريو دي أورو (البوليساريو)، هي منظمة تسعى إلى الاستقلال عن الأراضي الإسبانية السابقة منذ عام 1973، تنازع في ادعاء المغرب السيادة على الإقليم.
لا يوجد ما يدل على أن الوصول إلى الإنترنت في الإقليم يختلف عن ذلك الموجود في المغرب والمعترف به دوليًا.
يعتبر المغرب هذا الجزء من الأراضي التي يديرها جزءًا لا يتجزأ من المملكة بنفس القوانين والهياكل المتعلقة بالحريات المدنية، والحقوق السياسية، والحقوق الاقتصادية. يمنع القانون المغربي المواطنين من انتقاد الإسلام أو مؤسسة الملكية أو معارضة الموقف الرسمي للحكومة فيما يتعلق بالسلامة الإقليمية والصحراء الغربية. تمارس وسائل الإعلام والمدونون الصحراويون الرقابة الذاتية على هذه القضايا، ولا توجد تقارير عن تحرك حكومي ضدهم بسبب ما يكتبونه. حقوق الإنسان والمدونون المنتسبون إلى الجماعات السياسية اليسارية يفترضون أن السلطات تراقب عن كثب أنشطتهم.

#### زامبيا
- تم تقييمها علي أنها «حرة جزئياً» بواسطة فريدوم هاوس في تقارير «الحرية علي الإنترنت»، حيث كان مجموع النقاط عام 2014 (43)، و2015 (40).[489][490]

لا يتم تقييد الوصول إلى الإنترنت ويعبر الأفراد والمجموعات عن وجهات نظرهم بحرية عبر الإنترنت، إلا أن الحكومة تهدد في كثير من الأحيان بإلغاء تسجيل (النقود الإلكترونية على الإنترنت) والمدونات.
ينص الدستور والقانون على حرية التعبير والصحافة، إلا أن الحكومة تستخدم الأحكام الواردة في القانون لتقييد هذه الحريات. الحكومة حساسة للمعارضة والانتقادات، وتسارعت في ملاحقة المنتقدين باستخدام الحجة القانونية التي حرضت عليها الفوضى العامة في البلاد. يحظر الدستور والقانون التدخل التعسفي في الخصوصية أو الأسرة أو المنزل أو المراسلات، لكن الحكومة لا تحترم هذه المحظورات بشكل متكرر.

#### زيمبابوي
- تم تقييمها علي أنها «حرة جزئياً» بواسطة فريدوم هاوس في تقارير «الحرية علي الإنترنت»، حيث كان مجموع النقاط عام 2011 (54)، 2012 (54)، 2013 (54)، 2014 (55)، 2015 (56).[492][493][494][495][496]
- لم يتم إدراج أي دليل علي التصفية في جميع المجالات الأربعة (السياسية، والاجتماعية، والصراعات / الأمن، وأدوات الإنترنت) من قبل مبادرة الإنترنت المفتوح في سبتمبر 2009.[13]

لأن انتشار الإنترنت في زيمبابوي منخفض، فهو يُستخدم بشكل أساسي في البريد الإلكتروني، وتركز الحكومة جهودها للسيطرة على الإنترنت لوضع البريد الإلكتروني تحت المراقبة. على الرغم من أن صلاحيتها القانونية لمتابعة مثل هذه الإجراءات موضع خلاف، إلا أن الحكومة تراقب البريد الإلكتروني لقمع المعارضة.

### رقابة ضئيلة أو منعدمة
يتم تضمين البلد في فئة «الرقابة الضئيلة أو المعدومة» عندما لا يتم تضمينها في الفئات «المطلقة» أو «الأساسية» أو «الانتقائية».
يشمل هذا التصنيف البلدان المدرجة على أنها «حرة» في قائمة «الحرية علي الإنترنت» من قبل فريدم هاوس، وغير مدرجة على أنها من «أعداء الإنترنت» من قبل منظمة مراسلون بلا حدود (RWB)، ولا يوجد دليل علي تصفية الإنترنت من قبل مبادرة الإنترنت المفتوح (ONI) في أي من المجالات الأربعة (السياسية، والاجتماعية، والصراع / الأمن، وأدوات الإنترنت) التي يتم الاختبار علي أساسها. ضوابط أخرى مثل برنامج التحكم في المحتوى، والرقابة الذاتية، وأنواع أخرى من الإجراءات العامة أو الخاصة للحد من إباحية الأطفال، والكلام الذي يحض على الكراهية، والتشهير، أو سرقة الملكية الفكرية غالبًا ما تكون موجودة.

#### أفغانستان
- لم يتم إدراج أي دليل علي التصفية في جميع المجالات الأربعة (السياسية، والاجتماعية، والصراعات / الأمن، وأدوات الإنترنت) من قبل مبادرة الإنترنت المفتوح في مايو 2007.[13]

فقط حوالي 1/10 من 1 في المائة فقط من الأفغان يستطيعون الوصول إلي الإنترنت، مما يحد من أهمية الإنترنت كوسيلة للتعبير. حرية التعبير مصونة في ظل الدستور الأفغاني، وكل أفغاني له الحق في طباعة أو نشر الموضوعات دون الخضوع مسبقًا لسلطات الدولة. ومع ذلك، فإن حدود القانون واضحة: بموجب الدستور لا يمكن لأي قانون أن يتعارض مع معتقدات وأحكام الديانة المقدسة للإسلام. يتضمن قانون الإعلام الصادر في ديسمبر 2005 حظراً على أربع فئات واسعة من المحتوى: نشر أخبار مخالفة للإسلام والأديان الأخرى؛ الافتراء أو الإهانة فيما يتعلق بالأفراد؛ مسائل تناقض الدستور الأفغاني أو القانون الجنائي؛ والمحتوي الذي يدعو للعنف. من شأن الإضافات المقترحة للقانون أن تحظر المحتوى الذي يهدد الاستقرار والأمن القومي والسلامة الإقليمية لأفغانستان؛ والمعلومات الخاطئة التي قد تعطل الرأي العام؛ والترويج لأي دين آخر غير الإسلام؛ والمواد التي قد تضر بالسلامة البدنية، والأمن النفسي والمعنوي للناس، وخاصة الأطفال والشباب.
ذكرت مؤسسة الحدود الإلكترونية (EFF) أن وزارة الاتصالات الأفغانية قد أمرت في يونيو 2010 جميع مزودي خدمة الإنترنت (ISPs) في أفغانستان بترشيح وتصفية فيسبوك، وجي ميل، وتويتر، ويوتيوب، ومواقع الويب ذات الصلة بالمشروبات الكحولية والمقامرة والجنس. كما أنهم يعطلون المواقع التي تعتبر «غير أخلاقية» وضد تقاليد الشعب الأفغاني. ومع ذلك، قال مقدمي خدمات الإنترنت الأفغان إن هذا كان نتيجة لإعلان خاطيء من شبكة أريانا، إحدى أكبر مزودي خدمات الإنترنت في البلاد. وقال مسؤول تنفيذي هناك إن الحكومة تنوي فرض الرقابة على المحتوى الإباحي ومواقع المقامرة، إلا أن مواقع الشبكات الاجتماعية وخدمات البريد الإلكتروني ليست خاضعة للترشيح. اعتبارًا من يوليو 2010، كان فرض القيود في أفغانستان على المحتوى «غير الأخلاقي» محدودًا، حيث قال التنفيذيون إن الحكومة لا تمتلك القدرة التقنية على تصفية مواقع الإنترنت.

#### ألبانيا
لا توجد قيود حكومية على الوصول إلى الإنترنت أو تقارير موثوقة تفيد بأن الحكومة تراقب البريد الإلكتروني أو غرف الدردشة دون إشراف قضائي. ينص الدستور على حرية التعبير والصحافة، وتحترم الحكومة عمومًا هذه الحقوق من الناحية العملية. يحظر الدستور والقانون التدخل التعسفي في الخصوصية أو الأسرة أو المنزل أو المراسلات، وتحترم الحكومة عمومًا هذه المحظورات في الممارسة.

#### الجزائر
- لم يتم إدراج أي دليل علي التصفية في جميع المجالات الأربعة (السياسية، والاجتماعية، والصراعات / الأمن، وأدوات الإنترنت) من قبل مبادرة الإنترنت المفتوح في أغسطس 2009.[13]

لا يقتصر الوصول إلى الإنترنت في الجزائر عن طريق التصفية التقنية. ومع ذلك، تسيطر الدولة على البنية التحتية للإنترنت وتنظم المحتوى بوسائل أخرى. يمكن لمستخدمي الإنترنت ومقدمي خدمة الإنترنت (ISP) أن يواجهوا عقوبات جنائية بسبب نشر أو السماح بنشر مواد تعتبر مخالفة للنظام العام أو الآداب العامة.

#### الأرجنتين
- تم تقييمها علي أنها «حرة» بواسطة فريدوم هاوس في تقارير «الحرية علي الإنترنت»، حيث كان مجموع النقاط عام 2012 (26)، 2013 (27)، 2014 (27)، 2015 (27).[503][504][505][506]
- لم يتم تصنيفها بشكل منفرد بواسطة مبادرة الإنترنت المفتوح، ولكن تم تضمينها في النظرة العامة الإقليمية لأمريكا اللاتينية.[281]

يعالج تنظيم محتوى الإنترنت إلى حد كبير نفس الشواغل والاستراتيجيات المشاهدة في أمريكا الشمالية وأوروبا، مع التركيز على مكافحة انتشار المواد الإباحية للأطفال وتقييد وصول الأطفال إلى المواد غير الملائمة للعمر. مع زيادة استخدام الإنترنت في الأرجنتين، تزداد كذلك قضايا التشهير والكلام الذي يحض على الكراهية وحقوق النشر وقضايا الخصوصية.
في أغسطس 2011 أمر قاضي جميع مزودي خدمة الإنترنت بحجب موقع LeakyMails، وهو موقع ويب يحصل على وثائق تكشف الفساد في الأرجنتين وينشرها. رداً على ذلك، قام بعض مزودي خدمة الإنترنت بحجب عنوان IP 216.239.32.2 الخاص بموقع الويب المرتبط بأكثر من مليون مدونة مستضافة على خدمة Blogger من جوجل مما أدى إلى تعطيل الوصول إليها جميعًا.
في نوفمبر 2012، أمرت شركة (Comision Nacional De Comunicaciones) بحظر مواقع الويب التي تحتوي على معلومات حول فتح محمل الإقلاع لـ (netbook) الذي قدمته الحكومة الأرجنتينية. شرعية هذه الإجراءات في الأرجنتين لا تزال مثاراً للجدل.
في يوليو 2014، أمرت شركة (Comision Nacional De Comunicaciones) مزودي خدمات الإنترنت المحليين بمنع موقع بايرت باي (خليج القراصنة) بسبب صدور أمر من هيئة الاتصالات (CAPIF) ضد مؤشر شعبية التورنت.
انتقامًا للحجب، تم اختراق موقع الويب الخاص بـCAPIF وتحويله إلى وكيل لخادم موقع خليج القراصنة Pirate Bay خادم الوكيل.
اعتبارًا من عام 2017، لم تعد جميع مواقع الويب التي تم حظرها مؤخرًا محظورة بسبب الانتقادات العامة وعدم الاهتمام بها.

#### أستراليا
- تم تقييمها علي أنها «حرة» بواسطة فريدوم هاوس في تقارير «الحرية علي الإنترنت»، حيث كان مجموع النقاط عام 2011 (17)، و2012 (16)، و2013 (17)، و2014 (17)، و2015 (19).[516][517][518][519][520]
- لا يوجد دليل على التصفية وجد من قبل مبادرة إنترنت مفتوح في عام 2009.[2] لا يوجد ملف تعريف فردي لأستراليا لـONI، ولكنه مدرج في النظرة العامة الإقليمية لأستراليا ونيوزيلندا.[521]
- ادرجت تحت المراقبة من قبل منظمة مراسلون بلا حدود من عام 2009 حتى الوقت الحاضر.[4]

لا تسمح أستراليا بالمحتوى الذي سيصنف "RC" (تصنيف مرفوض أو محظور) أو "X18 +" (مواد إباحية أو عنيفة جدًا)، كما تحظر أستراليا التمراقبة والتهديد عبر الإنترنت أو الكلام الذي يحض على الكراهية عبر الإنترنت؛ كما يتطلب أيضًا من معظم مواقع المحتوى التحقق من عمر المستخدم قبل السماح بالوصول. منذ يناير 2008، المواد التي من المحتمل أن تصنف "R18 +" أو "MA15 +" والتي لا تندرج تحت مثل هذه الخدمة للتحقق من العمر، تندرج أيضًا تحت فئة «المحظور».
تصنف أستراليا على أنها «تحت المراقبة» من قبل منظمة مراسلون بلا حدود بسبب تشريع تصفية الإنترنت الذي اقترحه الوزير ستيفن كونروي. بغض النظر، اعتبارًا من أغسطس 2010 وبعد نتائج الانتخابات الفيدرالية الأسترالية في 2010، كان من المستبعد جدًا أن يجتاز قانون التصفية مجلس الشيوخ إذا تم اقتراحه نظرًا للأعداد القليلة للمقاعد التي يحتفظ بها حزب العمال وائتلاف، الذي لا يدعمه جو هوكي.
في يونيو / حزيران 2011، أكد مقدما خدمات الإنترنت الأستراليان، وهما Telstra وOptus، أنهما سوف يمنعان الوصول إلى قائمة مواقع الإساءة للأطفال التي توفرها هيئة الاتصالات والإعلام الأسترالية ومواقع ويب إضافية في قائمة جمعتها منظمات دولية لم يتم تسميتها منذ منتصف العام.
في مايو 2013، استجوب السيناتور سكوت لودام وزير الاتصالات، وتم تحديد 3 وكالات على أنها تستخدم صلاحيات القسم 313 ضمن التشريع الأسترالي لمنع المواقع، اثنان منها هما الشرطة الفيدرالية الأسترالية وهيئة الأوراق المالية والاستثمارات الأسترالية.
في يونيو 2015 تم تمرير تشريع لإجبار مقدمي خدمات الإنترنت لمنع الوصول إلى مواقع الويب التي ترتبط بمواد محمية بحقوق النشر من خلال مجلس الشيوخ. يسمح التشريع الجديد لأصحاب الحقوق بالحصول على أوامر محكمة لحظر المحتوى الخارجي الذي يتبين أنه يحتوي على مواد محمية بحقوق النشر. لا يمتد التشريع إلى استخدام خدمات VPN، مما يثير تساؤلات حول فعالية التشريع.

#### النمسا
- النمسا لا تصنف بشكل منفرد من قبل مبادرة إنترنت مفتوح، [2] ولا في تقرير فريدوم هاوس «الحرية علي شبكة الإنترنت 2013»،[2] ولا تظهر في قوائم مراسلون بلا حدود.[4]

ينص الدستور النمساوي على حرية التعبير والصحافة، وتحترم الحكومة عمومًا هذه الحقوق من الناحية العملية. لا توجد قيود حكومية على الوصول إلى الإنترنت أو تقارير موثوقة تفيد بأن الحكومة تراقب البريد الإلكتروني أو غرف الدردشة دون إشراف قضائي. يشارك الأفراد والمجموعات في التعبير السلمي عن وجهات النظر عبر الإنترنت، بما في ذلك عن طريق البريد الإلكتروني. تعمل السلطات على تقييد الوصول إلى مواقع الويب التي تحتوي على معلومات تنتهك القانون، مثل مواقع النازية الجديدة واستغلال الأطفال إباحيا.
يحظر القانون أي كلام يحض على الكراهية أو التحريض أو الإهانة أو ازدراء جماعة بسبب عرق أعضائها أو جنسيتهم أو أصلهم، وتطبق الحكومة هذه القوانين بشكل صارم. يحظر القانون الإنكار العام أو تبرير الإبادة الجماعية النازية أو غيرها من الجرائم النازية ضد الإنسانية في منشور مطبوع أو بث أو وسائل إعلام أخرى والحكومة تفرض هذه القوانين بشكل صارم.

#### باهاماس
- جزر الباهاما لا تصنف بشكل منفرد من قبل مبادرة إنترنت مفتوح، [2] ولا في تقرير فريدوم هاوس «الحرية علي شبكة الإنترنت 2013»،[2][9] ولا تظهر في قوائم مراسلون بلا حدود.[4]

الوصول إلى الإنترنت غير مقيد بأي قيود. لا توجد قيود حكومية على الوصول إلى الإنترنت أو تقارير موثوقة تفيد بأن الحكومة تراقب البريد الإلكتروني أو غرف الدردشة دون إشراف قضائي. ينص الدستور على حرية التعبير والصحافة، وتحترم الحكومة عمومًا هذه الحقوق في الممارسة. نادراً ما يتم التذرع بقوانين التشهير الصارمة التي يرجع تاريخها إلى القوانين البريطانية القديمة.

#### بلجيكا
- لم يتم تصنيفها منفردة بواسطة ONI، ولكن تم تضمينها في النظرة العامة الإقليمية لأوروبا.[529]

يخضع لأوامر التوثيق التي طلبها المدعي العام العديد من مقدمي خدمات الإنترنت البلجيكية بما في ذلك Belgacom وTelenet وBase وScarlet وEDPnet وDommel وProximus وMobistar وMobile Vikings وTele2 وVersatel، حيث قاموا بتصفية العديد من المواقع على مستوى DNS منذ أبريل 2009. يتم ذلك عندما تكون مواقع الويب مشتركة في أنشطة غير قانونية أو عندما تعرض معلومات «مخالفة للنظام العام أو الأخلاق». تتم إعادة توجيه الأشخاص الذين يتصفحون المواقع المحظورة علي الإنترنت باستخدام أحد هؤلاء المزودين إلى صفحة تدعي أن محتوى موقع الويب غير قانوني بموجب القانون البلجيكي وبالتالي تم حظره.
يمتد القانون في الغالب إلى «مواقع المقامرة غير المرخصة»، و«المواقع التي تروّج للكراهية، والتعصب الأعمى، ومعاداة السامية» و«مواقع مشاركة الملفات».

#### بليز
لا توجد قيود حكومية على الوصول إلى الإنترنت أو تقارير موثوقة تفيد بأن الحكومة تراقب البريد الإلكتروني أو غرف الدردشة دون إشراف قضائي. ومع ذلك فإن شركة الاتصالات المملوكة للحكومة تحجب خدمات البريد الصوتي عبر الإنترنت.
ينص القانون على حرية التعبير والصحافة وتحترم الحكومة عمومًا هذه الحقوق في الممارسة. يحظر الدستور التدخل التعسفي في الخصوصية أو الأسرة أو المنزل أو المراسلات، والسلطات الحكومية تحترم عمومًا هذه المحظورات في الممارسة. يجوز لوكالات إنفاذ القانون، من خلال الإشراف القضائي، اعتراض الاتصالات للحصول على معلومات تخدم مصلحة «الأمن القومي والنظام العام والأخلاق العامة والسلامة العامة». يعرف القانون الاتصالات على نطاق واسع ليشمل الاعتراض المحتمل للاتصال عن طريق البريد، والهاتف، والفاكس، ورسائل البريد الإلكتروني، والرسائل النصية سواء مشفرة أو غير مشفرة.

#### بوليفيا
لا توجد قيود حكومية على الوصول إلى الإنترنت. في 21 أكتوبر 2012، صرح ألفارو غارسيا لينيرا، نائب الرئيس، بأن الحكومة تسجل أسماء الأشخاص الذين يهينون الرئيس موراليس على مواقع التواصل الاجتماعي.
ينص [[دستور بوليفيا على حرية التعبير والصحافة. على الرغم من أن الحكومة تحترم هذه الحقوق عمومًا، ففي حالتين على الأقل في عام 2012، استخدمت الحكومة قانون مكافحة العنصرية لتقييد كل الحقوق. يحظر القانون البوليفي التدخل التعسفي في الخصوصية أو الأسرة أو المنزل أو المراسلات، وتحترم الحكومة عمومًا هذه المحظورات، ولكن هناك مزاعم بأن الحكومة لا تحترم القانون دائمًا.

#### البوسنة والهرسك
لا توجد قيود حكومية على الوصول إلى الإنترنت أو تقارير موثوقة تفيد بأن الحكومة تراقب البريد الإلكتروني أو غرف الدردشة دون إشراف قضائي.
ينص القانون على حرية التعبير والصحافة؛ ومع ذلك، لا تحترم الحكومة دائمًا حرية الصحافة من الناحية العملية. يحظر قانون اتحاد البوسنة والهرسك أي كلام يحض على الكراهية. يشير محللون مستقلون إلى استمرار ميل السياسيين وغيرهم من القادة إلى تصنيف النقد غير المرغوب فيه على أنه خطاب يحض على الكراهية. يحظر القانون التدخل التعسفي في الخصوصية أو الأسرة أو المنزل أو المراسلات، وتحترم الحكومة عمومًا هذه المحظورات في الممارسة.

#### بوتسوانا
لا توجد قيود حكومية على الوصول إلى الإنترنت أو تقارير موثوقة تفيد بأن الحكومة تراقب البريد الإلكتروني أو غرف الدردشة دون إشراف قضائي. ينص الدستور والقانون على حرية التعبير والصحافة، وتحترم الحكومة عمومًا هذه الحقوق. يحظر الدستور والقانون التدخل التعسفي في الخصوصية أو الأسرة أو المنزل أو المراسلات، وتحترم الحكومة عمومًا هذه المحظورات في الممارسة.

#### بلغاريا
لا توجد قيود حكومية على الوصول إلى الإنترنت أو تقارير موثوقة تفيد بأن الحكومة تراقب البريد الإلكتروني أو غرف الدردشة دون إشراف قضائي.
ينص القانون على حرية التعبير والصحافة، وتحترم الحكومة عمومًا هذه الحقوق. ينص قانون العقوبات على السجن لمدة تتراوح بين سنة وأربع سنوات للتحريض على «خطاب الكراهية».
يحظر الدستور والقانون التدخل التعسفي في الخصوصية أو الأسرة أو المنزل أو المراسلات، وتحترم الحكومة عمومًا هذه الأحكام من الناحية العملية. يمكن للأجهزة الأمنية الوصول إلى البيانات الإلكترونية بإذن قضائي عند التحقيق في الجرائم الإلكترونية والجرائم الخطيرة. ومع ذلك، تنتقد المنظمات غير الحكومية الفجوات في القانون التي تسمح لدائرة الادعاء أن تطلب مثل هذه البيانات مباشرة من مقدمي الخدمات دون إذن من المحكمة. لا توجد تقارير تفيد بأن الحكومة تحاول جمع معلومات محددة للهوية فيما يتعلق بالتعبير السلمي للشخص عن الآراء أو المعتقدات السياسية أو الدينية أو الإيديولوجية.

#### بوركينا فاسو
لا توجد قيود حكومية على الوصول إلى الإنترنت؛ ومع ذلك، فإن المجلس الأعلى للاتصالات (SCC) يراقب مواقع الويب ومنتديات المناقشة لضمان الامتثال للوائح والقوانين.
ينص الدستور والقانون على حرية التعبير والصحافة، وتحترم الحكومة عمومًا هذه الحقوق في الممارسة. يحظر القانون على الأشخاص إهانة رئيس الدولة أو استخدام لغة مهينة فيما يتعلق بالمكتب الرئاسي؛ ومع ذلك، ينتقد الأفراد الحكومة علناً أو سراً دون ردع.
يحظر الدستور والقانون التدخل التعسفي في الخصوصية أو الأسرة أو المنزل أو المراسلات، وتحترم الحكومة عمومًا هذه المحظورات في الممارسة. لكن في حالات الأمن القومي، يسمح القانون بمراقبة وتفتيش ومراقبة الهواتف والمراسلات الخاصة دون أمر قضائي.

#### بوروندي
لا توجد قيود حكومية على الوصول إلى الإنترنت أو تقارير موثوقة تفيد بأن الحكومة تراقب البريد الإلكتروني أو غرف الدردشة دون إشراف قضائي. في عام 2012 تم استخدام الإنترنت من قبل 1.2 ٪ فقط من السكان، مما يحد من تأثير الإنترنت على الاقتصاد والسياسة في بوروندي.
ينص الدستور والقانون على حرية التعبير والصحافة، وتحترم الحكومة عمومًا هذه الحقوق. يحظر القانون وسائل الإعلام من نشر «خطاب الكراهية» أو استخدام لغة مسيئة أو تشويه السمعة ضد الموظفين العموميين الذين يقومون بدورهم الرسمي الذي يمكن أن يضر بكرامة أو احترام المنصب العام. من غير القانوني لأي شخص أن يعرض المواد التي قد تزعج السلام العام. يزعم بعض الصحفيين والمحامين والحزب السياسي والمجتمع المدني وقادة المنظمات غير الحكومية أن الحكومة تستخدم هذه القوانين لتخويفهم ومضايقتهم.
ينص الدستور والقانون على الحق في الخصوصية، لكن الحكومة لا تحترم هذا الحق دائماً في الممارسة العملية. لا تحترم السلطات دائمًا القانون الذي يتطلب إصدار أوامر تفتيش.

#### الكاميرون
لا توجد قيود حكومية على الوصول إلى الإنترنت أو تقارير موثوقة تفيد بأن الحكومة تراقب البريد الإلكتروني أو غرف الدردشة دون إشراف قضائي.
على الرغم من أن القانون ينص على حرية التعبير والصحافة، فإنه يجرم أيضا جرائم الإعلام، وتحد الحكومة من حرية التعبير والصحافة. المسؤولون الحكوميون يهددون ويضايقون ويعتقلون ويحرمون من المعاملة المتساوية للأفراد أو المنظمات التي تنتقد سياسات الحكومة أو تعبر عن وجهات نظر تخالف سياسة الحكومة. الأفراد الذين ينتقدون الحكومة علانية في بعض الأحيان يواجهون عقوبات انتقامية. إن حرية الصحافة مقيدة بقوانين صارمة تمنع الانتقاد.
على الرغم من أن الدستور والقانون يحظران التدخل التعسفي في الخصوصية أو الأسرة أو المنزل أو المراسلات، فإن هذه الحقوق تخضع لقيود «المصالح العليا للدولة»، وهناك تقارير موثوقة تفيد بأن الشرطة تضايق المواطنين، ويجرون عمليات تفتيش دون أوامر قضائية.

#### كندا
- تم تقييمها علي أنها «حرة» بواسطة فريدوم هاوس في تقارير «الحرية علي الإنترنت»، حيث كان مجموع النقاط عام 2014 (15)، و2015 (16).[541][542]
- لا يوجد دليل على تصفية الإنترنت وجد من قبل مبادرة إنترنت مفتوح في عام 2009.[2] لا يوجد ملف شخصي فردي تابع لـمبادرة إنترنت مفتوح لكندا، ولكنه مدرج في النظرة العامة الإقليمية للولايات المتحدة وكندا.[483]

في بعض الأحيان، تكون المعلومات، مثل أسماء المجرمين أو المعلومات حول المحاكمات الجنائية الخاضعة لـحظر النشر والتي تحاول الحكومة فعليًا منعها من البث الإذاعي ووسائط الإعلام الكندية، متاحة للمستخدمين الكنديين عبر الإنترنت من مواقع مستضافة خارج كندا.
(Project Cleanfeed Canada) يقرر ما هي المواقع الإباحية للأطفال وينقل تلك القوائم إلى مزودي خدمة الإنترنت المشتركين طواعية والذين يمكنهم بعد ذلك حجب الصفحات لمستخدميهم. ومع ذلك، يجادل بعض المؤلفين والمدونين ومحامي الحقوق الرقمية بأنهم مسؤولون أمام أي شخص ويمكن أن يضيفوا مواقع غير إباحية إلى قائمتهم دون معرفة عامة.

#### جمهورية أفريقيا الوسطى
لا توجد قيود حكومية على الوصول إلى الإنترنت أو تقارير موثوقة تفيد بأن الحكومة تراقب البريد الإلكتروني أو غرف الدردشة دون إشراف قضائي. استخدام الإنترنت في جمهورية أفريقيا الوسطى منخفض، حيث بلغت نسبة المستخدمين 3.0٪ فقط من السكان في عام 2012، وبالتالي لا يلعب سوى دور صغير في الحياة الاقتصادية والسياسية للبلاد.
على الرغم من أن الدستور والقانون ينصان على حرية التعبير والصحافة، فإن السلطات تقوم في بعض الأحيان باعتقال الصحفيين المنتقدين للحكومة، وفي بعض الحالات تعيق الحكومة حق الأفراد في حرية التعبير. تم إلغاء السجن للتشهير في عام 2005؛ ومع ذلك، وجد صحفيون متهمين بالتشهير أو القذف، يواجهون غرامات من 100,000 إلى ثمانية ملايين فرنك أفريقي (200 إلى 16,000 دولار أمريكي). ينص القانون على عقوبة وغرامات تصل إلى مليون فرنك أفريقي (2000 دولار أمريكي) للصحفيين الذين يستخدمون وسائل الإعلام للتحريض على العصيان علي قوات الأمن أو تحريض الأشخاص على العنف أو الكراهية أو التمييز. يجوز فرض غرامات مماثلة وحبس من ستة أشهر إلى سنتين لنشر أو بث معلومات كاذبة أو ملفقة «من شأنها تعكير صفو السلام.»

#### تشاد
لا توجد قيود حكومية على الوصول إلى الإنترنت أو تقارير موثوقة تفيد بأن الحكومة تراقب البريد الإلكتروني أو غرف الدردشة دون إشراف قضائي. على الرغم من أن الأفراد والمجموعات يمكنهم المشاركة في التعبير السلمي عن وجهات النظر عبر الإنترنت، إلا أن القليل من السكان يمكنهم الوصول إليها.
ينص الدستور على حرية الرأي، والتعبير، والصحافة، لكن الحكومة لا تحترم دائمًا هذه الحقوق. الأفراد بوجه عام أحرار في انتقاد الحكومة دون انتقام، لكن المراسلين والناشرين يخاطرون بمضايقات من السلطات عند نشر المقالات النقدية. ألغى قانون الإعلام لعام 2010 أحكام السجن بتهمة التشهير والإهانة، ولكنه يحظر «التحريض على الكراهية العنصرية أو العرقية أو الدينية»، والتي يعاقب عليها بالسجن لمدة تتراوح بين سنة وسنتين وغرامة تتراوح بين مليون وثلاثة ملايين فرنك أفريقي (من 2000 إلى 6000 دولار).

#### تشيلي
- لم يتم تصنيفها بشكل منفرد بواسطة مبادرة الإنترنت المفتوح، ولكن تم تضمينها في النظرة العامة الإقليمية لأمريكا اللاتينية.[281]

ينص الدستور على حرية التعبير والصحافة، وتحترم الحكومة عمومًا هذه الحقوق من الناحية العملية. لا توجد قيود حكومية على الوصول إلى الإنترنت. يمكن للأفراد والمجموعات المشاركة في التعبير السلمي عن وجهات النظر عبر الإنترنت، بما في ذلك عن طريق البريد الإلكتروني. في حين أن هيئة تحقيقات الشرطة في شيلي (PDI) تحتفظ بوحدة الجرائم الجنسية التي تراقب مواقع الويب للمواد الإباحية للأطفال وتحاكم الأفراد لبيع أو تخزين أو الاتجار في المواد الإباحية المتعلقة بالأطفال على الإنترنت، إلا أنه لم تكن هناك تقارير تفيد بأن الحكومة تراقب
البريد الإلكتروني أو غرف الدردشة عبر الإنترنت لأغراض أخرى.

#### جمهورية الكونغو الديمقراطية
لا تقيد الحكومة الوصول إلى الإنترنت أو مراقبة البريد الإلكتروني أو غرف الدردشة علي الإنترنت. وينص قانون «المجلس الأعلى للاتصالات والإعلام» (CSAC، Superior Council of Broadcasting and Communication) على أن المدونين يجب أن يحصلوا على تصريح منه قبل الكتابة. بحلول نهاية عام 2012، لم ترفض CSAC التفويض لأي مدون. أصحاب المشاريع الخاصة يجعلون الوصول إلى الإنترنت متاحاً بأسعار معتدلة من خلال مقاهي الإنترنت في المدن الكبرى في جميع أنحاء البلاد. وفقاً للاتحاد الدولي للاتصالات السلكية واللاسلكية (الاتحاد الدولي للاتصالات)، يستخدم 1.2٪ فقط من الأفراد الإنترنت في عام 2011. بحلول نهاية عام 2012 كان استخدام الإنترنت قد ارتفع إلى 1.7٪ من السكان.

#### جمهورية الكونغو
لا توجد قيود حكومية على الوصول إلى الإنترنت أو تقارير موثوقة تفيد بأن الحكومة تراقب البريد الإلكتروني أو غرف الدردشة دون إشراف قضائي. الاستخدام المنخفض نسبياً للإنترنت (6.1 ٪ فقط من السكان في عام 2012) يحد من تأثيره على الاقتصاد أو السياسة. ومع ذلك، فإن نسبة متزايدة من الجمهور، وخاصة الشباب، تصل إلى الإنترنت بشكل أكثر تكراراً وتستخدم وسائل التواصل الاجتماعي.
ينص الدستور والقانون على حرية التعبير والصحافة، وتحترم الحكومة عمومًا هذه الحقوق. يجعل القانون بعض أنواع الكلام غير قانوني، بما في ذلك التحريض على الكراهية العرقية، والعنف، أو الحرب الأهلية.
يحظر الدستور والقانون التدخل التعسفي في الخصوصية أو الأسرة أو المنزل أو المراسلات، وتحترم الحكومة عمومًا هذه المحظورات. لا تقوم الحكومة بمحاولات معروفة لجمع معلومات شخصية عن طريق الإنترنت.

#### كوستاريكا
لا توجد قيود حكومية على الوصول إلى الإنترنت أو تقارير موثوقة تفيد بأن الحكومة تراقب البريد الإلكتروني أو غرف الدردشة دون إشراف قضائي.
ينص الدستور على حرية التعبير والصحافة، وتحترم الحكومة عمومًا هذه الحقوق في الممارسة. الأفراد عمومًا أحرار في انتقاد الحكومة علنًا دون عقوبات. يحد القانون من خطاب الكراهية في المنشورات المتعلقة بالأصل أو العرق أو اللون. تواصل الحكومة دعم التشريعات التي تفرض عقوبات جنائية، بما في ذلك عقوبات السجن المطولة بدلاً من الغرامات، بسبب مخالفات صحفية مثل التشهير. وتنص المادة 288، التي تتضمن تعديلات على القانون الجنائي، على عقوبة بالسجن لمدة تتراوح بين أربعة وثمانية أعوام لأي شخص يحاول الحصول على معلومات سياسية سرية غير لائقة.

#### كرواتيا
- لا توجد بيانات خاصة بـكرواتيا في مبادرة الإنترنت المفتوح، ولكن لا تظهر أي أدلة علي التصفية في جميع المجالات (السياسية، والاجتماعية، والصراعات / الأمن، وأدوات الإنترنت) على خرائط تصفية الإنترنت العالمية لـONI.[550]

ينص الدستور والقانون عمومًا على حرية التعبير والصحافة. ومع ذلك، فإن الضغوط الاقتصادية المتزايدة تدفع الصحفيين إلى ممارسة الرقابة الذاتية. يعاقب على خطاب الكراهية المرتكب عبر الإنترنت بالسجن لمدة تتراوح بين ستة أشهر وثلاث سنوات، ويعتبر التشهير جريمة جنائية. لا توجد قيود حكومية على الوصول إلى الإنترنت أو تقارير عن مراقبة الحكومة للبريد الإلكتروني أو غرف الدردشة. عمومًا، ينخرط الأفراد والجماعات في التعبير السلمي عن وجهات النظر عبر الإنترنت، بما في ذلك عن طريق البريد الإلكتروني. الوصول إلى الإنترنت متاح على نطاق واسع ويستخدمه المواطنون في جميع أنحاء البلاد. ما يقدر بنحو 51 في المئة من سكان البلاد استخدموا الإنترنت في عام 2010.

#### قبرص
لا توجد قيود حكومية على الوصول إلى الإنترنت (باستثناء أن مواقع الرهان غير المرخصة من قبل جمهورية قبرص محظورة) أو تقارير تفيد بأن الحكومة تراقب البريد الإلكتروني أو غرف الدردشة دون وجود سلطة قانونية مناسبة. يشارك الأفراد والمجموعات في التعبير السلمي عن وجهات النظر عبر الإنترنت، بما في ذلك البريد الإلكتروني.
ينص القانون على حرية التعبير والصحافة، وتحترم الحكومة عمومًا هذه الحقوق في الممارسة. تتضافر الصحافة المستقلة، والقضاء العادل، والنظام السياسي الديمقراطي لضمان حرية التعبير والصحافة. يحظر القانون التدخل التعسفي في الخصوصية أو الأسرة أو المنزل أو المراسلات، وتحترم الحكومة عمومًا هذه المحظورات في الممارسة.

#### التشيك
- لا تصنف بشكل منفرد من قبل مبادرة إنترنت مفتوح، [2] ولا في تقرير فريدوم هاوس «الحرية علي شبكة الإنترنت 2013»،[2][9] ولا تظهر في قوائم مراسلون بلا حدود.[4]

لا توجد قيود حكومية على الوصول إلى الإنترنت أو تقارير موثوقة تفيد بأن الحكومة تراقب البريد الإلكتروني أو غرف الدردشة دون إشراف قضائي. يشارك الأفراد والمجموعات في التعبير الحر عن وجهات النظر عبر الإنترنت، بما في ذلك عن طريق البريد الإلكتروني.
ينص القانون على حرية التعبير والصحافة، وتحترم الحكومة عمومًا هذه الحقوق. ومع ذلك، ينص القانون على بعض الاستثناءات لهذه الحريات، على سبيل المثال، في حالات خطاب الكراهية، وتبرير الهولوكوست، وإنكار تاريخ تشيكوسلوفاكيا الشيوعية (1948-1989) والجرائم التي حدثت فيها. يحظر القانون التدخل التعسفي في الخصوصية أو الأسرة أو المنزل أو المراسلات، وتحترم الحكومة عمومًا هذه المحظورات في الممارسة.
يحجب العديد من مزودي خدمات الإنترنت ومشغلي الهواتف المحمولة في جمهورية التشيك المحتوى الذي يروّج للمواد الإباحية للأطفال، والبغاء، والاتجار بالأطفال، واستغلال الأطفال جنسياً، والاتصال الجنسي غير القانوني مع الأطفال.

#### الدنمارك
- لا يوجد دليل على التصفية وجد من قبل مبادرة إنترنت مفتوح في عام 2009.[2] لا يوجد ملف شخصي فردي تابع لـ ONI للدنمارك، ولكنه مدرج في النظرة العامة الإقليمية لبلدان الشمال.[561]

أطلق أكبر مزود لخدمات الإنترنت في الدانمارك (TDC A / S) نظام أسماء النطاقات (DNS) القائم على تصفية المواد الإباحية للأطفال في 18 أكتوبر 2005 بالتعاون مع إدارة شرطة الولاية. ومنذ ذلك الحين، تم تقييد 98٪ من مستخدمي الإنترنت الدنماركيين بواسطة المرشح. تسببت عملية التصفية في بعض الجدل في مارس 2006، عندما تمت تصفية موقع جنس قانوني يسمي Bizar.dk، مما أثار النقاش حول موثوقية ودقة ومصداقية المرشح.
اعتبارًا من 18 أكتوبر 2005، حظر (TDC A / S) الوصول إلى AllOfMP3.com، وهو موقع مشهور لتنزيل الأغاني.
في 4 فبراير 2008 أمرت محكمة دنماركية مزودي خدمات الإنترنت الدنماركية يين بإغلاق الوصول إلى موقع مشاركة الملفات thepiratebay.org للمستخدمين الدنماركيين.
في 23 ديسمبر 2008، قامت ويكيليكس بإصدار قائمة المواقع التي تم تصفيتها والبالغ عددها 3863 موقعًا في الدنمارك.
في تشرين الثاني / نوفمبر 2011، تم حظر موقع ويب يبيع حبوب الحمية، 24hdiet.com، من قِبل مزودي خدمة الإنترنت الدنماركيين، وهو أول استخدام لقانون جديد بشأن حظر المواقع الأجنبية التي تبيع المخدرات.
في أغسطس 2012، أزالت شركة جوجل الإعلانات من موقع Viagogo بعد أن تبين من التحقيق أن الموقع ينتهك القانون الدانماركي عن طريق فرض رسوم على التذاكر والتلاعب بها قبل إرسالها إلى المشتري.

#### جمهورية الدومينيكان
لا توجد قيود حكومية على الوصول إلى الإنترنت أو تقارير موثوقة تفيد بأن الحكومة تراقب البريد الإلكتروني أو غرف الدردشة دون إشراف قضائي.
ينص الدستور على حرية التعبير والصحافة، وتحترم الحكومة عمومًا هذه الحقوق في الممارسة. وبصفة عامة، يكون الأفراد والجماعات قادرين على انتقاد الحكومة علناً وسراً دون انتقام، على الرغم من وقوع حوادث تخوّف فيها السلطات الصحفيين أو غيرهم من المهنيين الصحفيين. وتنفي الحكومة استخدام عمليات التنصت غير المصرح بها أو غيرها من الطرق السرية للتدخل في الحياة الخاصة للأفراد والعائلات، ومع ذلك، تزعم جماعات حقوق الإنسان والسياسيون المعارضون أن مثل هذا التدخل يحدث.

#### تيمور الشرقية
لا توجد قيود حكومية على الوصول إلى الإنترنت أو تقارير موثوقة تفيد بأن الحكومة تراقب البريد الإلكتروني أو غرف الدردشة دون إشراف قضائي. استخدام الإنترنت منخفض للغاية، حيث أن أقل من 1٪ من السكان كانوا يستخدمون الإنترنت في عام 2012. الوصول إلى الإنترنت باهظ الثمن، وبطيء، وغير موثوق به، وغير متاح على نطاق واسع خارج المناطق الحضرية. يحظر القانون التدخل التعسفي في الخصوصية أو الأسرة أو المنزل أو المراسلات، وتحترم الحكومة عمومًا هذه المحظورات في الممارسة.

#### السلفادور
لا توجد قيود حكومية على الوصول إلى الإنترنت أو تقارير موثوقة تفيد بأن الحكومة تراقب البريد الإلكتروني أو غرف الدردشة دون إشراف قضائي.
ينص الدستور على حرية التعبير والصحافة، وتحترم الحكومة عمومًا هذه الحقوق. وفقًا لجمعية الصحفيين السلفادورية (APES)، فإن الهيئات الإعلامية تمارس الرقابة الذاتية، خاصة في تقاريرهم عن العصابات والاتجار بالمخدرات. ذكرت الجمعية أن العديد من أعضاء وسائل الإعلام كانوا خائفين من تقديم تقرير تفصيلي عن هذه المواضيع بسبب الخوف من الانتقام من العصابات ومجموعات الاتجار بالمخدرات. يحظر الدستور التدخل التعسفي في الخصوصية أو الأسرة أو المنزل أو المراسلات، وتحترم الحكومة عمومًا هذه المحظورات.

#### غينيا الاستوائية
لا توجد قيود حكومية على الوصول إلى الإنترنت أو تقارير موثوقة تفيد بأن الحكومة تراقب البريد الإلكتروني أو غرف الدردشة دون إشراف قضائي.
رغم أن الدستور والقانون ينصان على حرية التعبير والصحافة، يمنح القانون صلاحيات لتقييد الأنشطة الإعلامية، التي تستخدمها الحكومة للحد من هذه الحقوق. في حين يسمح بانتقاد سياسات الحكومة، لا يستطيع الأفراد عمومًا انتقاد الرئيس أو عائلته أو كبار المسؤولين الآخرين أو قوات الأمن دون خوف من العقاب.
يحظر الدستور والقانون التدخل التعسفي في الخصوصية أو الأسرة أو المنزل أو المراسلات، لكن الحكومة غالباً لا تحترم هذه المحظورات. ويقال إن الحكومة تحاول عرقلة الانتقادات من خلال مراقبة أنشطة المعارضة السياسية والصحفيين وغيرهم.

#### إستونيا
- تم تقييمها علي أنها «حرة» بواسطة فريدوم هاوس في تقارير «الحرية علي الإنترنت»، حيث كان مجموع النقاط عام 2009 (13)، و2011 (10)، و2012 (10)، و2013 (9)، و2014 (8)، و2015 (7).[573][574][575][576][577][578]
- لا تصنفها مبادرة الإنترنت المفتوح بشكل فردي، ولكنها مدرجة في النظرة العامة الإقليمية لرابطة الدول المستقلة.[579]

حرية التعبير وحرية التعبير محميان بموجب دستور إستونيا وبقوانين البلد كدولة عضو في الاتحاد الأوروبي. كانت هناك مناقشات عامة واسعة النطاق على عدم الكشف عن الهوية خلال العمل علي الإنترنت. يجري العمل على جعل القانون الإستوني متوافقًا مع إطار المجلس الأوروبي بشأن «مكافحة بعض أشكال التعبير عن العنصرية وكره الأجانب من خلال القانون الجنائي».
تعد القيود المفروضة على محتوى الإنترنت والاتصالات في إستونيا الأقل علي مستوي العالم. يطلب من شركات الاتصالات الإلكترونية الحفاظ على بيانات حركة المرور والمواقع لمدة عام واحد، كما هو محدد في توجيه الاتحاد الأوروبي للاحتفاظ بالبيانات. يجوز لهم فقط توفير هذه البيانات لوكالات المراقبة أو السلطات الأمنية عند تقديمها بأمر من المحكمة. جعلت المحكمة عام 2008 مزودي خدمات الإنترنت مسؤولين عن تعليقات القراء، ولكن هذا الحكم تم استأنافه في المحكمة الأوروبية لحقوق الإنسان. كانت هناك بعض الحالات لإزالة المحتوى تتضمن أوامر من المحكمة المدنية لإزالة تعليقات القراء غير المناسبة من الأخبار عبر الإنترنت وفي منتديات النقاش. في عام 2012، تمت إزالة أكثر من 80000 مقطع فيديو من يوتيوب وخدمات بث أخرى للانتهاك المحتمل لحقوق الطبع والنشر. يمنع قانون حماية البيانات الشخصية جمع البيانات الشخصية للفرد ونشرها علنًا. لا يمكن معالجة أي معلومات شخصية تعتبر حساسة، مثل الآراء السياسية أو المعتقدات الدينية أو الفلسفية أو الأصل العرقي أو العنصري أو السلوك الجنسي أو الصحة أو القناعات الجنائية، دون موافقة الفرد.
قبل حجب مواقع المقامرة في عام 2010، كان الإنترنت في إستونيا خالي تماماً من الرقابة. في أوائل عام 2010، بدأت إستونيا تصفية مواقع المقامرة التي تنتهك قانون المقامرة المتجدد لعام (2008). يشترط قانون المقامرة أن تكون خوادم المقامرة القانونية عن بُعد موجودة فعليًا في إستونيا. في مارس 2010، قام مجلس الضرائب والجمارك بتجميع قائمة المواقع المحظورة التي تحتوي على 175 موقعًا ينفذها مقدمو خدمات الإنترنت. بدءًا من سبتمبر 2013، زادت القائمة لتشمل أكثر من 800 موقع.

#### فيجي
- لا تصنف بشكل منفرد من قبل مبادرة إنترنت مفتوح.

لا توجد قيود حكومية على وصول عامة الناس إلى الإنترنت، ولكن الأدلة تشير إلى أن الحكومة تراقب البريد الإلكتروني الخاص بالمواطنين وكذلك حركة المرور على الإنترنت في محاولة للسيطرة على التقارير المناهضة للحكومة من قبل المدونين المجهولين.
من عام 2006 إلى عام 2014، كانت البلاد تعمل تحت حكومة يقودها الجيش ولم يكن لديها دستور أو برلمان عامل منذ عام 2009. تم تقديم الدستور الجديد في عام 2013، وتعددت الأحزاب في الانتخابات العامة الفيجية عام 2014، أدي إلي استعادة الشكل البرلماني للحكومة. وأثناء النظام العسكري المؤقت، صدرت سلسلة من المراسيم، بما في ذلك مرسوم تعديل النظام العام، والمرسوم الإعلامي، ومرسوم الجريمة. يمنح هذا الأمر الحكومة سلطة احتجاز الأشخاص للاشتباه في «تعريض السلامة العامة للخطر أو الحفاظ على السلام»؛ فقد عرفت الحكومة الإرهاب على أنه أي فعل يهدف إلى الدفع بقضية سياسية أو دينية أو إيديولوجية يمكن «اعتبارها على نحو معقول» على أنها تهدف إلى إرغام حكومة على القيام بعمل ما أو الامتناع عن القيام بعمل ما أو تخويف الجمهور، بالإضافة إلي التشهير الديني والجرائم الاقتصادية. كما يسمح النظام للأفراد العسكريين بتفتيش الأشخاص والمباني دون إذن من المحكمة والتقاط صور فوتوغرافية وبصمات أصابع لأي شخص. يجوز لضباط الشرطة والجيش دخول المباني الخاصة لتفكيك أي اجتماع يعتبر غير قانوني. يحظر المرسوم الإعلامي «الإبلاغ غير المسؤول» وينص على الرقابة الحكومية على وسائل الإعلام. يجب على جميع مستخدمي الهاتف وخدمات الإنترنت تسجيل بياناتهم الشخصية مع مزودي الهاتف والإنترنت، بما في ذلك الاسم وتاريخ الميلاد وعنوان المنزل والبصمة اليسرى وتحديد الهوية.

#### فنلندا

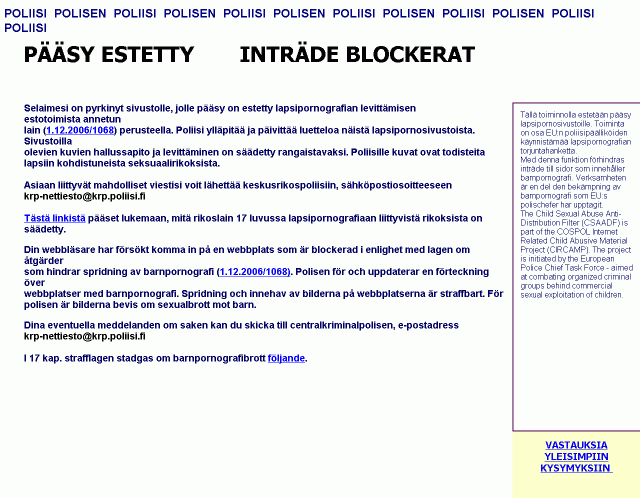
إعلان حظر موقع Lapsiporno.info

- صُنِّفَت كعدم وجود أي دليل على الترشيح في جميع المجالات من قبل مبادرة إنترنت مفتوح في عام 2009.[2] لا يوجد ملف شخصي فردي تابع لـ ONI لفنلندا، ولكنها مدرج في النظرة العامة الإقليمية لبلدان الشمال الأوروبي.[561]

في عام 2006، وضع قانون جديد لحقوق النشر يعرف باسم (Lex Karpela)، والذي يفرض بعض القيود على نشر المعلومات المتعلقة بحماية حقوق النشر.
أيضا في عام 2006، بدأت الحكومة الرقابة على الإنترنت من خلال تسليم مقدمي خدمات الإنترنت الفنلنديين قائمة حجب سرية تحتفظ بها الشرطة الفنلندية. كان تنفيذ الحجب طواعية، لكن بعض مزودي خدمات الإنترنت قاموا بتنفيذها. كان من المفترض أن تحتوي القائمة على مواقع للمواد الإباحية للأطفال فقط، ولكنها انتهت أيضًا، من بين أمور أخرى، إلي حجب موقع (lapsiporno.info)، الذي انتقد التحرك نحو الرقابة والمواقع المدرجة التي تم حجبها.
في عام 2008، بحث تقرير ترعاه الحكومة إنشاء ترشيح مماثل من أجل منع المقامرة عبر الإنترنت.
في عام 2012 قام موفرو خدمة الإنترنت،  بتنفيذ أمر المحكمة بحظر المرور إلى موقع خليج القراصنة.

#### فرنسا
- تم تقييمها علي أنها «حرة» بواسطة فريدوم هاوس في تقارير «الحرية علي الإنترنت»، حيث كان مجموع النقاط عام 2013 (20)، و2014 (20)، و2015 (24).[593][594][595]
- لا يوجد أي دليل وجد علي التصفية في جميع المجالات بواسطة مبادرة إنترنت مفتوح في نوفمبر 2010.[13]
- أدرجت تحت المراقبة من قبل منظمة مراسلون بلا حدود من عام 2011 حتى الوقت الحاضر.[4]

تواصل فرنسا تعزيز حرية الصحافة والخطابة على الإنترنت من خلال السماح بالوصول إلى معظم المحتويات دون تصفية، باستثناء التصفية المحدودة للمواد الإباحية للأطفال ومواقع الويب التي تروج للإرهاب أو العنف العنصري والكراهية. قامت الحكومة الفرنسية باتخاذ العديد من الإجراءات لحماية حقوق مستخدمي الإنترنت، بما في ذلك إقرار قانون الموافقة على حرية التعبير، وقانون الثقة في الاقتصاد الرقمي في عام 2004. ومع ذلك، فإن تمرير القانون الجديد لحقوق النشر يهدد بحظر المستخدمين من الإنترنت نتيجة لبعض الانتهاكات، قد أثار انتقادات كثيرة من المدافعين عن الحرية وكذلك برلمان الاتحاد الأوروبي.
مع تطبيق تشريع ينص على الترشيح الإداري للويب والدفاع عن الإنترنت، كان عام 2010 عامًا صعبًا بالنسبة لحرية الإنترنت في فرنسا. تم استهداف مكاتب عدة لشركات إعلامية على الإنترنت وصحفييها وتم استدعاء الكثير إلي المحكمة والضغط عليهم لتحديد مصادرهم. نتيجة لذلك، تم إضافة فرنسا إلى قائمة مراسلون بلا حدود لـ «البلدان تحت المراقبة».
تم التصديق علي مسودة المشروع التنفيذي في يونيو 2011 لتنفيذ المادة 18 من قانون الثقة في الاقتصاد الرقمي (LCEN)، والذي سيعطي العديد من الوزارات الحكومية الفرنسية السلطة لتقييد المحتوى عبر الإنترنت «في حالة انتهاك الحقوق، ومن أجل الحفاظ على النظام العام، وحماية القاصرين، أو حماية الصحة العامة، أو الحفاظ على مصالح الدفاع الوطني، أو حماية الأشخاص الطبيعيين.» وفقا لفيليكس ترير، محلل سياسي ومحلل قانوني لمجموعة الدفاع عن الحقوق الرقمية، فإن هذه هي «قوة رقابية على الإنترنت ربما لا مثيل لها في العالم الديمقراطي.» رداً على الانتقادات، أعلن وزير الصناعة والاقتصاد الرقمي، إيريك بيسون، في 23 يونيو 2011، أن الحكومة ستعيد صياغة الأمر، وربما تدعو القاضي إلى مراجعة شرعية المحتوى ومدى تناسب التدابير المتخذة ضده. يجب الموافقة على أي أمر تنفيذي من قِبل مجلس الدولة الفرنسي، والذي يجب عليه أن يقرر ما إذا كان من الممكن تمديد ترخيص الرقابة على الإنترنت عن طريق أمر تنفيذي. وقد اقترح أيضًا أنه نظرًا لأن تشريعات التجارة الإلكترونية يجب تضمينها داخل الاتحاد الأوروبي، فإنه يجب مراجعة المسودة من المفوضية الأوروبية.

#### الغابون
لا توجد قيود حكومية على الوصول إلى الإنترنت أو تقارير موثوقة تفيد بأن الحكومة تراقب البريد الإلكتروني أو غرف الدردشة دون إشراف قضائي.
ينص الدستور والقانون على حرية التعبير والصحافة، وتحترم الحكومة عمومًا هذه الحقوق. التشهير والقذف يمكن أن يكون إما جريمة جنائية أو قضية مدنية. وتشمل العقوبات السجن لمدة تتراوح بين شهرين وستة أشهر وغرامات تتراوح بين 500000 و5 ملايين فرنك أفريقي (من 1,008 إلى 10,080 $). وتشمل العقوبات المفروضة على التشهير، وتعطيل النظام العام، والجرائم الأخرى أيضاً تعليق النشر لمدة شهر إلى ثلاثة أشهر لأول جريمة، وما بين ثلاثة وستة أشهر للجرائم المتكررة.
على الرغم من أن الدستور والقانون يحظران التدخل التعسفي في الخصوصية أو الأسرة أو المنزل أو المراسلات، إلا أن الحكومة لا تحترم دائماً هذه المحظورات في الممارسة. يقال إن السلطات تراقب المحادثات الهاتفية الشخصية والبريد الشخصي وحركة المواطنين.

#### ألمانيا
- تم تقييمها علي أنها «حرة» بواسطة فريدوم هاوس في تقارير «الحرية علي الإنترنت»، حيث كان مجموع النقاط عام 2011 (16)، و2012 (15)، و2013 (17)، و2014 (17)، و2015 (18).[603][604][605][606][607]
- لم يتم إدراج أي دليل علي التصفية في جميع المجالات الأربعة (السياسية، والاجتماعية، والصراعات / الأمن، وأدوات الإنترنت) من قبل مبادرة الإنترنت المفتوح في ديسمبر 2010.[13]

في ألمانيا، تفرض طلبات العرض والقيود المفروضة على الوصول في بعض الأحيان على مزودي خدمة الإنترنت الألمان، عادة لحماية القاصرين أو لقمع خطاب الكراهية والتطرف. في أبريل 2009، وقعت الحكومة الألمانية مشروع قانون من شأنه تنفيذ عملية ترشيح واسعة النطاق لمواقع إباحية الأطفال، مع إمكانية التوسع في وقت لاحق. ومع ذلك، تم إلغاء هذا القانون في عام 2011، حيث أن مزودي خدمة الإنترنت يحظرون المواد الإباحية المتعلقة بالأطفال بعد تلقيهم معلومات عنها، وهي حقيقة سبق أن أشارت إليها منظمات حرية الإنترنت والأحزاب السياسية مثل الحزب الديمقراطي الحر قبل سريان القانون.
في حين أن الرقابة ليست منتشرة كثيرًا، فهناك قوانين تسمح بحظر المواقع الهجومية أو وسائل الإعلام على المواقع غير الراغبة في دفع رسوم الترخيص. من الأمثلة المعروفة على هذا النزاع حظر مقاطع فيديو يوتيوب.
على الرغم من إمكانية الوصول إلى مواقع مشاركة الملفات في الغالب، إلا أن الوصول إلى هذه المواقع يتم تنفيذه في كثير من الأحيان بشكل خفي، ويمكن أن يؤدي إلى قيام المستخدم بدفع غرامة قدرها 1000 يورو بسبب انتهاك حقوق الطبع والنشر.
بدءا من عام 2018 بدأت ألمانيا بفرض قانون يتطلب من مواقع التواصل الاجتماعي التحرك بسرعة لإزالة أي «كلام يحض على الكراهية» أو «أخبار مزيفة» أو «مواد غير قانونية». المواقع التي لا تمتثل لهذا القانون قد تواجه غرامات تصل إلى 50 مليون يورو. يمنح القانون الشبكات 24 ساعة من العمل بعد أن يتم إخبارها بمادة خرق القانون. يجادل النقاد بأن الأطر الزمنية القصيرة المقترنة بالغرامات الكبيرة المحتملة ستقود الشبكات الاجتماعية إلى توخي الحذر المفرط وحذف كميات هائلة من المحتوى حتى الأشياء التي هي قانونية تمامًا. كانت هناك مسودة سابقة لمشروع القانون تحظر التشهير برئيس الاتحاد، ولكن تم إزالة البند بعد الانتقادات.

#### غانا
- لم يتم تصنيفها بشكل منفرد من قبل مبادرة الإنترنت المفتوح، ولكن تم تضمينه في النظرة العامة الإقليمية لأفريقيا جنوب الصحراء الكبرى.[181]

لا توجد قيود حكومية على الوصول إلى الإنترنت أو تقارير موثوقة تفيد بأن الحكومة تراقب البريد الإلكتروني أو غرف الدردشة دون إشراف قضائي. يشارك الأفراد والمجموعات في التعبير السلمي عن وجهات النظر عبر الإنترنت، بما في ذلك استخدام البريد الإلكتروني.
على الرغم من أن الدستور والقانون ينصان على حرية التعبير والصحافة، فإن الحكومة تقيد أحيانًا هذه الحقوق. الشرطة تعتقل الصحفيين بشكل تعسفي. بعض الصحفيين يمارسون الرقابة الذاتية. يحظر الدستور التدخل التعسفي في الخصوصية أو الأسرة أو المنزل أو المراسلات، والحكومة تحترم هذه المحظورات في الممارسة.

#### اليونان
لا توجد قيود حكومية على الوصول إلى الإنترنت أو تقارير موثوقة تفيد بأن الحكومة تراقب البريد الإلكتروني أو غرف الدردشة دون إشراف قضائي.
ينص الدستور على حرية التعبير والصحافة، وتحترم الحكومة عمومًا هذه الحقوق في الممارسة. ينص القانون على مقاضاة الأفراد الذين يحرضون عن قصد آخرين على أعمال يمكن أن تثير التمييز أو الكراهية أو العنف ضد الأشخاص على أساس عرقهم أو الذين يعبرون عن أفكار مهينة للأشخاص. من الناحية العملية، لم تتذرع الحكومة بهذه الأحكام. ينص القانون على عقوبات جنائية على التشهير، ولكن في معظم قضايا التشهير الجنائي، أفرجت السلطات عن المتهمين بكفالة في انتظار المحاكمة ولم يقضوا أي وقت في السجن. يحظر الدستور والقانون التدخل التعسفي في الخصوصية أو الأسرة أو المنزل أو المراسلات. ومع ذلك، فإن المنظمات غير الحكومية تشير إلى أن السلطات لا تحترم دائما هذه الأحكام في الممارسة العملية.
في 29 يونيو 2009، أعلن جورج سانيداس، المدعي العام المتقاعد في المحكمة العليا اليونانية، أن «الاتصالات المستندة إلى الإنترنت ليست مشمولة بقوانين الخصوصية الحالية» وبالتالي فهي مفتوحة للمراقبة من قبل الشرطة. مثل هذه المراقبة ستكون، وفقًا لتصريح سانيداس، قانونية تمامًا. بعد هذا الإعلان، ادعى المدونون اليونانيون والخبراء القانونيون والشخصيات البارزة من وسائل الإعلام أن تصريح سانيداس يتناقض مع الدستور اليوناني وقوانين الاتحاد الأوروبي الحالية المتعلقة بخصوصية اتصالات الإنترنت. علاوة على ذلك، تم انتقاده كثيرًا كخطوة أولى نحو الرقابة الكاملة على جميع محتويات الإنترنت.

#### جرينلاند
تعتبر جرينلاند إقليم من مملكة الدنمارك، وتمتلك حكومة منتخبة ديموقراطياً يمكن أن تشمل سلطاتها جميع الأمور باستثناء شؤون الأمن الأجنبي والوطني، وخدمات الشرطة، والمسائل النقدية. يمتلك سكانها نفس الحقوق مثل سكان الدنمارك.
لا توجد قيود حكومية على الوصول إلى الإنترنت أو تقارير موثوقة تفيد بأن الحكومة تراقب البريد الإلكتروني أو غرف الدردشة دون إشراف قضائي. تواصل السلطات استخدام مرشح إنترنت مصمم لمنع استغلال الأطفال إباحيا. لم يؤثر المرشح على المواقع المشروعة في أي حالة معروفة. الدستور الدنماركي]] ينص على حرية التعبير والصحافة مع بعض القيود مثل الحالات التي تشمل استغلال الأطفال إباحيًا، والسب، والكفر، وخطاب الكراهية والعنصرية، وتحترم الحكومة عمومًا هذه الحقوق في الممارس.

#### غواتيمالا
- صنفت تحت بند عدم وجود دليل على التصفية بواسطة مبادرة إنترنت مفتوح في عام 2011.[2]

إن دستور غواتيمالا يحمي حرية الكلام، وحرية الصحافة، والخصوصية الفردية، إلا أن المسؤولين الحكوميين ينتهكون هذه الحقوق بشكل روتيني. لقد أحدثت الإصلاحات الدستورية الأخيرة تقنيناً لآليات مراقبة إلكترونية مختلفة تهدد الخصوصية على الإنترنت. ويسمح قانون حماية الأطفال والمراهقين بتقييد المحتوى للأطفال الذين تقل أعمارهم عن 18 عامًا إذا ما كان ضارًا بتنشأتهم. يطلب من المنافذ الإعلامية ومنظمي الفعاليات العامة تقييم وتصنيف المحتوى المبرمج وفقًا لهذا القانون. يحظر قانون التعبير عن الفكر التشهير والافتراء والخيانة، وينص على أن صاحب أي منشور يحتوي على رأي يعتبره القضاء مخربًا أو مهينًا أخلاقياً أو «غير محترم»، فإنه قد يكون عرضة للعقاب. إن قانون التعبير عن الفكر يطلب من الصحف التي تنسب بشكل خاطئ تصرفات أو تنشر معلومات كاذبة عن أشخاص أو كيانات، أن تنشر أي تصحيحات أو تفسيرات يرسلها إليهم أولئك المتهمون زوراً. في حالات المواد المطبوعة التي تشمل الخيانة، أو التخريب، أو «الإضرار بالأخلاق»، أو القذف والتشهير، فقد تخضع الجرائد للمحاكمة من قبل هيئة المحلفين؛ ويجوز استئناف القرارات في غضون 48 ساعة. ينص قانون النظام العام على أنه إذا أعلنت الحكومة أن البلد «في حالة حصار»، يجب على الصحفيين «الامتناع عن نشر أي شيء قد يسبب الارتباك أو الذعر».

#### غينيا
لا توجد قيود حكومية على الوصول إلى الإنترنت أو تقارير موثوقة تفيد بأن الحكومة تراقب البريد الإلكتروني أو غرف الدردشة دون إشراف قضائي. استخدام الإنترنت منخفض للغاية، حيث بلغت نسبة المستخدمين 1.5٪ فقط من السكان في عام 2012 ونتيجة لذلك، تلعب الإنترنت دورًا صغيرًا جدًا في الحياة السياسية أو الاقتصادية للبلاد.
ينص الدستور والقانون على حرية التعبير وللصحافة، لكن الحكومة، مع ذلك، تقيد هذه الحريات. القذف والتشهير ضد رئيس الدولة يخضع لغرامات باهظة. على الرغم من أن الدستور والقانون ينصان على حرمة المنازل وعمليات التفتيش القانونية تتطلب مذكرات تفتيش قضائية، فقد ورد أن الشرطة تتجاهل الإجراءات القانونية في ملاحقة المشتبه بهم جنائياً أو عندما تخدم مصالحهم الشخصية.

#### غينيا بيساو
لا توجد قيود حكومية على الوصول إلى الإنترنت أو تقارير موثوقة تفيد بأن الحكومة تراقب البريد الإلكتروني أو غرف الدردشة دون إشراف قضائي. استخدام الإنترنت منخفض للغاية، حيث بلغت نسبة المستخدمين 2.9٪ فقط من السكان في عام 2012 ونتيجة لذلك لا يلعب الإنترنت سوى دور صغير في الحياة السياسية أو الاقتصادية للبلاد.
ينص الدستور والقانون على حرية التعبير والصحافة؛ ومع ذلك، هناك تقارير تفيد بأن الحكومة لا تحترم دائمًا هذه الحقوق. يحظر الدستور والقانون التدخل التعسفي في الخصوصية أو الأسرة أو المنزل أو المراسلات، لكن الحكومة لا تحترم دائماً هذه المحظورات في الممارسة. تتجاهل الشرطة بشكل روتيني حقوق الخصوصية والحماية أثناء التفتيش والضبط.

#### غيانا
لا توجد قيود حكومية على الوصول إلى الإنترنت أو تقارير موثوقة تفيد بأن الحكومة تراقب البريد الإلكتروني أو غرف الدردشة دون إشراف قضائي.
ينص القانون على حرية التعبير بما في ذلك لأعضاء الصحافة، وتحترم الحكومة عمومًا هذا الحق في الممارسة. يستخدم المسؤولون الحكوميون قوانين التشهير لقمع الانتقادات. يحظر القانون التدخل التعسفي في الخصوصية أو الأسرة أو المنزل أو المراسلات، وتحترم الحكومة عمومًا هذه المحظورات في الممارسة. يسمح قانون عام 2008 باعتراض الاتصالات من خلال أمر قضائي صادر من القاضي، باستثناء حالات الطوارئ الوطنية.

#### هايتي
لا توجد قيود حكومية على الوصول إلى الإنترنت أو تقارير موثوقة تفيد بأن الحكومة تراقب البريد الإلكتروني أو غرف الدردشة دون إشراف قضائي. بغض النظر عن أن تأثير ذلك بسيط جداً، حيث إن أقل من 4.8٪ من البلد لديه إمكانية الوصول إلى جهاز كمبيوتر أو جهاز محمول.
ينص القانون على حرية التعبير والصحافة، وتحترم الحكومة والمسؤولون المنتخبون عمومًا هذه الحقوق في الممارسة. يشتكي الصحفيون من دعاوى قذف قضائية تهدد بها الحكومة الصحافة بسبب التصريحات التي يتم الإدلاء بها حول الموظفين العموميين أو الشخصيات الخاصة في الساحة العامة. يمارس بعض الصحفيين الرقابة الذاتية على قصص تتعلق بالاتجار بالمخدرات أو مزاعم بالفساد التجاري والفساد السياسي، ويرجع ذلك على الأرجح إلى الأنماط السابقة للعقاب ضد النشطاء والصحفيين العاملين في إعداد التقارير الاستقصائية. يحظر القانون التدخل التعسفي في الخصوصية أو الأسرة أو المنزل أو المراسلات، لكن الحكومة لا تحترم دائماً هذه المحظورات في الممارسة.

#### هندوراس
لا توجد قيود حكومية على الوصول إلى الإنترنت أو تقارير موثوقة تفيد بأن الحكومة تراقب البريد الإلكتروني أو غرف الدردشة دون إشراف قضائي. ينص الدستور والقوانين على حرية التعبير والصحافة، وتحترم الحكومة عمومًا هذه الحقوق في الممارسة. يحظر الدستور والقانون عمومًا التدخل التعسفي في الخصوصية أو الأسرة أو المنزل أو المراسلات.
استمرت التقارير عن مضايقة الصحفيين والمراسلين الاجتماعيين (الأشخاص الذين لا يعملون كصحفيين، ولكنهم يعملون كمدونين أو يجرون التوعية العامة للمنظمات غير الحكومية) في الارتفاع. كانت هناك أيضا تقارير متعددة من التخويف والتهديد لأعضاء وسائل الإعلام وأسرهم. صرح أعضاء وسائل الإعلام والمنظمات غير الحكومية بأن الصحافة تمارس الرقابة الذاتية بسبب الخوف من الجريمة المنظمة.

#### المجر
- تم تقييمها علي أنها «جزئياً» بواسطة فريدوم هاوس في تقارير «الحرية علي الإنترنت»، حيث كان مجموع النقاط عام 2012 (19)، 2013 (23)، 2014 (24)، 2015 (24).[629][630][631][632]
- لا توجد بيانات قطرية خاصة بـ ONI، ولكن لا تظهر أي أدلة في جميع المجالات (السياسية، والاجتماعية، والصراعات / الأمن، وأدوات الإنترنت) على خرائط تصفية الإنترنت العالمية لـ ONI.[550]

لا توجد قيود حكومية على الوصول إلى الإنترنت أو تقارير موثوقة تفيد بأن الحكومة تراقب البريد الإلكتروني أو غرف الدردشة دون إشراف قضائي.يشارك الأفراد والمجموعات في التعبير السلمي عن وجهات النظر عبر الإنترنت، بما في ذلك استخدام البريد الإلكتروني.
ينص الدستور والقانون على حرية التعبير والصحافة، وتحترم الحكومة عمومًا هذه الحقوق في الممارسة. يحظر الدستور والقانون التدخل التعسفي في الخصوصية أو الأسرة أو المنزل أو المراسلات، وتحترم الحكومة عمومًا هذه المحظورات في الممارسة.

#### أيسلندا
- لم يتم تصنيفه بشكل منفرد من قبل ONI، ولكن تم تضمينها في النظرة العامة الإقليمية لدول الشمال.[561]

الرقابة محظورة بموجب الدستور الأيسلندي وهناك تقليد قوي في حماية حرية التعبير يمتد إلى استخدام الإنترنت. ومع ذلك، فإن الأسئلة حول أفضل الطرق لحماية الأطفال ومكافحة الإرهاب ومنع التشهير وحماية حقوق النشر مستمرة في آيسلندا كما هي في معظم أنحاء العالم.
الدول الاسكندنافية الخمسة - الدنمارك، وفنلندا، والنرويج، والسويد، وأيسلندا - هم لاعبين أساسيين في المعركة الأوروبية بين ناشري الملفات، وأصحاب الحقوق، ومزودي خدمة الإنترنت. وبينما تحدد كل دولة مصيرها، فإن وجود الاتحاد الأوروبي محسوس في جميع الخلافات القانونية والقضايا. أيسلندا، في حين أنها ليست عضوًا في الاتحاد الأوروبي، فهي جزء من المنطقة الاقتصادية الأوروبية (EEA)، ووافقت على سن تشريعات مماثلة لتلك التي تم تمريرها في الاتحاد الأوروبي في مجالات مثل حماية المستهلك وقانون الأعمال.
يستخدم مقدمو خدمات الإنترنت في أيسلندا المرشحات لمنع مواقع الويب التي تنشر المواد الإباحية عن الأطفال. مقدمو خدمات الإنترنت في أيسلندا بالتعاون مع منظمة بارنهيل لحماية الأطفال يشاركون في مشروع الاتحاد الدولي للخطوط الساخنة علي الإنترنت. يتم الإبلاغ عن الروابط المشبوهة من قِبل المؤسسات وعامة الجمهور ويتم نقلها إلى السلطات المختصة للتحقق منها.
في عامي 2012 و2013، اقترح أوغموندور جوناسون، وزير الداخلية، مشروعي قانون إلى البرلمان الأيسلندي من شأنهما الحد من وصول آيسلندا إلى الإنترنت. القيود المقترحة كانت أولاً على القمار وثانياً على المواد الإباحية. لم يتم تمرير أي من المشروعين من قبل البرلمان وتم تشكيل حكومة جديدة بعد الانتخابات البرلمانية التي أجريت في 27 أبريل 2013.

#### العراق
- لم يتم إدراج أي دليل علي التصفية في جميع المجالات الأربعة (السياسية، والاجتماعية، والصراعات / الأمن، وأدوات الإنترنت) من قبل مبادرة الإنترنت المفتوح في أغسطس 2009.[639]

لا توجد قيود حكومية على الوصول إلى الإنترنت أو تقارير موثوقة تفيد بأن الحكومة تراقب البريد الإلكتروني أو غرف الدردشة دون إشراف قضائي. تشير المنظمات غير الحكومية إلى أن الحكومة تراقب البريد الإلكتروني وغرف الدردشة ومواقع الشبكات الاجتماعية عبر مزودي خدمة الإنترنت المحليين.
ينص الدستور عمومًا على حق حرية التعبير، شريطة ألا ينتهك النظام العام والأخلاق أو يعبر عن دعمه للحزب المحظور (حزب البعث). من الناحية العملية، فإن القيود الأساسية المفروضة على ممارسة هذه الحقوق على المستوى الفردي والإعلامي هي الرقابة الذاتية بسبب الخوف الحقيقي من الأعمال الانتقامية من جانب الحكومة، والأحزاب السياسية، والقوى العرقية والطائفية، والجماعات الإرهابية المتطرفة، أو العصابات الإجرامية. التشهير والقذف هي جرائم بموجب قانون العقوبات وقانون المطبوعات لعام 1968 مع عقوبات تصل إلى سبع سنوات سجن لإهانة الحكومة.
ينص الدستور على أنه لا يجوز للسلطات دخول المنازل أو تفتيشها إلا بأمر قضائي. كما يحظر الدستور التدخل التعسفي في الخصوصية. من الناحية العملية، غالباً ما تدخل قوات الأمن المنازل دون أوامر تفتيش، وتتخذ تدابير أخرى تتدخل في الخصوصية والأسرة والمراسلات.

#### أيرلندا
- لا تصنف بشكل منفرد من قبل مبادرة إنترنت مفتوح.

تعتبر الرقابة على الإنترنت في أيرلندا قضية مثيرة للجدل مع إدخال سياسة الاستجابة المتدرجة في عام 2008 متبوعة بجهد كبير لمنع بعض مواقع مشاركة الملفات ابتداء من فبراير 2009. وقد تم إنشاء حملات شعبية بما في ذلك «أيرلندا السوداء» و«مقاطعة إيركوم» للاحتجاج على الرقابة.
لا توجد قيود حكومية على الوصول إلى الإنترنت أو تقارير موثوقة تفيد بأن الحكومة تراقب البريد الإلكتروني أو غرف الدردشة دون إشراف قضائي. يمكن للأفراد والمجموعات المشاركة في التعبير عن وجهات النظر عبر الإنترنت، بما في ذلك عن طريق البريد الإلكتروني. ينص القانون الأيرلندي على حرية التعبير بما في ذلك لأعضاء الصحافة، وتحترم الحكومة عمومًا هذه الحقوق في الممارسة. تعمل الصحافة المستقلة، والقضاء العادل، والنظام السياسي الديمقراطي بشكل مشترك لضمان حرية التعبير والصحافة.
في الوقت الحالي، تستخدم شركة Eircom برنامج "Three-strikes" للمستخدمين الذين يحاولون الوصول إلى المواقع المحجوبة.

#### إسرائيل
- لم يتم إدراج أي دليل علي التصفية في جميع المجالات الأربعة (السياسية، والاجتماعية، والصراعات / الأمن، وأدوات الإنترنت) من قبل مبادرة الإنترنت المفتوح في أغسطس 2009.[13]

اقترح اليهود الأرثوذكس في إسرائيل تشريعات رقابية على الإنترنت لن تسمح بالوصول إلى مواقع الإنترنت الإباحية إلا للمستخدمين الذين يعتبرون أنفسهم كبالغين ويطلبون ألا يخضعوا للتصفية. في فبراير 2008، صدر القانون،  ومع ذلك، فقد رفضته لجنة التشريع الحكومية في 12 يوليو 2009.

#### إيطاليا
- تم تقييمها علي أنها «حرة» بواسطة فريدوم هاوس في تقارير «الحرية علي الإنترنت»، حيث كان مجموع النقاط عام 2011 (26)، 2012 (23)، 2013 (23)، 2014 (22)، 2015 (23).[646][647][648][649][650]
- تم ادراجها من قبل مبادرة إنترنت مفتوح في ديسمبر 2010 تحت بند الرقابة الانتقائية في المجالات الاجتماعية والسياسية من قبل ONI في ديسمبر 2010.[13]

يتم تطبيق تصفية الإنترنت في إيطاليا ضد الإباحية للأطفال،  والمقامرة، وبعض مواقع الويب P2P. لا يمكن الوصول إلى موقع خليج القراصنة في إيطاليا،  حيث تم حظره مباشرة بواسطة مزودي خدمة الإنترنت. يشير الحكم المثير للجدل الذي أصدرته محكمة بيرغامو والذي أقرته المحكمة العليا في وقت لاحق، بالحظر، أنه كان ضروريًا لمنع انتهاك حقوق الطبع والنشر. يتم تطبيق التصفية المطلقة على مواقع الويب للمقامرة التي ليس لديها ترخيص محلي للعمل في إيطاليا. يمنع قانون مكافحة الإرهاب، الذي تم تعديله في عام 2005 من قبل وزير الداخلية الإيطالي جوزيبي بيسانو بعد الهجمات الإرهابية والتفجيرات في مدريد في 2004 وتفجيرات لندن في 7 يوليو 2005، فتح نقطة لاسلكية للإنترنت s. في أغسطس 2013، تمت إزالة القيود المفروضة على اتصال Wi-Fi إلى حد كبير.

#### ساحل العاج
لا توجد قيود حكومية على الوصول إلى الإنترنت أو تقارير موثوقة تفيد بأن الحكومة تراقب البريد الإلكتروني أو غرف الدردشة دون إشراف قضائي. تسمح السلطات للصحف بنشر محتواها الكامل على الإنترنت. استخدام الإنترنت في البلاد منخفض ولا يلعب الإنترنت دورًا كبيرًا في الحياة السياسية أو الاقتصادية للبلاد.
ينص الدستور والقانون على حرية التعبير والصحافة؛ ومع ذلك، هناك قيود محدودة على حرية الصحافة. يحظر القانون التحريض على العنف والكراهية العرقية، والتمرد، وإهانة رئيس الدولة، أو غيره من كبار أعضاء الحكومة. ويعاقب على القذف الجنائي بالسجن لمدة تتراوح بين سنة وثلاث سنوات. ويعاقب على القذف الذي يعتبر أنه يهدد المصلحة الوطنية بالسجن لمدة تتراوح بين ستة أشهر وخمس سنوات.
ينص الدستور والقانون على الحقوق التي تحمي من التدخل التعسفي في الخصوصية أو الأسرة أو المنزل أو المراسلات، لكن الحكومة لا تحترم دائمًا هذه الحقوق في الممارسة.

#### جامايكا
لا توجد قيود حكومية على الوصول إلى الإنترنت أو تقارير موثوقة تفيد بأن الحكومة تراقب البريد الإلكتروني أو غرف الدردشة دون إشراف قضائي.
ينص القانون على حرية التعبير والصحافة، وتحترم الحكومة عمومًا هذه الحقوق في الممارسة. وسائل الإعلام المستقلة نشطة وتعبر عن مجموعة واسعة من وجهات النظر دون قيود. على الرغم من أن الدستور يحظر التدخل التعسفي في الخصوصية أو الأسرة أو المنزل أو المراسلات، إلا أن الشرطة تجري عمليات تفتيش دون إذن قضائي.
أقر مجلس النواب في جامايكا قانونًا بعدم تجريم التشهير والقذف في نوفمبر 2013 بعد موافقة مجلس الشيوخ بالإجماع في يوليو الماضي. استغرق الأمر ست سنوات لتعديل قوانين التشهير والقذف، والتي كان يعاقب عليها بالسجن.

#### اليابان
- تم تقييمها علي أنها «حرة» بواسطة فريدوم هاوس في تقارير «الحرية علي الإنترنت»، حيث كان مجموع النقاط عام 2013 (22)، 2014 (22)، 2015 (22)، 2016 (22)، 2017 (23).[665][666][667][668][669]
- لا تصنف بشكل منفرد من قبل مبادرة إنترنت مفتوح، [2] ولا تظهر في قوائم مراسلون بلا حدود.[4]

ينص القانون الياباني على حرية التعبير والصحافة، وتحترم الحكومة هذه الحقوق في الممارسة. تمتد هذه الحريات لتشمل التعبير على الإنترنت. تتضافر الصحافة المستقلة والقضاء الفعال ونظام سياسي ديمقراطي فعال لضمان هذه الحقوق. لا تقيد الحكومة أو تعيق الوصول إلى الإنترنت أو تمنع المحتوى عبر الإنترنت، ولا توجد تقارير موثوقة تفيد بأن الحكومة تراقب الاتصالات الخاصة عبر الإنترنت دون سلطة قانونية مناسبة. يمكن الوصول إلى الإنترنت واستخدامه على نطاق واسع. في حين لا توجد رقابة علنية ولا توجد قيود على المحتوى، إلا أن هناك مخاوف من أن تشجع الحكومة بشكل غير مباشر ممارسات الرقابة الذاتية. استنتج مراسلون بلا حدود أن الرقابة الذاتية على وسائل الإعلام قد ارتفعت استجابة للتغيرات القانونية وانتقاد الحكومة.
تقرير فريدوم هاوس «الحرية في العالم لعام 2017» يشير إلى أن «الوصول إلى الإنترنت غير مقيد» في اليابان،  بينما تشير تقارير «الحرية على شبكة الإنترنت 2017» إلى «حالة حرية الإنترنت» في اليابان بأنها «حرة». يقوم مقدمو خدمات الإنترنت بتصفح المواد الإباحية الخاصة بالأطفال، ويقدم العديد منهم للوالدين خيار تصفية المحتويات غير الأخلاقية الأخرى لحماية مستخدمي الإنترنت الشباب. يتم إخفاء صور الأعضاء التناسلية لعن مستخدمي الإنترنت على أساس المادة 175 من قانون العقوبات، الذي يحكم الفاحشة.
- يقضي قانون حدود مسؤولية مقدم الخدمة لعام 2001 بتوجيه مقدمي خدمة الإنترنت لإنشاء إطار ذاتي التنظيم لتنظيم طلبات الإزالة التي تتضمن محتوى غير قانوني أو مثير للاعتراض والتشهير وانتهاك الخصوصية وانتهاك حقوق الطبع والنشر. في السنوات الأخيرة، ركزت عمليات إزالة المحتوى على الكلام الذي يحض على الكراهية والمحتوى الفاحش، بما في ذلك المواد الإباحية المتعلقة بالأطفال، والصور الصريحة التي تمت مشاركتها دون موافقة أصحاب حقوق النشر.[669]
- صدر في عام 2003 تشريع يجرم استخدام الإنترنت في المواد الإباحية المتعلقة بالأطفال وتصفح الجنس من القصر.[672]
- كان الكلام محدودًا ومراقباً لمدة اثني عشر يومًا قبل انتخابات ديسمبر 2012 بموجب قانون يحظر الحملات عبر الإنترنت. ألغت السلطة التشريعية القانون في أبريل 2013، لكنها أبقت القيود على البريد الإلكتروني للحملة.[665]
- إن التعديلات على قانون حقوق الطبع والنشر في عام 2012 تجرّم عمداً المحتوى الذي ينتهك حقوق الطبع والنشر. كانت هناك دعوات للحصول على عقوبات مدنية وليس جنائية في مثل هذه الحالات. قد يعاقب تنزيل هذا المحتوى بالسجن لمدة تصل إلى عامين.[665]
- انتشر خطاب مناهضة الكراهية ضد الكوريين والصينيين على الإنترنت في عامي 2012 و2013 وسط خلافات إقليمية في العالم الحقيقي.[665]
- في عام 2013، قام قانون أمن الدولة الجديد بتجريم كل من التسريب ونشر أسرار وطنية محددة عمومًا بغض النظر عن النية أو المحتوى. قالت لجنة حقوق الإنسان التابعة للأمم المتحدة في يوليو 2014 إن التشريع وضع «تعريفاً غامضاً وواسعاً للأمور التي يمكن تصنيفها على أنها سرية» مع «عقوبات جنائية عالية يمكن أن تولد أثراً مرعباً على أنشطة الصحفيين والمدافعين عن حقوق الإنسان».[669]
- يتطلب قانون 2014 التعامل مع المواقع الإباحية بواسطة مزودي خدمات الإنترنت، ويجب الامتثال لطلبات الإزالة في غضون يومين.[669]
- في أبريل 2016 قال مقرر الأمم المتحدة المعني بالحق في حرية الرأي والتعبير «إن استقلال الصحافة يواجه تهديدات خطيرة». وأشار إلى «الحماية القانونية الضعيفة، والقانون الجديد المصمم خصيصًا، والضغط الحكومي المستمر».[670]

#### كينيا
- تم تقييمها علي أنها «حرة جزئياً» بواسطة فريدوم هاوس في تقارير «الحرية علي الإنترنت»، حيث كان مجموع النقاط عام 2009 (34)، و2011 (32).[673][674] The rating improved to "free" in 2012 (29), 2013 (28), 2014 (28), and 2015 (29).[675][676][677][678]
- لا يوجد ملف تعريف وطني لـ مبادرة إنترنت مفتوح لكينيا.[13]

لا تستخدم الحكومة الترشيح التقني أو أي نظام رقابة إداري لتقييد الوصول إلى المحتوى السياسي أو غيره. لا توجد قيود حكومية على الوصول إلى الإنترنت، ولكن خدمات الإنترنت محدودة في المناطق الريفية بسبب نقص البنية التحتية. في عام 2008، استخدم ما يقرب من 8.6٪ فقط من الكينيين الإنترنت. بحلول عام 2012 ارتفع هذا الرقم إلى 32.1 ٪.
يحمي الدستور حرية الرأي و«حرية التعبير عن الأفكار والمعلومات». ومع ذلك، فإنه يمنح الحكومة أيضًا السلطة للمعاقبة علي التشهير، وحماية بعض المعلومات، وتقييد حرية التعبير للمصلحة العامة أو النظام العام أو الأخلاق العامة أو الصحة العامة. في يناير 2009، أصدرت الحكومة قانون تعديل الاتصالات المثير للجدل الذي ينص على أن أي شخص ينشر أو ينقل أو يتسبب في نشر أي معلومات فاحشة أو مسيئة، فإنه يرتكب جريمة.
في يوليو 2009 أعلنت الحكومة أن جميع مستخدمي الهاتف الخلوي كان عليهم تزويد الحكومة باسمهم ورقم هويتهم. تنطبق هذه اللائحة على المواطنين الذين يصلون إلى الإنترنت من خلال الخدمات المستندة إلى الهاتف الخلوي كذلك.

#### لاوس
لاوس مدرجة في مبادرة الإنترنت المفتوح (ONI) ضمن النظرة العامة الإقليمية لآسيا (2009). لم تعثر مبادرة إنترنت مفتوح على أي دليل على تصفية الإنترنت في المجالات السياسية، والاجتماعية، والصراعات / الأمن، وأدوات الإنترنت استناداً إلى الاختبار الذي تم إجراؤه في عام 2011.
عدد قليل جدا من المنازل لديها الوصول إلى الإنترنت؛ حيث يعتمد معظم المستخدمين غير التجاريين على مقاهي الإنترنت الموجودة بشكل رئيسي في المناطق الحضرية الكبيرة. أفاد الاتحاد الدولي للاتصالات أن مستخدمي الإنترنت بلغ عددهم حوالي 11 في المائة من سكان البلد في عام 2012.
تسيطر الحكومة على خوادم الإنترنت المحلية وترصد بشكل متقطع استخدام الإنترنت، ولكن بحلول نهاية عام 2012 لم تكن لديها القدرة على منع الوصول إلى مواقع الويب. طورت السلطات بنية تحتية لتوجيه حركة مرور الإنترنت من خلال بوابة واحدة، مما مكنها من مراقبة المحتوى وتقييده. ومع ذلك، يبدو أنهم لم يستخدموا هذه القدرة المتزايدة حتى نهاية عام 2012. ويحمي القانون عمومًا الخصوصية، بما في ذلك خصوصية البريد والمراسلات الإلكترونية، لكن الحكومة ما زالت تنتهك هذه الحماية القانونية عندما يكون هناك تهديد أمني. تسمح القوانين الأمنية للحكومة بمراقبة تحركات الأفراد والاتصالات الخاصة، بما في ذلك عبر الهواتف المحمولة والبريد الإلكتروني.

#### لاتفيا
- لا توجد بيانات خاصة بـ مبادرة إنترنت مفتوح عن لاتفيا، ولكن لا تظهر أي أدلة علي التصفية في جميع المجالات (السياسية، والاجتماعية، والصراعات / الأمن، وأدوات الإنترنت) على خرائط تصفية الإنترنت العالمية لـ ONI.[550]

ينص الدستور والقانون على حرية الكلام والصحافة. لا توجد قيود حكومية على الوصول إلى الإنترنت أو تقارير موثوقة تفيد بأن الحكومة تراقب البريد الإلكتروني أو غرف الدردشة دون إشراف قضائي. يشارك الأفراد والمجموعات في التعبير السلمي عن وجهات النظر عبر الإنترنت. ووفقًا لإحصاءات الاتحاد الدولي للاتصالات لعام 2009، استخدم 67٪ تقريبًا من سكان البلاد الإنترنت.
في سبتمبر 2010، قامت مكتب مكافحة الفساد التابع للحكومة، والذي يطبق قوانين الحملة، بإزالة فيلم ساخر بعنوان (The Last Bear Slayer)، من قائمة التشغيل حسب الطلب لمزود الكبل المملوك جزئيا للدولة. منظمة مراسلون بلا حدود اتهمت الحكومة بأن الحظر شكل رقابة غير لائقة، لكنها أشارت إلى عدم فاعلية ما قامت به الحكومة لأن الفيلم كان متاحًا على نطاق واسع على الإنترنت.

#### ليسوتو
ينص الدستور والقانون على حرية الكلام والصحافة. لا توجد قيود حكومية على الوصول إلى الإنترنت أو تقارير موثوقة تفيد بأن الحكومة تراقب البريد الإلكتروني أو غرف الدردشة دون إشراف قضائي. لا يتوفر الإنترنت على نطاق واسع وغير موجود تقريبًا في المناطق الريفية بسبب نقص البنية التحتية للاتصالات وارتفاع تكلفة الوصول.
ينص الدستور والقانون على حرية التعبير، طالما أنها لا تتعارض مع «الأمن، أو السلامة العامة، أو النظام العام، أو الأخلاق العامة، أو الصحة العامة». تحترم الحكومة عمومًا هذا الحق. يحظر القانون التعبير عن أي كلام يحض على الكراهية أو الاحتقار لأي شخص بسبب الانتماء العرقي أو الجنس أو الإعاقة أو اللون.

#### ليبيريا
ا توجد قيود حكومية على الوصول إلى الإنترنت أو تقارير موثوقة تفيد بأن الحكومة تراقب البريد الإلكتروني أو غرف الدردشة دون إشراف قضائي.
ينص الدستور على حرية التعبير والصحافة، وتحترم الحكومة عمومًا هذه الحقوق في الممارسة. يحظر الدستور التدخل التعسفي في الخصوصية أو الأسرة أو المنزل أو المراسلات، وتحترم الحكومة عمومًا هذه المحظورات في الممارسة.

#### ليتوانيا
لا توجد قيود حكومية على الوصول إلى الإنترنت أو تقارير موثوقة تفيد بأن الحكومة تراقب البريد الإلكتروني أو غرف الدردشة دون إشراف قضائي. عمومًا، ينخرط الأفراد والجماعات في التعبير الحر عن وجهات النظر عبر الإنترنت، بما في ذلك استخدام البريد الإلكتروني، لكن السلطات تلاحق الأشخاص الذين ينشرون مواد علنية على الإنترنت تعتبرها السلطات كلامًا يحرض على الكراهية .
ينص الدستور على حرية التعبير والصحافة، وتحترم الحكومة عمومًا هذه الحقوق في الممارسة. ومع ذلك، فإن التعريف الدستوري لحرية التعبير لا يحمي أفعالًا معينة، مثل التحريض على الكراهية القومية أو العنصرية أو الدينية أو الاجتماعية أو العنف أو التمييز أو الافتراء والتضليل. التشهير والقذف جريمة يعاقب عليها بغرامة أو بالسجن لمدة تصل إلى سنة واحدة، أو حتى سنتين. في حين أنه من غير القانوني نشر المواد الغير مناسبة للقصر أو المعلومات التي تروّج للاعتداء الجنسي أو التحرش الجنسي بالقصر، أو الترويج للعلاقات الجنسية، فإن القانون لا يتم التذرع به في الغالب ولا يوجد مؤشرات تدل على أنه يؤثر سلبًا على حرية الإعلام.

#### جمهورية مقدونيا
لا توجد قيود حكومية على الوصول إلى الإنترنت أو تقارير موثوقة تفيد بأن الحكومة تراقب البريد الإلكتروني أو غرف الدردشة دون إشراف قضائي.
ينص الدستور على حرية التعبير والصحافة؛ ومع ذلك، لا تحترم الحكومة دائمًا هذه الحقوق في الممارسة. يحظر القانون الكلام الذي يحرض علي الكراهية القومية أو الدينية أو العرقية، وينص على عقوبات على المخالفات. يحظر القانون التدخل التعسفي في الخصوصية أو الأسرة أو المنزل أو المراسلات، وتحترم الحكومة عمومًا هذه المحظورات في الممارسة.

#### مدغشقر
لا توجد قيود حكومية على الوصول إلى الإنترنت أو تقارير موثوقة تفيد بأن الحكومة تراقب البريد الإلكتروني أو غرف الدردشة دون إشراف قضائي. ومع ذلك، أدلى وزير الاتصالات بعدة تصريحات طوال عام 2012 حول تقييد الإنترنت.
تستخدم الجماعات السياسية والأحزاب والناشطون الإنترنت على نطاق واسع من أجل تطوير أجنداتهم، وتبادل الأخبار، وانتقاد الأحزاب الأخرى. على الرغم من وجود مزاعم بتخريب فني لبعض مواقع الويب، فإن الإنترنت يعتبر من بين مصادر المعلومات الأكثر موثوقية، حيث أن العديد من خوادم الإنترنت كانت خارج البلاد ولا يمكن تنظيمها من قبل النظام.
ينص الدستور والقانون على حرية التعبير والصحافة، لكن النظام الواقعي والعناصر الفاعلة العسكرية تعرقل بشكل نشط ومنظم ممارسة حرية التعبير والصحافة. يحظر القانون التدخل التعسفي في الخصوصية أو الأسرة أو المنزل أو المراسلات، ولكن المنازل وأماكن العمل الخاصة بمجموعات المعارضة تخضع لعمليات تفتيش تعسفية دون إذن قضائي.

#### منغوليا
- منغوليا لا تصنف بشكل منفرد من قبل مبادرة إنترنت مفتوح، [2] ولا في تقرير فريدوم هاوس «الحرية علي شبكة الإنترنت 2013»،[9] ولا تظهر في قوائم مراسلون بلا حدود.[4]

لا توجد قيود حكومية على الوصول إلى الإنترنت. يحظر القانون الجنائي والدستور التدخل التعسفي في الخصوصية أو الأسرة أو المنزل أو المراسلات، ومع ذلك، هناك تقارير عن المراقبة الحكومية، والتنصت على المكالمات، ومراقبة حساب البريد الإلكتروني. يشارك الأفراد والمجموعات في التعبير السلمي عن وجهات النظر عبر الإنترنت، بما في ذلك عن طريق البريد الإلكتروني. وبينما لا توجد رقابة رسمية من قبل الحكومة، فإن الصحفيين كثيراً ما يشكون من المضايقة والترهيب.
الرقابة علي المعلومات العامة محظورة بموجب قانون حرية الإعلام لعام 1998، لكن قانون أمن الدولة لعام 1995 يحد بشدة من الوصول إلى المعلومات الحكومية. تم إصدار قانون شفافية المعلومات والحق في المعلومات في يونيو 2011، مع تفعيل التشريع في ديسمبر 2011. لا يزال مستخدمو الإنترنت قلقين بشأن لائحة فبراير 2011، «الشروط العامة والمتطلبات على المحتوى الرقمي»، من قبل لجنة تنظيم الاتصالات، التي تقيد المحتوى الفاحش وغير المناسب دون تعريفه صراحة وتطلب من مواقع الويب الشهيرة جعل عناوين الـIP الخاصة بالمستخدمين مرئية عمومًا.

#### الجبل الأسود
لا توجد قيود حكومية على الوصول إلى الإنترنت. وإلى أن تم الأمر بعدم تنفيذ ذلك في مارس 2011، فإن أحد مقدمي خدمات الإنترنت الرئيسيين في البلد قد منح الشرطة إمكانية الوصول المباشر إلى جميع أشكال الاتصالات المحمولة على خوادمها. من غير المعروف ما إذا كانت السلطات قد استخدمت هذا الإمكانية لمراقبة البريد الإلكتروني أو مواقع الويب أو غرف الدردشة. لا يوجد أي دليل على أن الحكومة تجمع أو تكشف عن معلومات شخصية محددة عن الأفراد بناءً على تعبير الفرد السلمي عن رأي أو معتقد سياسي أو ديني أو عقائدي.
ينص الدستور والقانون على حرية التعبيرو الصحافة، لكن هناك بعض القيود. يجرم القانون التحريض على الكراهية والتعصب على أسس قومية وعرقية ودينية، وقد جرت ملاحقات قضائية على هذه الأسس.
يحظر الدستور والقانون التدخل التعسفي في الخصوصية أو الأسرة أو المنزل أو المراسلات دون موافقة المحكمة أو الضرورة القانونية، ويحظر على الشرطة البحث أو إجراء عمليات سرية أو مراقبة دون أمر قضائي. ومع ذلك فإن وكالة الأمن القومي تستخدم التنصت والمراقبة على نحو غير ملائم ضد أحزاب المعارضة والمجتمع الدولي والمنظمات غير الحكومية والمجموعات الأخرى التي لا تتمتع بسلطة قانونية مناسبة. زعمت المنظمات غير الحكومية أن الشرطة ومكتب المدعي العام للدولة يراقبون بشكل غير قانوني اتصالات المواطنين الإلكترونية ولكنهم فشلوا في حساب عدد الأشخاص أو عناوين الإنترنت التي يتم رصدها.

#### موزمبيق
لا توجد قيود حكومية على الوصول إلى الإنترنت، لكن أعضاء أحزاب المعارضة أبلغوا أن عملاء الاستخبارات الحكومية يراقبون البريد الإلكتروني.
ينص الدستور والقانون على حرية التعبير والصحافة، وتحترم الحكومة عمومًا هذه الحقوق في الممارسة. يمكن للأفراد انتقاد الحكومة عمومًا أو علني دون انتقام. يعبر بعض الأفراد عن مخاوفهم من قيام الحكومة بمراقبة اتصالاتهم الخاصة عبر الهاتف والبريد الإلكتروني. العديد من الصحفيين يمارسون الرقابة الذاتية.

#### ناميبيا
لا توجد قيود حكومية على الوصول إلى الإنترنت؛ ومع ذلك، ينص قانون الاتصالات على أنه يمكن لأجهزة الاستخبارات مراقبة البريد الإلكتروني في وجود تفويض من أي قاضي تحقيق. كانت هناك بعض الادعاءات والشائعات حول قيام الحكومة بمراجعة طرق حجب مواقع وسائل التواصل الاجتماعية، ولكن لا يوجد دليل ملموس على مثل هذا الإجراء.
ينص الدستور على حرية التعبير والصحافة، وتحترم الحكومة عمومًا هذه الحقوق.

#### نيبال
- لم يتم إدراج أي دليل علي التصفية في جميع المجالات الأربعة (السياسية، والاجتماعية، والصراعات / الأمن، وأدوات الإنترنت) من قبل مبادرة الإنترنت المفتوح في مايو 2007.[13]

في عام 2007، أفاد صحفيون نيباليون بأن حرية الصحافة غير مشروطة، بما في ذلك الإنترنت، وأظهر اختبار مبادرة إنترنت مفتوح عدم وجود دليل على أن نيبال تفرض مرشحات تكنولوجية على الإنترنت.

#### هولندا
- لا تصنف بشكل منفرد من قبل مبادرة إنترنت مفتوح.

الرقابة على الإنترنت من قبل الحكومة غير موجودة بسبب مجلس النواب في هولندا الذي يقف ضد التصفية في مناسبات متعددة، على الرغم من وجود مقترحات لتصفية المواد الإباحية المتعلقة بالأطفال.
في عام 2008، اقترح وزير العدل خطة لمنع المواقع المعروفة بأنها تحتوي على المواد الإباحية للأطفال. هناك قائمة تم إنشاؤها بواسطة (الخط الساخن لمحاربة استغلال الأطفال في المواد الإباحية على الإنترنت) يستخدمها مزودي خدمة الإنترنت لإعادة توجيه مواقع الويب إلى صفحة التوقف. في عام 2011، تم سحب الخطة بسبب عدم اكتمال مواقع الويب بالكامل. أعاد مجلس النواب التأكيد على ذلك بالتصويت ضد قانون الترشيح في وقت لاحق من ذلك العام، مما أدى بفعالية إلى قتل أي خطط للرقابة الحكومية.
في يناير 2012، طلب من مزودي الإنترنت Ziggo وXS4all بموجب أمر من المحكمة في قضية رفعها لإغلاق موقع ذا بايرت بي بسبب انتهاك حقوق النشر.
تم إسقاط هذا القانون في يناير 2014 بعد استفتاء من قبل الوزارة بقانون جديد ينص على السماح بمشاركة الملفات للاستخدام الخاص أثناء حظر التوزيع التجاري.
اعتبارًا من سبتمبر 2017، تم إجبار Ziggo وXS4All مرة أخرى على منع The Pirate Bay، هذه المرة من قبل المحكمة الهولندية. إذا أمرت المحكمة العليا هذا المنع بالبقاء دائمًا، فقد يؤدي ذلك إلى حجب المواقع الأخرى وبالتالي إبطال حالة الحياد التي تتمتع بها هولندا بخصوص الإنترنت.

#### نيوزيلندا
- لم يتم تصنيفها بشكل منفرد من قبل ONI، ولكن تم تضمينها في النظرة العامة الإقليمية لأستراليا ونيوزيلندا.[521]

منذ فبراير 2010 عرضت وزارة الشؤون الداخلية علي مزودي خدمة الإنترنت تصفية الإنترنت طواعية. يقوم المزودون المشاركون بتوجيه عناوين IP المشبوهة إلى القسم الذي يمنع طلبات HTTP المطلوبة. يتم توجيه العناوين الأخرى مرة أخرى للشبكات الصحيحة. قائمة العناوين المحظورة سرية، ولكن يعتقد أن المواد الإباحية للأطفال تخضع فقط.

#### نيكاراغوا
لا توجد قيود حكومية على الوصول إلى الإنترنت أو تقارير موثوقة تفيد بأن الحكومة تراقب البريد الإلكتروني أو غرف الدردشة؛ ومع ذلك، فإن العديد من المنظمات غير الحكومية تدعي أن الحكومة تراقب البريد الإلكتروني. يشارك الأفراد والمجموعات في التعبير عن وجهات النظر عبر الإنترنت، بما في ذلك عن طريق البريد الإلكتروني ووسائل التواصل الاجتماعية.
ينص الدستور على حرية التعبير والصحافة، لكن الحكومة استخدمت وسائل إدارية وقضائية ومالية للحد من ممارسة هذه الحقوق. على الرغم من أن القانون ينص على أن حرية المعلومات لا يمكن إخضاعها للرقابة، إلا أنه يحدد أيضًا المسؤولية بأثر رجعي، بما في ذلك العقوبات الجنائية على التشهير.
خلال الانتخابات البلدية التي أجريت في نوفمبر 2012، تم اختراق موقع ويب شهير يسمح للناخبين بتسجيل شكاوى أو ادعاءات تزوير الانتخابات في عدة مناسبات وإغلاقه في فترات كبيرة من اليوم. زعمت بعض المنظمات غير الحكومية أن موقع الويب تم العبث به لمنع نشر شكاوى الناخبين. خلال عام 2012، تم الإبلاغ عن العديد من حالات التهديد والعنف ضد الصحافة. وفي 11 ديسمبر، اتهم المتحدث باسم محكمة العدل العليا علناً المنشور الأسبوعي السري بتمويله من منظمات الاتجار بالمخدرات، وقالت جماعات حقوق مزعومة إنها ذات دوافع سياسية.

#### النيجر
لا توجد قيود حكومية على الوصول إلى الإنترنت أو تقارير موثوقة تفيد بأن الحكومة تراقب البريد الإلكتروني أو غرف الدردشة. على الرغم من أن الأفراد والمجموعات يمكنهم المشاركة في التعبير السلمي عن وجهات النظر عبر الإنترنت، إلا أن القليل من السكان يمكنهم الوصول إليها.
ينص الدستور والقانون على حرية التعبير والصحافة، وتحترم الحكومة عمومًا هذه الحقوق في الممارسة. يحظر الدستور والقانون عمومًا التدخل التعسفي في الخصوصية أو الأسرة أو المنزل أو المراسلات، وتحترم الحكومة عمومًا هذه المحظورات.

#### النرويج
- صنفت تحت بند عدم وجود دليل على التصفية بواسطة مبادرة إنترنت مفتوح في عام 2009.[2] لا يوجد ملف شخصي فردي تابع لـمبادرة إنترنت مفتوح للنرويج، ولكنه مدرج في النظرة العامة الإقليمية لبلدان الشمال.[561]

يوجد لدى مزودي خدمة الإنترنت الرئيسيين في النرويج فلتر DNS يمنع الوصول إلى المواقع التي تدعي السلطات أنها توفر المواد الإباحية للأطفال. تم نشر قائمة تم الإدعاء أنها القائمة السوداء النرويجية، في ويكيليكس في مارس 2009. أرسل وزير العدل، كنوت ستوربيرجي، رسالة تهدد مقدمي خدمات الإنترنت بقانون يجبرهم على استخدام المرشح إذا رفضوا القيام بذلك طواعية (بتاريخ 29 أغسطس 2008). منذ سبتمبر 2015، قامت أكبر مزودي خدمات الإنترنت في النرويج بمنع (The Pirate Bay) وغيرها من الخدمات المماثلة. [بحاجة لمصدر]

#### بنما
لا توجد قيود حكومية على الوصول إلى الإنترنت أو تقارير موثوقة تفيد بأن الحكومة تراقب البريد الإلكتروني أو غرف الدردشة. في حالات قليلة، أدى رصد تطبيق القانون لأجهزة الكمبيوتر المشتبه بها إلى اعتقالات بسبب جرائم جنسية.
ينص الدستور على حرية التعبير والصحافة، ولكن كانت هناك محاولات من قبل الحكومة لعرقلة وسائل الإعلام وحرية التعبير، وإسكات انتقادات المسؤولين الحكوميين. انتقدت لجنة الدول الأمريكية لحقوق الإنسان وجمعية الصحافة الأمريكية ومنظمة مراسلون بلا حدود ومجموعات أخرى، جهود الحكومة لفرض الرقابة على الصحافة.
يحظر القانون التدخل التعسفي في الخصوصية أو الأسرة أو المنزل أو المراسلات، وتحترم الحكومة عمومًا هذه المحظورات. ومع ذلك، كانت هناك شكاوى من أن سلطات إنفاذ القانون في بعض الحالات لم تتبع المتطلبات القانونية وأجرت عمليات تفتيش غير مرخص بها. وينفي القانون سلطة المدعين العامين في الأمر بالتنصت على المكالمات الهاتفية الخاصة بهم، ولابد من الإشراف القضائي.

#### بابوا غينيا الجديدة
فقط 2.3 ٪ من سكان بابوا غينيا الجديدة كانوا قادرين على الوصول إلى الإنترنت في عام 2012.
لا توجد قيود حكومية على الوصول إلى الإنترنت أو تقارير موثوقة تفيد بأن الحكومة تراقب البريد الإلكتروني أو غرف الدردشة بدون إشراف قضائي. يشارك الأفراد والمجموعات في التعبير عن وجهات النظر عبر الإنترنت، بما في ذلك عن طريق البريد الإلكتروني.
ينص الدستور على حرية التعبير والصحافة، وتحترم الحكومة عمومًا هذه الحقوق من الناحية العملية. تقدم الصحف مجموعة متنوعة من وجهات النظر التحريرية وتبلغ عن الموضوعات المثيرة للجدل. لا يوجد دليل على فرض رقابة حكومية رسمية، رغم أن محرري الصحف اشتكوا من تكتيكات التخويف التي تهدف إلى التأثير على التغطية. كانت هناك بعض الأمثلة لضباط الشرطة الذين استهدفوا الصحفيين الذين قاموا بتغطية أنشطة الشرطة بشكل سلبي. على الرغم من أن الدستور يحظر التدخل التعسفي في الخصوصية أو الأسرة أو المنزل أو المراسلات، إلا أن هناك حالات من سوء المعاملة.

#### باراغواي
ينص القانون في باراغواي على حرية الكلام والصحافة، وتحترم الحكومة عمومًا هذه الحقوق من الناحية العملية. ينتقد الأفراد الحكومة علانية وسرية، عمومًا دون عقاب أو عائق. لا توجد قيود حكومية على الوصول إلى الإنترنت أو تقارير موثوقة بأن الحكومة تراقب البريد الإلكتروني أو غرف الدردشة على الإنترنت. يمكن للأفراد والمجموعات المشاركة في التعبير عن وجهات النظر عبر الإنترنت، بما في ذلك عن طريق البريد الإلكتروني.
بسبب تقاريرهم، يتعرض الصحفيون أحيانًا للمضايقة والترهيب والعنف، في المقام الأول من عصابات الاتجار بالمخدرات والعصابات الإجرامية وأيضًا من السياسيين. غالباً ما ينتقم المسؤولون السياسيون من انتقادات وسائل الإعلام من خلال التذرع بقوانين التشهير الجنائي ومقاضاة وسائل الإعلام لترهيب الصحفيين وقمع المزيد من التحقيقات.
بعد إقالة فرناندو لوغو في 22 يونيو 2012 في الانقلاب برلماني، يبدو أن الحكومة الجديدة تتولى السيطرة الكاملة على وسائل الإعلام المملوكة للدولة، ويؤثر عدائها على الصحفيين مع وسائل الإعلام المملوكة للقطاع الخاص.

#### بيرو
- لم يتم إدراج أي دليل علي التصفية في جميع المجالات (السياسية، والاجتماعية، والصراعات / الأمن، وأدوات الإنترنت) من قبل مبادرة إنترنت مفتوح في عام 2011.[294]

لا توجد قيود حكومية على الوصول إلى الإنترنت أو تقارير موثوقة تفيد بأن الحكومة تراقب البريد الإلكتروني أو غرف الدردشة بدون إشراف قضائي. يشارك الأفراد والمجموعات في التعبير الحر عن وجهات النظر عبر الإنترنت. كان العائق الرئيسي أمام الوصول إلى الإنترنت هو الافتقار إلى البنية التحتية؛ أفاد الاتحاد الدولي للاتصالات أنه كان هناك 31 مستخدم إنترنت لكل 100 ساكن في عام 2009.

#### الفلبين
- تم تقييمها علي أنها «حرة» بواسطة فريدوم هاوس في تقارير «الحرية علي الإنترنت»، حيث كان مجموع النقاط عام 2012 (23), 2013 (25), 2014 (27), and 2015 (27).[719][720][721][722]

ينص الدستور على حرية التعبير والصحافة، وتحترم الحكومة عمومًا هذه الحقوق. لا توجد قيود حكومية على الوصول إلى الإنترنت أو تقارير تفيد بأن الحكومة تراقب البريد الإلكتروني أو غرف الدردشة. ينخرط الأفراد والمجموعات في تعبيرات سلمية عن وجهات النظر عبر الإنترنت، بما في ذلك عن طريق البريد الإلكتروني. الوصول إلى الإنترنت متاح على نطاق واسع. ووفقًا لإحصاءات الاتحاد الدولي للاتصالات لعام 2009، استخدم حوالي 6.5 بالمائة من سكان البلاد الإنترنت.
في عام 2012، تم توقيع «القانون الجمهوري رقم 10175» (قانون منع الجرائم الإلكترونية لعام 2012)، من قبل الرئيس بنينو أكينو، الذي يجرم أعمال مثل التشهير الذي يتم عبر الإنترنت، والذي يعاقب عليه بالفعل في وسائل الإعلام الأخرى مثل الراديو والتلفزيون والصحف. حظي هذا القانون بتأييد كبير من السناتور تيتو سوتو، والسناتور روبرت كينيدي.
بعد العديد من الالتماسات المقدمة إلى المحكمة العليا تشكك في دستورية القانون،  في 9 أكتوبر 2012، أصدرت المحكمة العليا أمرًا تقييديًا مؤقتًا بوقف تنفيذ القانون لمدة 120 يومًا،  وتم التمديد في 5 فبراير 2013 «حتى صدور أوامر أخرى من المحكمة.»
في 14 كانون الثاني 2017، تم حظر موقعي الويب الشائعين (Pornhub) و(XVideos) في الفلبين كجزء من تنفيذ القانون الجمهوري 9775 أو قانون مكافحة استغلال الأطفال إباحياً. ومع ذلك، لا يزال الوصول إلى المواقع الاباحية متاحاً. تم إلغاء حظر Pornhub في عام 2018. تواصل الحكومة حظر المواقع التي تحتوي على المواد الإباحية للأطفال.

#### بولندا
- لم يتم تصنيفها منفردة بواسطة ONI، ولكن تم تضمينها في النظرة العامة الإقليمية لأوروبا.[529]

تخلت الحكومة البولندية في أوائل عام 2011 عن تشريع الرقابة على الإنترنت الذي تضمن إنشاء سجل لمواقع الإنترنت المحجوبة، وذلك عقب الاحتجاجات والالتماسات التي تعارض الاقتراح.

#### البرتغال
- لا تصنف بشكل منفرد من قبل مبادرة إنترنت مفتوح، [2] ولا في تقرير فريدوم هاوس «الحرية علي شبكة الإنترنت 2013»،[9] ولا تظهر في قوائم مراسلون بلا حدود.[4]

الوصول إلى الإنترنت في البرتغال غير مقيد. لا توجد قيود حكومية على الوصول إلى الإنترنت ولا تقارير تفيد بأن الحكومة تراقب البريد الإلكتروني أو غرف الدردشة دون وجود سلطة قانونية مناسبة. ينص الدستور والقانون على حرية التعبير والصحافة، وتحترم الحكومة عمومًا هذه الحقوق في الممارسة. يجرم القانون خطاب الكراهية والمشاركة في الممارسات الهجومية مثل إنكار الهولوكوست. تمتد عقوبات السجن على هذه الجرائم ما بين ستة أشهر إلى ثماني سنوات.
في مارس 2015، صدرت أوامر إلى موردي خدمات الإنترنت البرتغاليين بمنع ذا بايرت بي بموجب أمر من المحكمة، في أعقاب الاتجاه الأوروبي، بعد دعوى قضائية رفعتها جمعية إدارة حقوق الطبع والنشر. هذه هي المرة الأولى التي يتم حجب مواقع الويب في البرتغال.
منذ يوليو 2015، قامت الحركة المدنية لمكافحة القرصنة على الإنترنت،  بحظر مئات المواقع لانتهاك حقوق الطبع والنشر.

#### رومانيا
- صنف بواسطة مبادرة إنترنت مفتوح تحت بند عدم وجود دليل على الترشيح في عام 2009.[2] لا يوجد ملف شخصي فردي تابع لـمبادرة إنترنت مفتوح في رومانيا، ولكنه مدرج في النظرة العامة الإقليمية لأوروبا.[529]

ترتبط الرقابة على الإنترنت في رومانيا بشكل رئيسي بتصفية المواقع ذات المحتوى الإباحي المستضاف في رومانيا وحماية الأطفال. على الرغم من تقديم مقترحات بفرض الرقابة على المواقع الإباحية، إلا أنه لم يتم حظر أي مواقع باستثناء بعض المواقع الإلكترونية غير المرخصة.

#### السنغال
لا توجد قيود حكومية على الوصول إلى الإنترنت أو تقارير موثوقة تفيد بأن الحكومة تراقب البريد الإلكتروني أو غرف الدردشة بدون إشراف قضائي.
ينص الدستور والقانون على حرية التعبير والصحافة ؛، لكن الحكومة تحد من هذه الحقوق في الممارسة. يمكن للأفراد انتقاد الحكومة عمومًا أو علني دون انتقام. يجرم القانون التشهير، وتستخدم قوانين التشهير لمنع أو معاقبة التقارير النقدية والتعليق. يحظر الدستور والقانون التدخل التعسفي في الخصوصية أو الأسرة أو المنزل أو المراسلات، وتحترم الحكومة عمومًا هذه المحظورات في الممارسة.

#### صربيا
لا توجد قيود حكومية على الوصول إلى الإنترنت أو تقارير موثوقة تفيد بأن الحكومة تراقب البريد الإلكتروني أو غرف الدردشة بدون إشراف قضائي. يعتقد معظم المراقبين أن السلطات تراقب بشكل انتقائي الاتصالات، وتتنصت على المحادثات وتقرأ البريد الإلكتروني. كما يعتقد قادة حقوق الإنسان أن السلطات تراقب اتصالاتهم.
ينص الدستور والقانون على حرية التعبير والصحافة. ومع ذلك، فإن الدستور يسمح بالقيود على الكلام «لحماية حقوق الآخرين وسمعتهم، ولدعم سلطة وموضوعية المحاكم وحماية الصحة العامة والأخلاق، والأمن القومي لجمهورية صربيا». في حين أن القانون لا يتضمن حكمًا محددًا بشأن خطاب الكراهية، فإنه يعد جريمة جنائية. في يونيو 2011 حظرت المحكمة الدستورية المنظمة اليمينية المتطرفة نتيجة لتحريضهم علي العنصرية.
ويلزم القانون مشغلي الاتصالات بالاحتفاظ لمدة سنة واحدة ببيانات مصدر ووجهة الاتصال؛ وبداية ومدة ونهاية الاتصال؛ ونوع الاتصال. وبينما يمكن لوكالات المخابرات الوصول إلى هذه البيانات دون إذن من المحكمة، فإنه يلزم الحصول على أمر من المحكمة للوصول إلى محتويات هذه الرسائل.

#### سيراليون
لا توجد قيود حكومية على الوصول إلى الإنترنت أو تقارير موثوقة تفيد بأن الحكومة تراقب البريد الإلكتروني أو غرف الدردشة بدون إشراف قضائي. استخدام الإنترنت منخفض للغاية، حيث بلغ 1.3٪ من السكان في عام 2012 ونتيجة لذلك، تلعب الإنترنت دورًا صغيرًا جدًا في الحياة السياسية أو الاقتصادية للبلاد.
ينص الدستور والقانون على حرية التعبير والصحافة، وتحترم الحكومة عمومًا هذه الحقوق. يجرم القانون التشهير والفتنة، ولكنه نادرًا ما يطبق هذا. يمارس الصحفيون الرقابة الذاتية. يحظر الدستور والقوانين التدخل التعسفي في الخصوصية أو الأسرة أو المنزل أو المراسلات، وتحترم الحكومة عمومًا هذه المحظورات.

#### سلوفاكيا
- سلوفاكيا لا تصنف بشكل منفرد من قبل مبادرة إنترنت مفتوح، [2] ولا في تقرير فريدوم هاوس «الحرية علي شبكة الإنترنت 2013»،[9] ولا تظهر في قوائم مراسلون بلا حدود.[4]

لا توجد قيود حكومية على الوصول إلى الإنترنت أو تقارير تفيد بأن الحكومة تراقب البريد الإلكتروني أو غرف الدردشة دون إشراف قضائي؛ ومع ذلك، تقوم الشرطة بمراقبة مواقع الويب التي تحتوي على كلام يحض على الكراهية، وتحاول إلقاء القبض على المؤلفين أو تغريمهم.
ينص الدستور والقانون على حرية الكلام والصحافة. بينما تحترم الحكومة في الغالب هذه الحقوق في الممارسة، لكنها في بعض الحالات تحد من هذه الحقوق في إعاقة الانتقادات وتحد من تصرفات الجماعات التي تعتبرها متطرفة. يحظر القانون التشهير، ويعاقب بالسجن لمدة تصل إلى ثلاث سنوات؛ وإنكار محرقة الهولوكوست والتبرير لها، والتي يعاقب عليها بالسجن من ستة أشهر إلى ثلاث سنوات. ونادرًا ما تستخدم عقوبات جنائية لتشويه السمعة. يحظر الدستور والقانون التدخل التعسفي في الخصوصية أو الأسرة أو المنزل أو المراسلات، وتحترم الحكومة عمومًا هذه المحظورات في الممارسة. يجب على الشرطة تقديم مذكرة قبل إجراء بحث أو في غضون 24 ساعة بعد ذلك.
كان هناك مشروع قانون جديد قيد النظر في عام 2011، يسمح لمكتب الضرائب في البلاد بمنع خوادم الويب التي توفر المقامرة عبر الإنترنت دون رخصة سلوفاكية. يجادل المعارضون بأن المصالح الاقتصادية التي يخدمها القانون ليست كافية لتبرير الرقابة على الإنترنت.

#### سلوفينيا
- سلوفانيا لا تصنف بشكل منفرد من قبل مبادرة إنترنت مفتوح، [2] ولا في تقرير فريدوم هاوس «الحرية علي شبكة الإنترنت 2013»،[9] ولا تظهر في قوائم مراسلون بلا حدود.[4]

لا توجد قيود حكومية على الوصول إلى الإنترنت أو تقارير تفيد بأن الحكومة تراقب البريد الإلكتروني أو غرف الدردشة دون إشراف قضائي. ينص الدستور والقانون على حرية الكلام والصحافة، وتحترم الحكومة عمومًا هذه الحقوق. ومع ذلك، يحظر القانون خطاب الكراهية، بما في ذلك التحريض على التعصب والعنف. ينص القانون على عقوبات جنائية بسبب التشهير الذي يمس شرف أو اسم الشخص. بموجب القانون فإن مزود خدمة الإنترنت هو المسؤول عن منع الوصول إلى مواقع الإنترنت الخاصة بالمقامرة غير المرخصة من قبل الحكومة السلوفينية.

#### الصومال
العنف المستمر المرتبط بالحرب الأهلية الصومالية ما زال يؤثر كثيرًا على البيئة الإعلامية.
تتوفر خدمات الإنترنت والهاتف المحمول على نطاق واسع في المدن الصومالية الكبيرة، على الرغم من أن الفقر والأمية والتشريد يحد من إمكانية الوصول إلى هذه الموارد.
لا تقيد الحكومة الوصول إلى الإنترنت، ولا توجد تقارير تفيد بأن الحكومة تراقب البريد الإلكتروني أو غرف الدردشة. يقال إن بعض الفصائل تراقب نشاط الإنترنت.
ينص الدستور المؤقت الجديد للصومال، الذي اعتمدته الجمعية التأسيسية الوطنية في أغسطس 2012، على حرية التعبير والصحافة. في نهاية عام 2012، كانت الحكومة تناقش مبادرات تشريعية جديدة، بما في ذلك مشروع قانون الاتصالات السلكية واللاسلكية، وقانون الإعلام المعدل. كان هناك دعم دولي كبير لإصلاح قانون الإعلام، وكان من المتوقع بذل جهد مكثف لإجراء مثل هذه التغييرات في أوائل عام 2013. ومع ذلك، ونظراً لعدم قدرة الحكومة على فرض سلطتها على جزء كبير من الصومال، فإن الآثار العملية لأي قوانين جديدة ما زالت غير واضحة.
في 8 يناير 2014 أعلنت جماعة الميليشيا الإسلامية (حركة الشباب) أنها تحظر الإنترنت في مناطق الصومال التي تسيطر عليها. تم منح مقدمو خدمة الإنترنت 15 يومًا لإنهاء خدمتهم وحذروا من فرض عقوبات على عدم الامتثال. وقال البيان أن «أي شركة أو فرد يتجاهل النداء سيعتبر أنه يعمل مع العدو». حركة الشباب مدرجة ضمن قائمة مراسلون بلا حدود كـ«أعداء لحرية المعلومات».
في سبتمبر 2012، أعلنت حركة الشباب مسؤوليتها عن السيطرة علي مقديشو، وقطع رأس الصحفي عبد الرحمن محمد علي.

#### جنوب أفريقيا
- تم تقييمها علي أنها «حرة» بواسطة فريدوم هاوس في تقارير «الحرية علي الإنترنت»، حيث كان مجموع النقاط عام 2009 (24)، و2011 (26)، و2012 (26)، و2013 (26)، و2014 (26)، و2015 (27).[750][751][752][753][754][755]
- لم يتم تصنيفها بشكل منفرد من قبل مبادرة الإنترنت المفتوح، ولكن تم تضمينه في النظرة العامة الإقليمية لأفريقيا جنوب الصحراء الكبرى.[181]

يتم احترام حرية وسائل الإعلام الرقمية عمومًا في جنوب إفريقيا. لا يخضع المحتوى السياسي للرقابة، ولا يتم استهداف أي من المدونين ولا منشئي المحتوى لأنشطتهم عبر الإنترنت.
في عام 2006، بدأت حكومة جنوب أفريقيا بمنع المواقع المستضافة في البلاد من عرض مواقع X18 (محتوى جنسي بشكل صريح) ومحتوى XXX (بما في ذلك المواد الإباحية المتعلقة بالأطفال وتصوير الأعمال الجنسية العنيفة)؛ ويعاقب مالكو المواقع الذين يرفضون الامتثال بموجب قانون الأفلام والمنشورات لعام 1996. وفي عام 2007، أُلقي القبض على «مدون جنس» من جنوب أفريقيا.

#### إسبانيا
- لا تصنف بشكل منفرد من قبل مبادرة إنترنت مفتوح، [2] ولا في تقرير فريدوم هاوس «الحرية علي شبكة الإنترنت 2013»،[9] ولا تظهر في قوائم مراسلون بلا حدود.[4]

لا توجد قيود حكومية على الوصول إلى الإنترنت أو تقارير تفيد بأن الحكومة تراقب البريد الإلكتروني أو غرف الدردشة دون وجود سلطة قانونية مناسبة.
ينص الدستور على حرية التعبير والصحافة، وتحترم الحكومة عمومًا هذه الحقوق. يحظر القانون، بما في ذلك الإشراف القضائي، الخطابات العامة ونشر الوثائق التي تفسرها الحكومة دعماً للإرهاب. ينص القانون على أن الأشخاص الذين يمارسون التمييز أو العنف ضد جماعات معينة من أجل العنصرية أو معاداة السامية؛ أو أي إشارات أخرى إلى الإيديولوجية أو الدين أو المعتقد أو الوضع العائلي أو الانتماء إلى مجموعة عرقية أو أصل قومي أو جنس أو ميول جنسية أو مرض أو إعاقة، قد يعاقبون بالسجن لمدة تتراوح بين عام وثلاثة أعوام.
منذ كانون الثاني 2015، تمنع شركة فودافون إسبانيا موقع thepiratebay.org بناءً على طلب وزارة الداخلية. ومنذ 29 مارس 2015 تم حظر thepiratebay على عناوين URL متعددة من جميع مزودي خدمات الإنترنت.
في سبتمبر 2017، أمر قاضي بإغلاق أو حظر جميع المواقع التي تنظم استفتاء استقلال كاتالونيا. سبق أن أعلنت المحكمة الدستورية الإسبانية أن التصويت غير قانوني.
اعتبارًا من كانون الأول 2017، تم إلغاء حظر جميع المواقع المحظورة سابقًا، مع تحول التركيز إلى نقل المواقع مباشرةً.

#### سورينام
لا توجد قيود حكومية على الوصول إلى الإنترنت أو تقارير تفيد بأن الحكومة تراقب البريد الإلكتروني أو غرف الدردشة دون إشراف قضائي. ومع ذلك، فإن الصحفيين، وأعضاء المعارضة السياسية، وأنصارهم، والكيانات المستقلة الأخرى يبلغون عن تدخل الحكومة في مراقبة البريد الإلكتروني وحسابات وسائل التواصل الاجتماعية.
ينص القانون على حرية التعبير والصحافة، وتحترم الحكومة عمومًا هذه الحقوق في الممارسة. يمارس بعض أعضاء وسائل الإعلام الرقابة الذاتية رداً على الضغط والتخويف من جانب كبار المسؤولين الحكوميين أو قادة المجتمع بشأن الصحفيين الذين ينشرون قصصاً سلبية عن الإدارة. يحظر القانون التدخل التعسفي في الخصوصية أو الأسرة أو المنزل أو المراسلات، وتحترم الحكومة عمومًا هذه المحظورات في الممارسة. يتطلب القانون إصدار أوامر تفتيش، يصدرها ضباط شبه قضائيون يشرفون على التحقيقات .

#### سوازيلاند
لا توجد قيود حكومية رسمية على الوصول إلى الإنترنت. هناك تقارير تفيد بأن الحكومة تراقب البريد الإلكتروني، وموقع فيسبوك، وغرف الدردشة.
ينص الدستور على حرية التعبير والصحافة، ولكن الملك قد ينكر هذه الحقوق حسب تقديره، وتقوم الحكومة في بعض الأحيان بتقييد هذه الحقوق، خاصة فيما يتعلق بالقضايا السياسية أو العائلة الملكية. ويخول القانون الحكومة حظر المطبوعات إذا اعتبرت «ضارة بمصالح الدفاع أو السلامة العامة أو النظام العام أو الأخلاق العامة أو الصحة العامة».
في مارس 2012 ذكرت صحيفة «تايمز أوف سوازيلاند» أن عددا من أعضاء مجلس الشيوخ طلبوا من الحكومة اتخاذ إجراءات قانونية ضد الأفراد الذين انتقدوا الملك مسواتي الثالث على مواقع الشبكات الاجتماعية. وأيد وزير العدل، مجواغوا جاميدز، هذه الاتصالات وقال إنه سيبحث عن «قوانين دولية» يمكن استخدامها لتوجيه الاتهام إلى المجرمين.

#### السويد
- صنفت بواسط مبادرة إنترنت مفتوح كعدم وجود دليل على الترشيح في عام 2009.[2][5] لا يوجد في السويد ملف شخصي فردي تابع لـ ONI، ولكنه مدرج في النظرة العامة الإقليمية لبلدان الشمال الأوروبي.[561]

لا توجد قيود حكومية على الوصول إلى الإنترنت أو تقارير موثوقة تفيد بأن الحكومة تراقب البريد الإلكتروني أو غرف الدردشة دون وجود سلطة قانونية مناسبة. ينص الدستور على حرية التعبير والصحافة، وتحترم الحكومة عمومًا هذه الحقوق في الممارسة. يجرم القانون المحتوي الذي يعتبر خطاباً للكراهية.
يوجد لدى مزودي خدمة الإنترنت الرئيسيين في السويد فلتر DNS يمنع الوصول إلى المواقع التي المعروفة بتقديمها مواد إباحية الأطفال. الشرطة السويدية مسؤولة عن تحديث هذه القائمة.
يحظر الدستور والقانون التدخل التعسفي في الخصوصية أو الأسرة أو المنزل أو المراسلات، وتحترم الحكومة عمومًا هذه المحظورات في الممارسة. يسمح القانون لوكالة الاستخبارات، ومؤسسة راديو الدفاع الوطني، بمراقبة حركة الإنترنت عبر الحدود التي تعمل عبر الكابل لمكافحة «التهديدات الخارجية» مثل الإرهاب والجريمة المنظمة. المراقبة ممكنة فقط بعد الحصول على إذن من المحكمة وبناء على طلب صريح من الحكومة أو وكالات الدفاع. في عام 2012، وافق البرلمان على طلب الاتحاد الأوروبي بالاحتفاظ بالبيانات، حيث تجبر مزودي خدمات الإنترنت بتخزين البيانات المتعلقة بالاتصالات عبر الإنترنت داخل البلد لمدة ستة أشهر حتى يتسنى لوكالات إنفاذ القانون الوصول إليها إذا أمرت المحكمة بذلك.
في 9 كانون الأول / ديسمبر 2014، تمت مداهمة موقع خليج القراصنة في محطة ناكا، وهي مركز بيانات مضاد للأسلحة النووية أنشئ في مجمع جبلي بالقرب من ستوكهولم. على الرغم من كثرة النسخ المختلف لعنوان الموقع، إلا أن نطاق thepiratebay.se لا يزال يتعذر الوصول إليه. في 13 ديسمبر 2014، أنشأت إيسوهونت موقعًا يسمى The Old Pirate Bay، والذي يبدو أنه إحياء للموقع الأصلي القديم. في 21 ديسمبر 2014 بعد أسبوعين تقريبًا من التوقف، ظهر النطاق الرسمي لـ The Pirate Bay بعلامات للحياة. كان ThePirateBay.se يلوح فقط بعلم القراصنة، ولكن هذا يكفي لمنح العديد من مستخدمي الموقع الأمل في العودة التامة. قبل بضع دقائق، حدث تغيير كبير آخر عندما بدأ النطاق الرئيسي لـ Pirate Bay يشير إلى عنوان IP جديد متصل بخادم مستضاف في مولدوفا.
في 13 فبراير 2017 قررت محكمة الاستئناف السويدية أنه يجب على مقدم خدمات النطاق Bredbandsbolaget منع عملاءه من الوصول إلى موقع مشاركة الملفات The Pirate Bay، لاغية بذلك حكم محكمة المقاطعة عام 2015. هذا هو أول مرة تم حظر موقع الويب بشكل علني في السويد. من المتوقع أن يتبع باقي مزودي خدمات الإنترنت أوامر المحكمة نفسها.

#### سويسرا
- سويسرا لا تصنف بشكل منفرد من قبل مبادرة إنترنت مفتوح، [2] ولا في تقرير فريدوم هاوس «الحرية علي شبكة الإنترنت 2013»،[9] ولا تظهر في قوائم مراسلون بلا حدود.[4]

ا توجد قيود حكومية على الوصول إلى الإنترنت أو تقارير موثوقة تفيد بأن الحكومة تراقب البريد الإلكتروني أو غرف الدردشة دون إشراف قضائي. ينص الدستور على حرية التعبير والصحافة، وتحترم الحكومة عمومًا هذه الحقوق من الناحية العملية. يعاقب القانون علي التحريض على الكراهية العرقية أو العنصرية، أو التمييز، أو نشر الأيديولوجية العنصرية، وإنكار الجرائم ضد الإنسانية، ونشر معلومات تستند إلى «مناقشات رسمية سرية» تم تسريبها.
في نوفمبر 2011، قررت الحكومة السويسرية أن تنزيل نسخ من الأفلام والموسيقى وألعاب الفيديو المنتهكة للاستخدام الشخصي سيظل قانونيًا، لأنه لا يضر بمالكي حقوق الطبع والنشر.
في عام 2010، وجدت المحكمة الفيدرالية العليا في سويسرا أن عنوان الـIP هو بمثابة معلومات شخصية وأنه بموجب قوانين الخصوصية السويسرية قد لا يتم استخدامهه لتتبع استخدام الإنترنت دون معرفة الأفراد.
في ديسمبر 2002، أمر قاض سويسري محلي مزودي خدمات إنترنت سويسريين بحظر الوصول إلى ثلاثة مواقع على الإنترنت مستضافة في الولايات المتحدة كانت تنتقد بشدة المحاكم السويسرية، وتعديل خوادم DNS الخاصة بهم لحظر نطاق appel-au-people.org.

#### تايوان
- تايوان لا تصنف بشكل منفرد من قبل مبادرة إنترنت مفتوح، [2] أو في تقرير فريدوم هاوس «الحرية علي الإنترنت 2013»،[9] ولا تظهر في قوائم مراسلون بلا حدود.[4]

ينص دستور تايوان على حرية التعبير والصحافة، وتحترم السلطات عمومًا هذه الحقوق في الممارسة. تتضافر الصحافة المستقلة والقضاء الفعال ونظام سياسي ديمقراطي فعال لحماية حرية التعبير والصحافة. لا توجد قيود رسمية على الوصول إلى الإنترنت أو تقارير موثوقة تفيد بأن السلطات تراقب البريد الإلكتروني أو غرف الدردشة دون إشراف قضائي. من الصعب قياس مدى انتشار استغلال الأطفال إباحياً بسبب زيادة استخدام الإنترنت وتقنيات الاتصال المتطورة الأخرى لجلب العملاء.

#### تنزانيا
لا توجد قيود حكومية على الوصول إلى الإنترنت، ومع ذلك، تراقب الحكومة مواقع الويب التي تنتقد الحكومة. الشرطة أيضا تراقب الإنترنت لمكافحة الأنشطة غير المشروعة.
ينص الدستور على حرية التعبير، لكنه لا ينص صراحة على حرية الصحافة. يحظر القانون عمومًا التدخل التعسفي في الخصوصية أو الأسرة أو المنزل أو المراسلات دون أمر تفتيش، لكن الحكومة لا تحترم هذه المحظورات باستمرار. ويعتقد على نطاق واسع أن قوات الأمن تراقب الهواتف ومراسلات بعض المواطنين والأجانب المقيمين.

#### توغو
لا توجد قيود حكومية على الوصول إلى الإنترنت أو تقارير موثوقة تفيد بأن الحكومة تراقب البريد الإلكتروني أو غرف الدردشة دون إشراف قضائي. ولكن على الرغم أن الدستور ينص على حرية التعبير والصحافة، فإن الحكومة تقيد هذه الحقوق.
يحظر الدستور والقانون التدخل التعسفي في الخصوصية أو الأسرة أو المنزل أو المراسلات، وتحترم الحكومة عمومًا هذه المحظورات. في القضايا الجنائية، يجوز للقاضي أو المسؤول الكبير في الشرطة تفويض عمليات البحث عن المساكن الخاصة. يعتقد المواطنون أن الحكومة تراقب الهواتف والمراسلات، على الرغم من عدم تأكيد مثل هذه المراقبة.

#### ترينيداد وتوباغو
لا توجد قيود حكومية على الوصول إلى الإنترنت أو تقارير موثوقة تفيد بأن الحكومة تراقب البريد الإلكتروني أو غرف الدردشة دون إشراف قضائي.
ينص الدستور والقانون على حرية التعبير والصحافة، وتحترم الحكومة عمومًا هذه الحقوق في الممارسة. يحظر الدستور والقانون التدخل التعسفي في الخصوصية أو الأسرة أو المنزل أو المراسلات، وتحترم الحكومة عمومًا هذه المحظورات في الممارسة.

#### الأوروغواي
لا توجد قيود حكومية على الوصول إلى الإنترنت أو تقارير موثوقة تفيد بأن الحكومة تراقب البريد الإلكتروني أو غرف الدردشة دون إشراف قضائي.
ينص قانون أوروجواي على حرية التعبير والصحافة، وتحترم الحكومة عمومًا هذه الحقوق في الممارسة. تتضافر الصحافة المستقلة، والقضاء الفعال، والنظام السياسي الديمقراطي الفعال لضمان هذه الحقوق. كما يحظر القانون التدخل التعسفي في الخصوصية أو الأسرة أو المنزل أو المراسلات، وتحترم الحكومة عمومًا هذه المحظورات في الممارسة.

## روابط خارجية
- موقع مبادرة OpenNet. (بالإنجليزية)
- موقع مراسلون بلا حدود. (بالإنجليزية)
- «إنترنت مونيتور» - مشروع بحثي لمركز بيركمان للإنترنت والمجتمع التابع لجامعة هارفارد لتقييم ووصف وتلخيص السبل والآليات ومدى الوصول للإنترنت وعمليات التحكم بالمحتوى والنشاط حول العالم. (بالإنجليزية)
- جوناثان ويرف، الرقابة على الإنترنت: دراسة مُقارنة. (بالإنجليزية)
- صالح ساريكايا (2 يوليو 2014). "حظر وسائل التواصل الاجتماعي في تركيا: ماذا يعني؟". مؤرشف من الأصل في 2016-02-01. (بالإنجليزية)